# 中国铁道博物馆东郊展馆
中国铁道博物馆东郊展馆，2010年前称中国铁道博物馆（英語：China Railway Museum），是中国铁道博物馆的三个馆址之一。中国铁道博物馆是中国铁路唯一的国家级专业博物馆，位于北京市。作为隶属于中国铁路总公司的事业单位，中国铁道博物馆主要负责铁路文物、科研成果等展品的收藏、保管、陈列、展示及编辑研究工作，促进铁路科技现代化，作为爱国主义宣传教育和科学普及教育的基地。中国铁道博物馆有三个馆：正阳门馆、东郊馆、詹天佑纪念馆。

## 历史

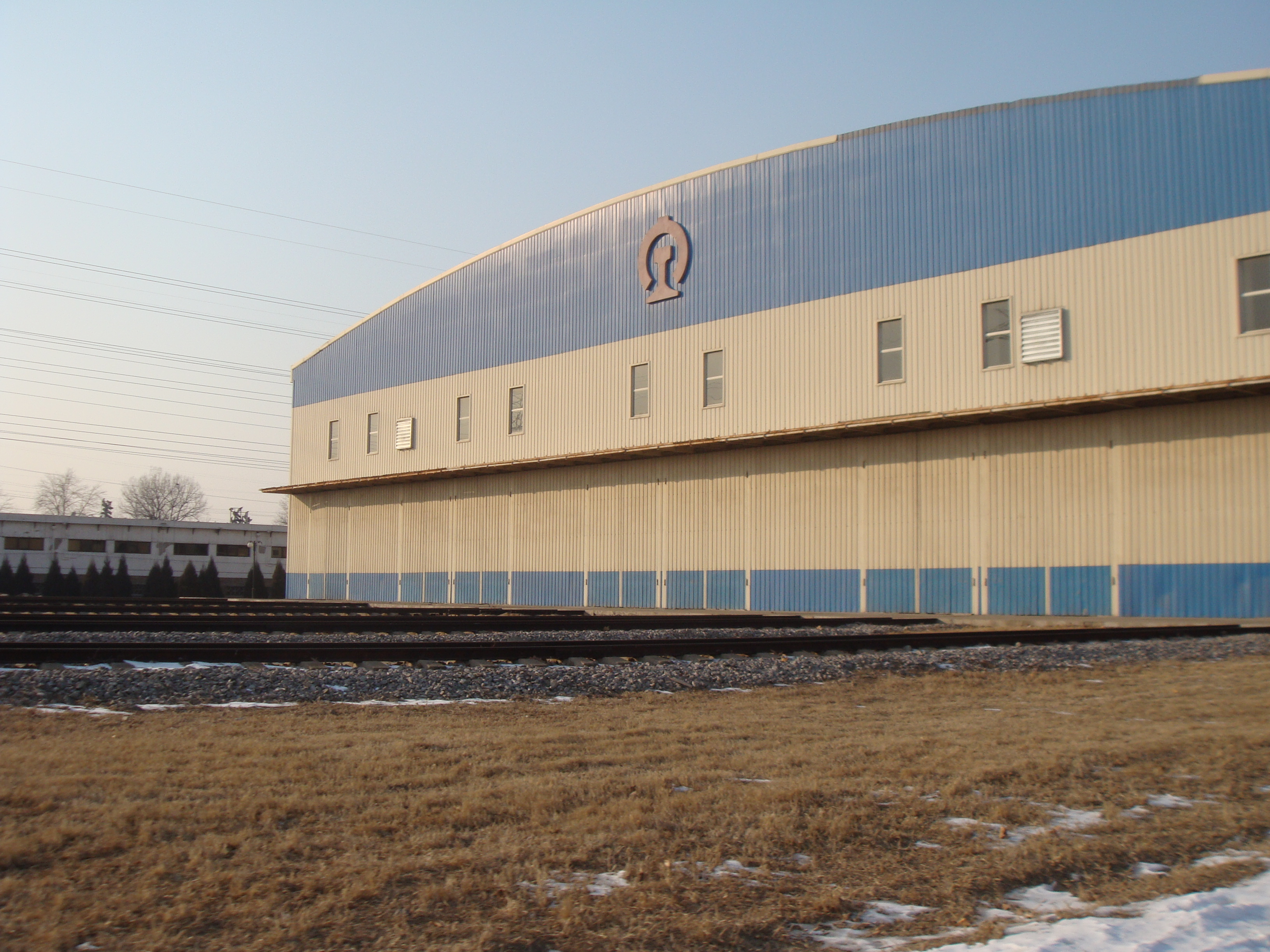
中国铁道博物馆的机车展厅。

中国铁道博物馆的前身是成立于1978年的铁道部科学技术馆，其定位为铁道部宣传中国铁路科学技术现代化的官方单位。主要任务包括配合铁道部科教司、中国铁道学会参与中国铁路科学技术交流和普及工作；参加组织和筹办国内外展览会；组织和筹办以铁路科学技术为主题的展览会；对中国铁路建设成就、科技成果编写出版画册及技术说明，制作展览模型等；对铁路历史文物进行搜藏、展示以及保护工作。但铁道部科学技术馆成立之初并无正式的馆址。1991年6月，铁道部拟建中国铁道博物馆或博览中心，馆址选在铁道部科学研究院实验基地附近。1993年3月，铁道部科学技术馆由铁道科学研究院代管。
2000年开始，铁道部科学技术馆开始筹划建立国家级的铁路博物馆，并进行大量前期工作，征集了大量的铁路文物史料。2002年初，位于北京市朝阳区的“铁道部科研试验展示交流中心机车展示库”开建，场地邻近北京大山子环形铁道。2002年11月2日，中国铁道部与中国大陆著名铁路迷社区海子铁路网合作，新建成的铁道部科学技术馆特别对全国铁路爱好者试验性开放展览一天，机车车辆陈列厅同日正式对外展出，时任铁道部部长傅志寰亦出席了开馆典礼。
2003年9月，根据中央编制委员会办公室中央编办复字〔2003〕113号文件《关于铁道部科学技术馆更名为中国铁道博物馆的批复》，铁道部决定铁道部科学技术馆更名为中国铁道博物馆。9月22日，铁道部发布铁劳卫函〔2003〕384号文件《关于铁道部科学技术馆更名为中国铁道博物馆等事项的通知》，铁道部科学技术馆正式更名为中国铁道博物馆。2009年，原中国铁道博物馆和北京铁路博物馆整合为现中国铁道博物馆，东郊的既有管址改称中国铁道博物馆东郊展馆。
2020年9月3日，中国铁道博物馆被中国铁道学会评为“全国铁路科普教育基地”。

## 馆舍

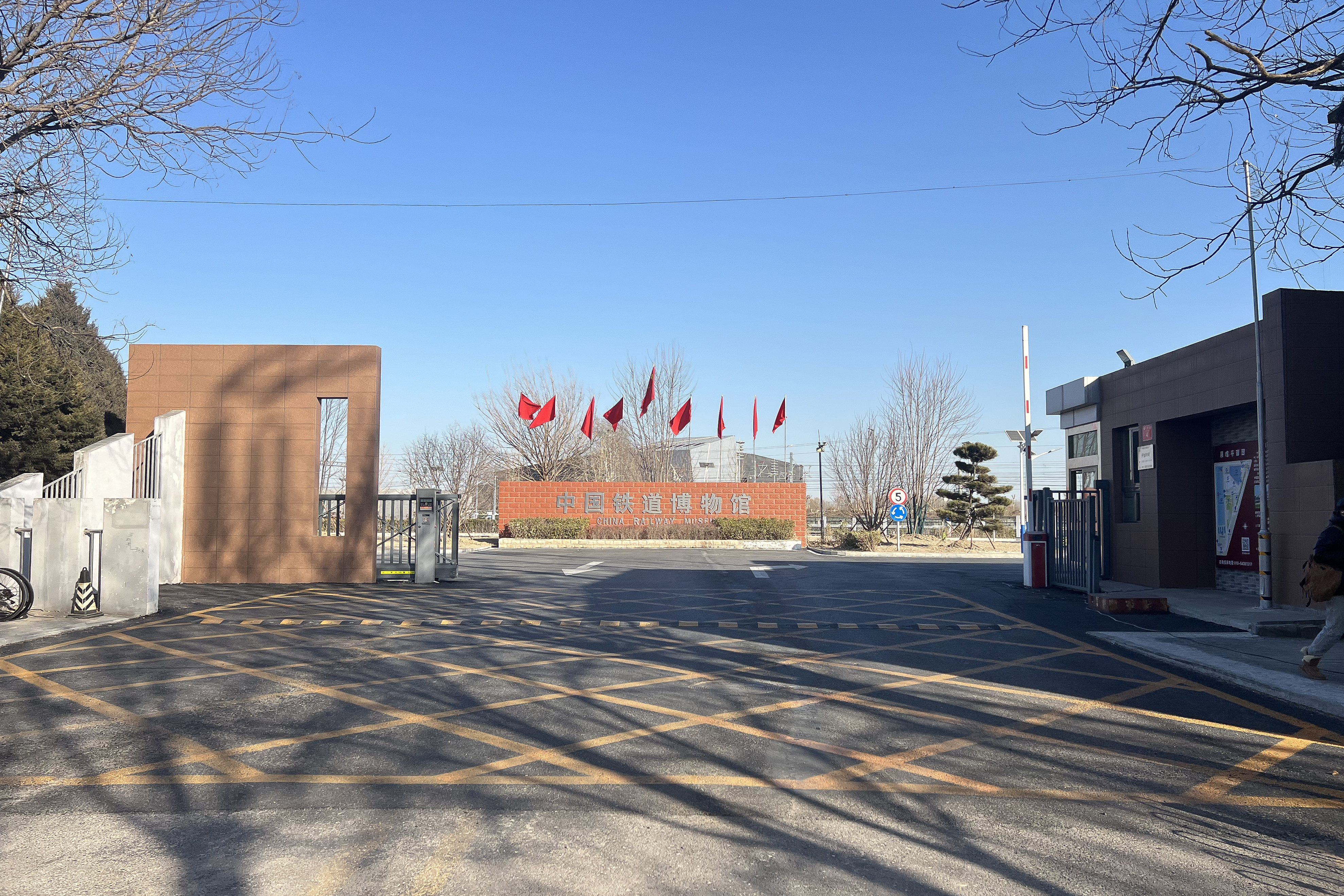
中国铁道博物馆东郊馆大门。

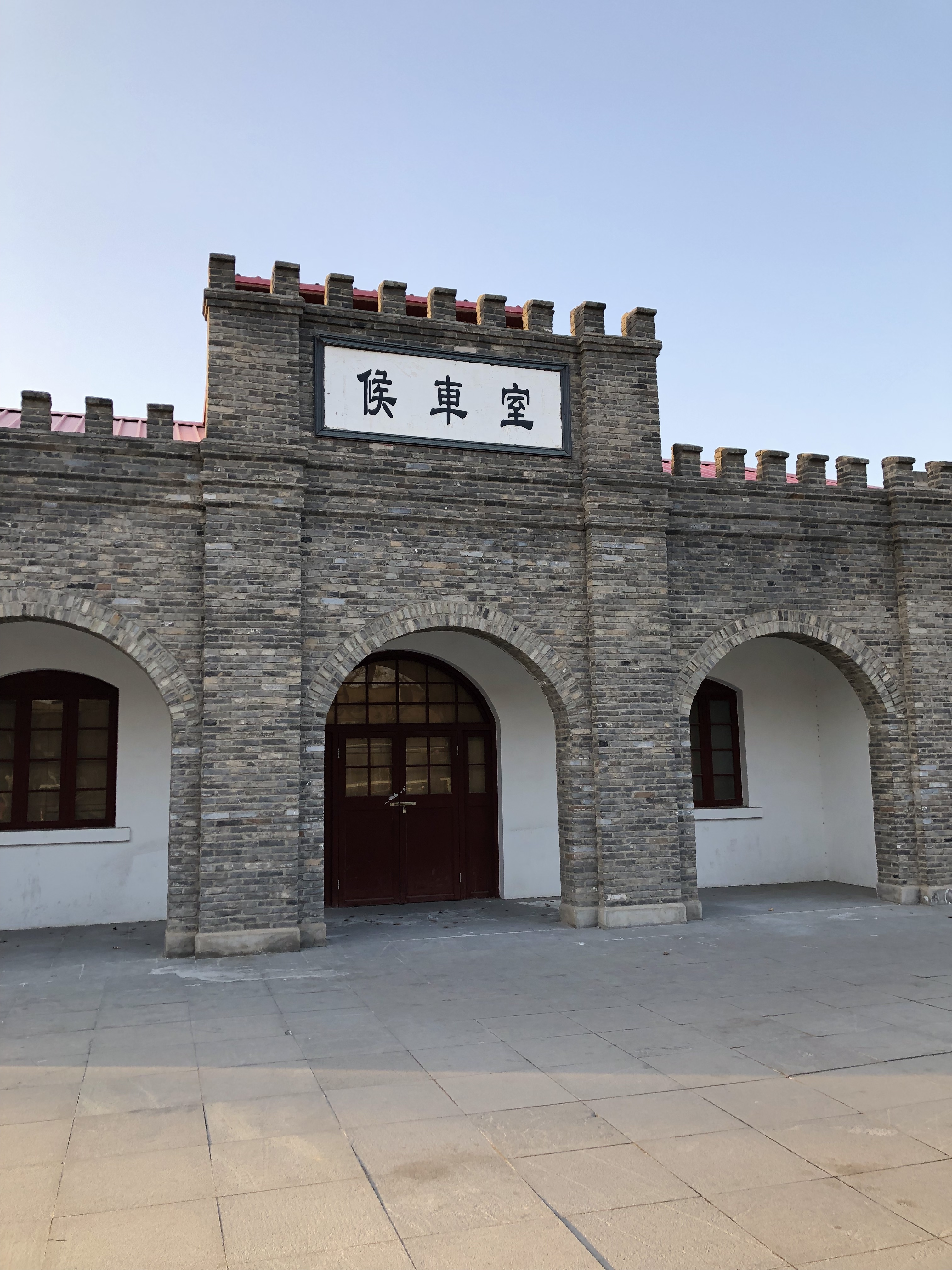
“年代站”候车室

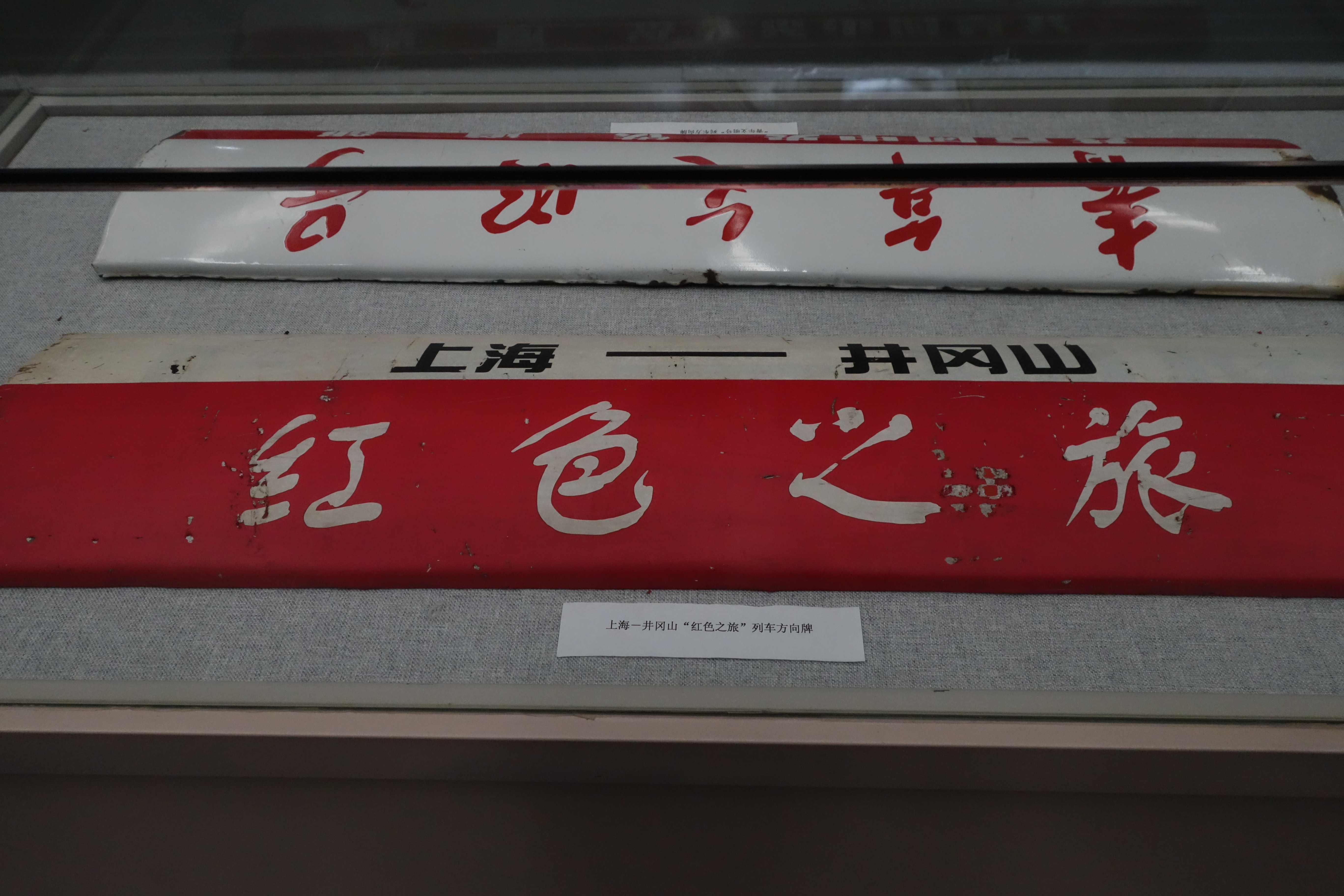
上海-井冈山“红色之旅”列车水牌

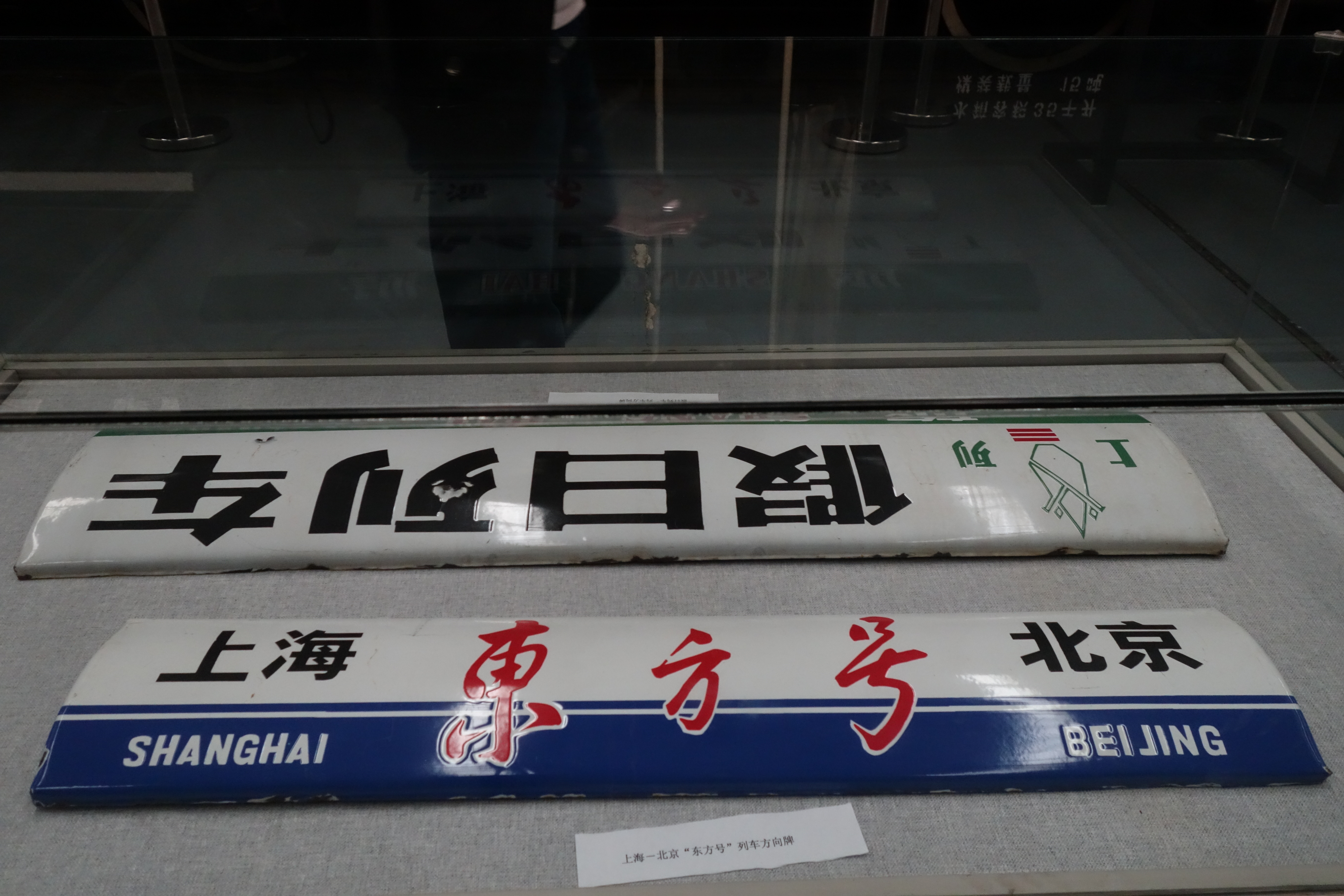
上海-北京“东方号”列车水牌

中国铁道博物馆东郊馆主体包括机车车辆陈列厅、综合展厅和铁路专题展厅。现建筑面积20500平方米。此外，展馆东侧还有一个车站外形的影视拍摄基地“年代站”，电视剧《历史转折中的邓小平》中的部分场景即在此拍摄。

### 機車車輛陳列廳
機車車輛陳列廳是东郊展馆的一期工程，建築面積16500平方米，廳內有8條展示線路，可以同時展示80-90輛铁路機車車輛，包括历代铁路机车、客车等。机车车辆陈列厅于2002年11月2日正式对外开放。

### 综合展厅
综合展厅建筑面积4000平方米，展示有关中国铁路历史展览。

### 专题展厅
专题展厅是东郊馆的三期工程，目前处于待建中。

## 东郊馆展品一览

### 蒸汽机车
- 0号机车 （中国最早的机车之一）
- ФД-1979（FD型，苏联1931年制造）
- GJ-1019（太原1959年11月制造）
- JF-304“毛泽东号”（日本1941年制造）
- JF-1191“朱德号”（日本1942年制造）
- JF-2101“国庆号”（四方1950年制造）
- JF-2121（四方1952年12月制造）
- JF-4101（太北段1958年制造）
- JF6-3022（日本1933年制造）
- JF9-3673（日本1940年制造）
- JF11-3773（美国1937年制造）
- JF11-3787 （美国1937年制造）
- JF51-738（法国1926年制造）
- JS-5001（大连1957年7月制造）
- KD5-373（日本1921年制造）
- KD55-579（日本1921年制造）
- KD7-534（美国1947年制造）
- KF1-006（英国1936年制造）
- MG-35 （英国1920年制造）
- PL3-51（日本1935年制造）
- PL9-146（比利时1922年制造）
- QJ-0001（大连1956年制造）
- QJ-0004（大连1958年制造）
- QJ-101（大同1964年制造）
- RM-1001（四方1958年制造）
- SL-601（四方1956年9月制造）
- SL3-152（日本1939年制造）
- SL12-890（日本1942年制造）
- SN-23（美国1929年制造）

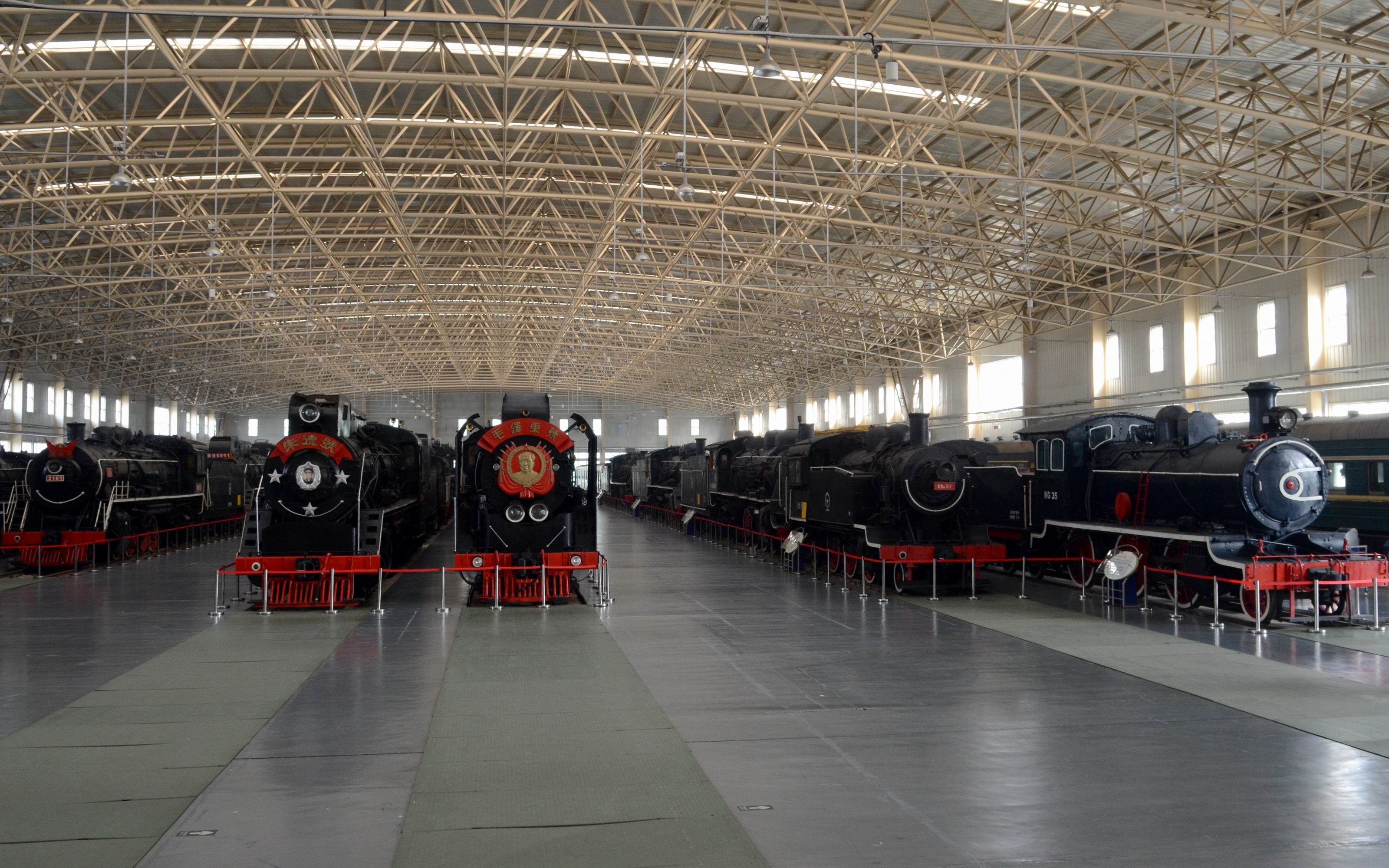
机车车辆陈列厅中展示的蒸汽机车
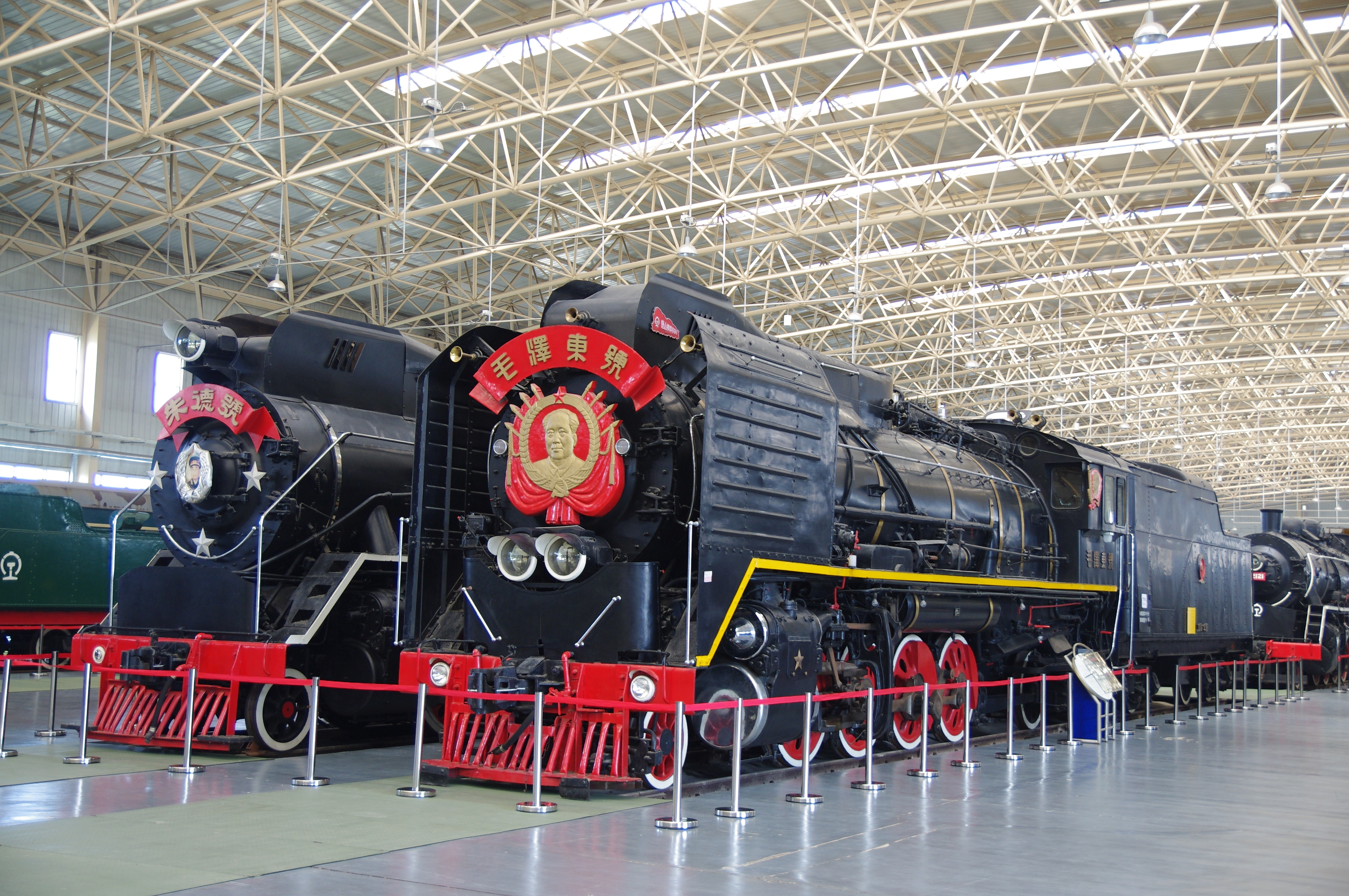
中国铁道博物馆内的解放304號（毛泽东号）及解放1191号蒸汽机车（朱德号）
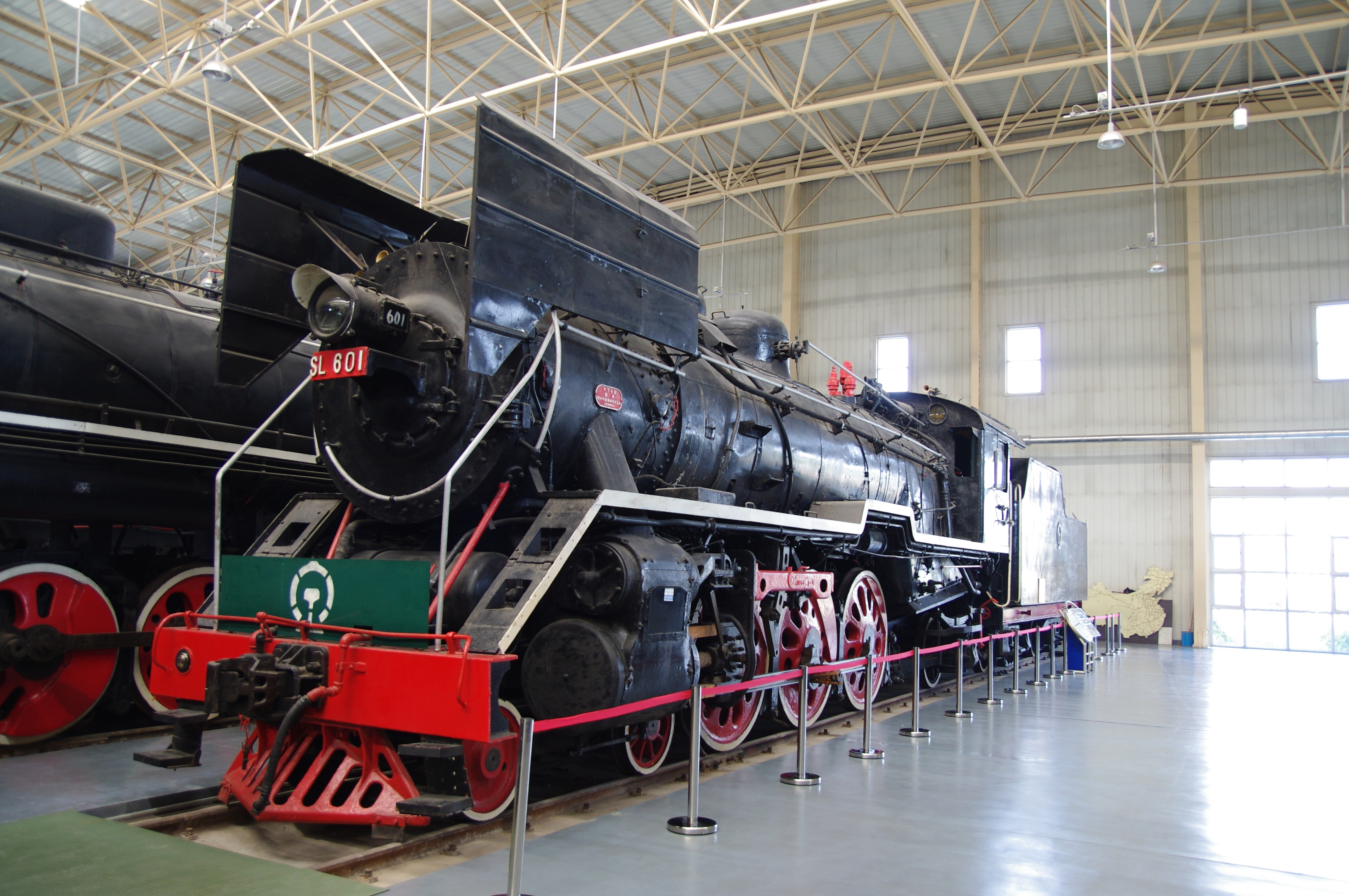
中国铁道博物馆内的四方工厂制造胜利6型601号蒸汽机车
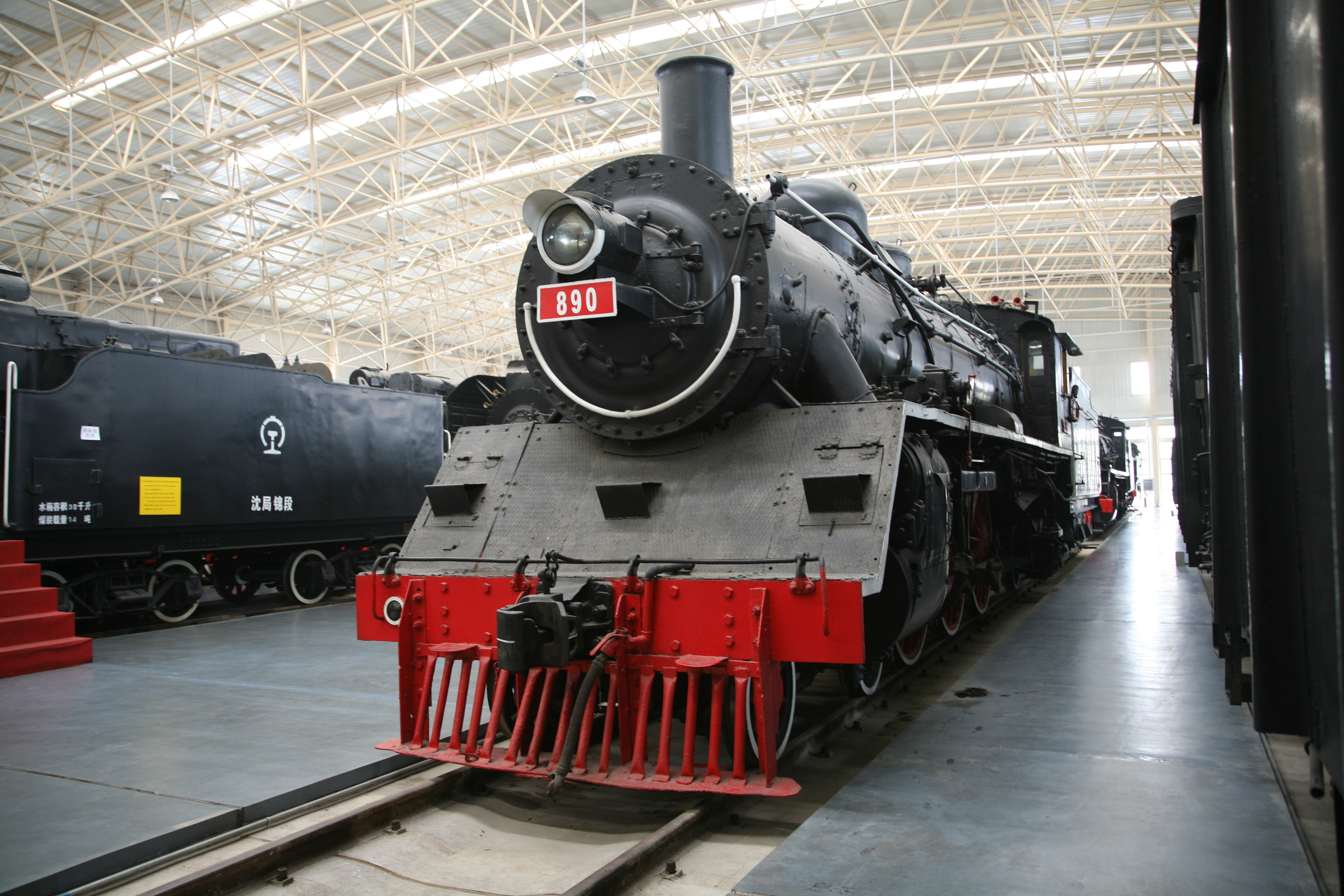
中国铁道博物馆内的四方工厂制造胜利12型890号蒸汽机车
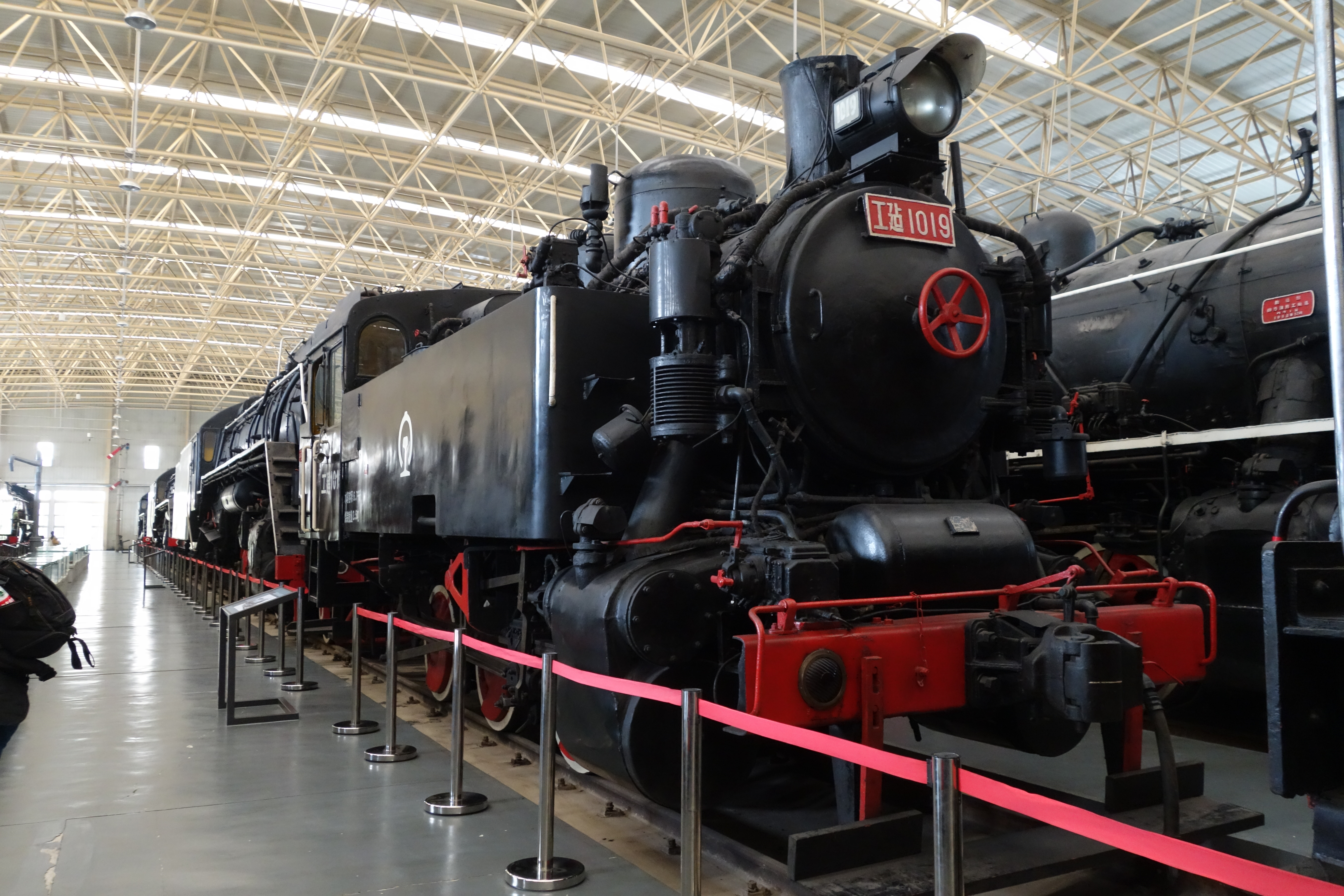
中国铁道博物馆内的工建型1019号蒸汽机车
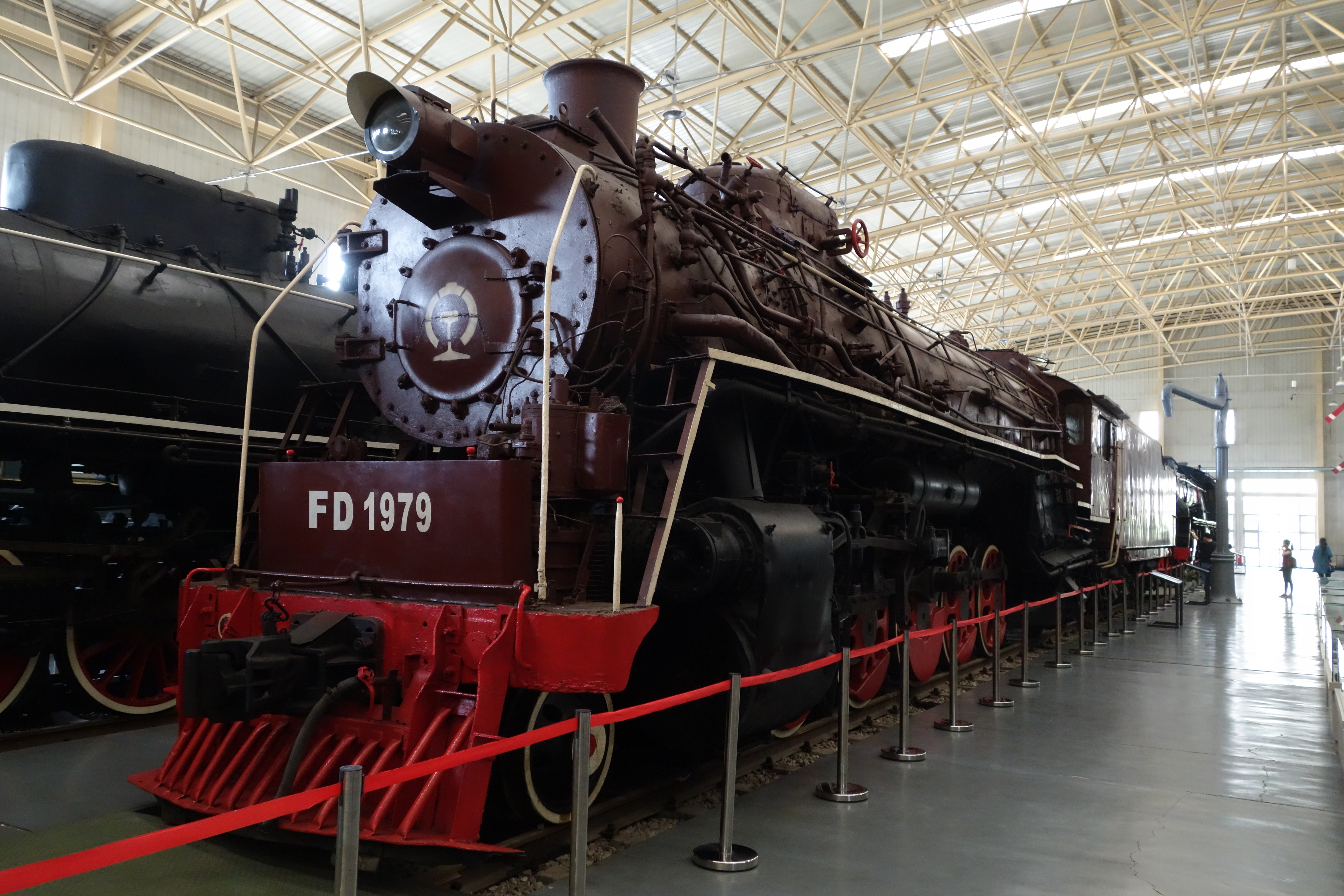
中国铁道博物馆内的FD型1979号机车
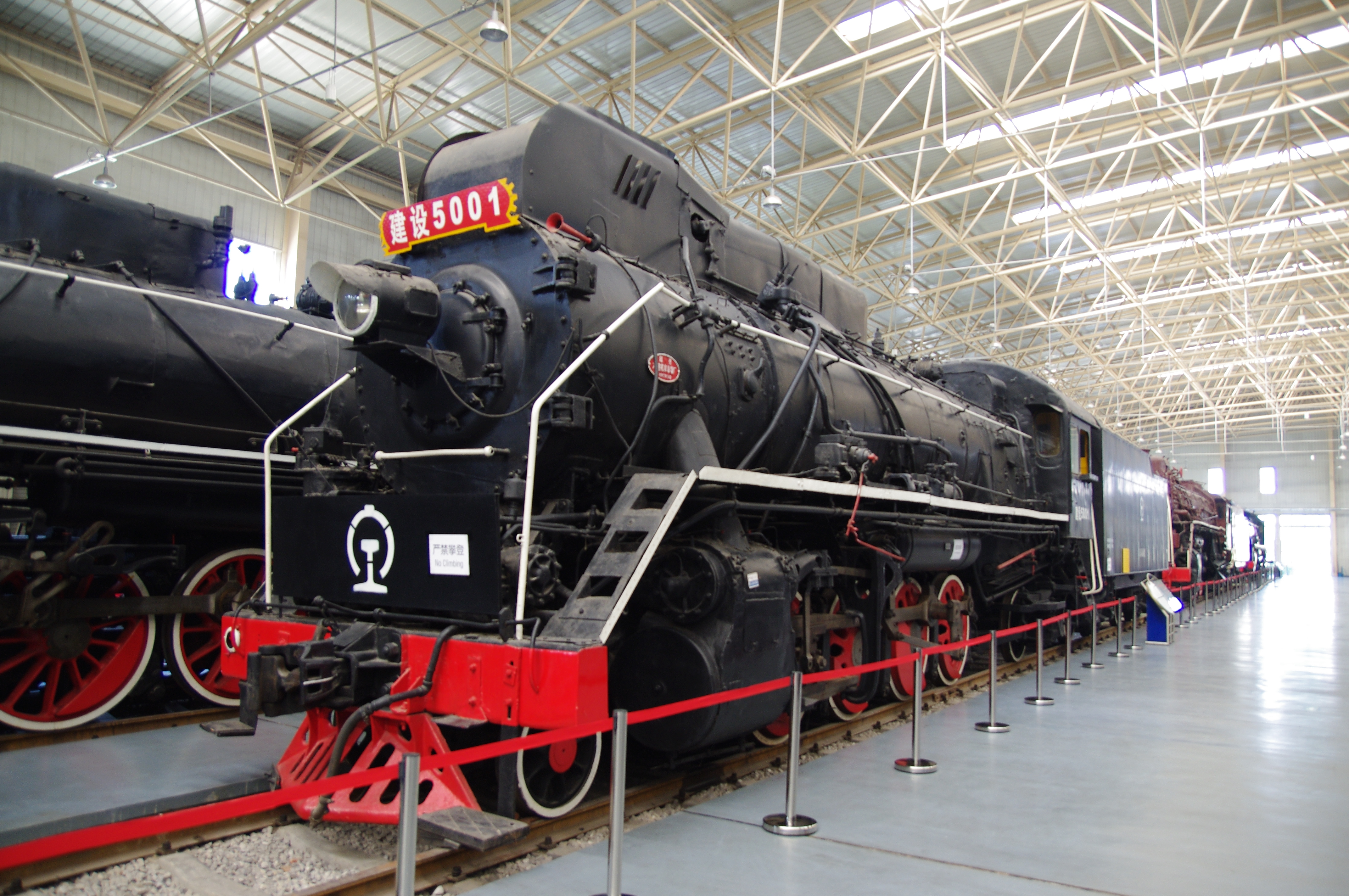
中国铁道博物馆内的建设型5001号蒸汽机车
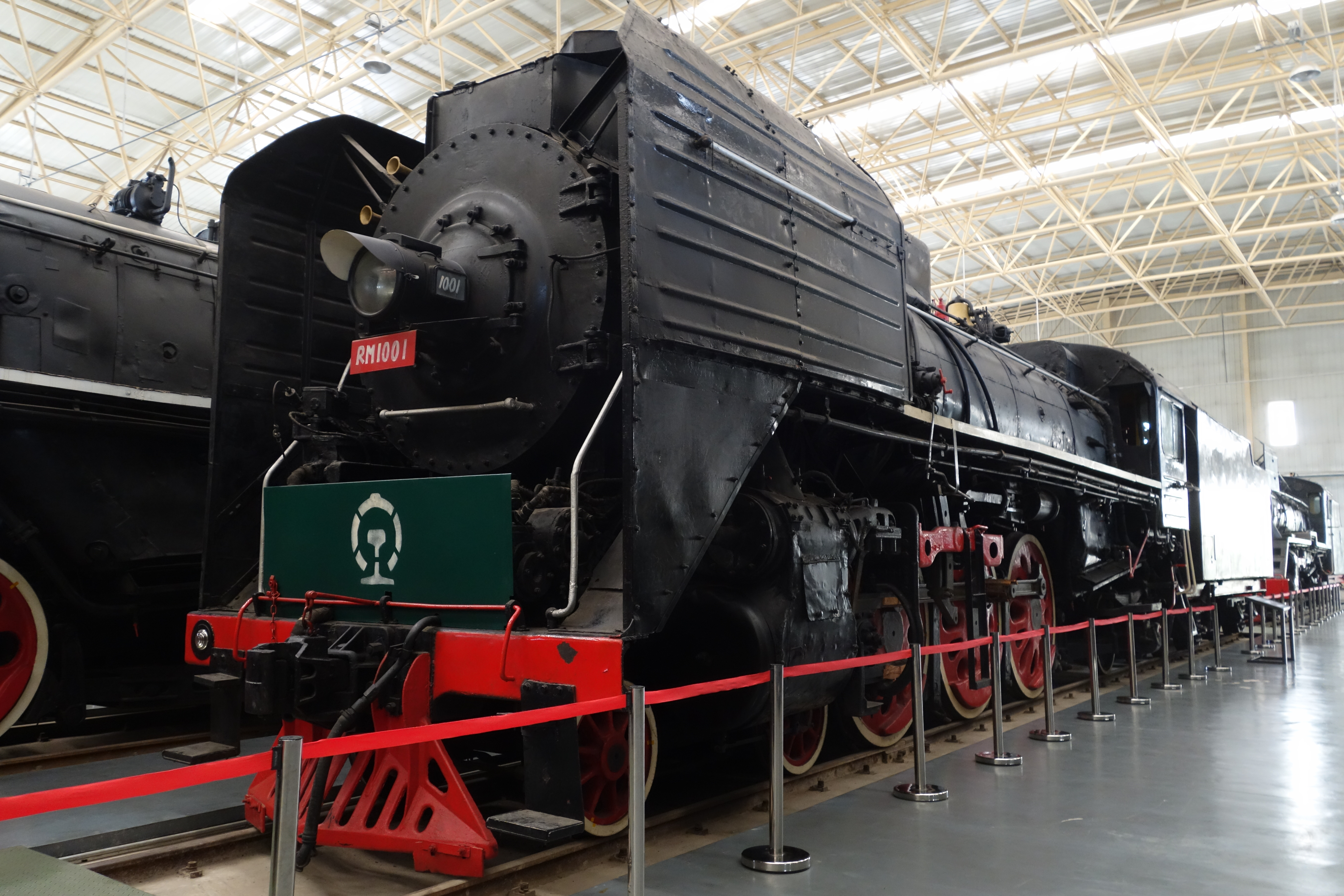
中国铁道博物馆内的人民型1001号机车
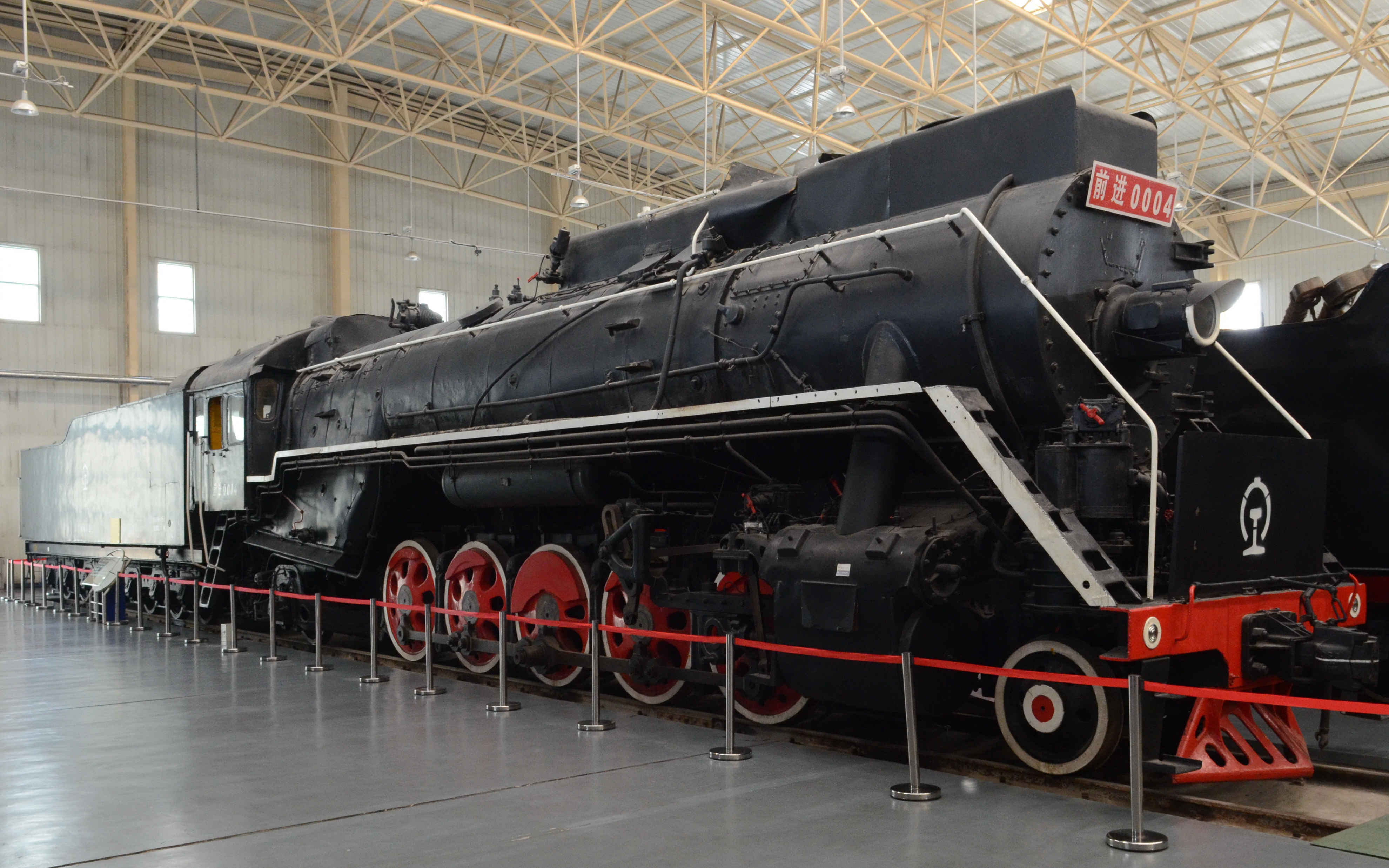
中国铁道博物馆内的前进型0004号蒸汽机车
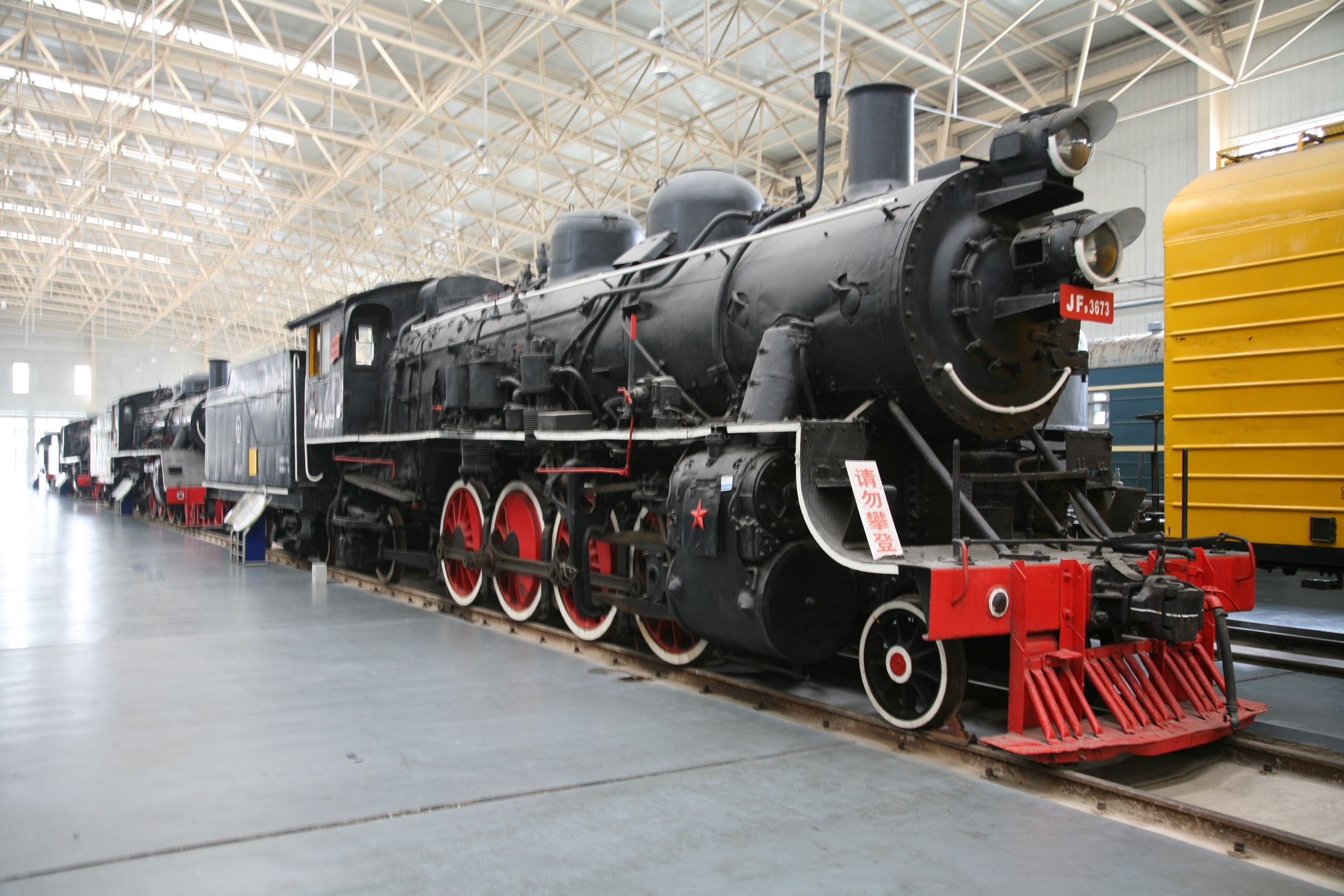
中国铁道博物馆外的解放9型3673号蒸汽机车
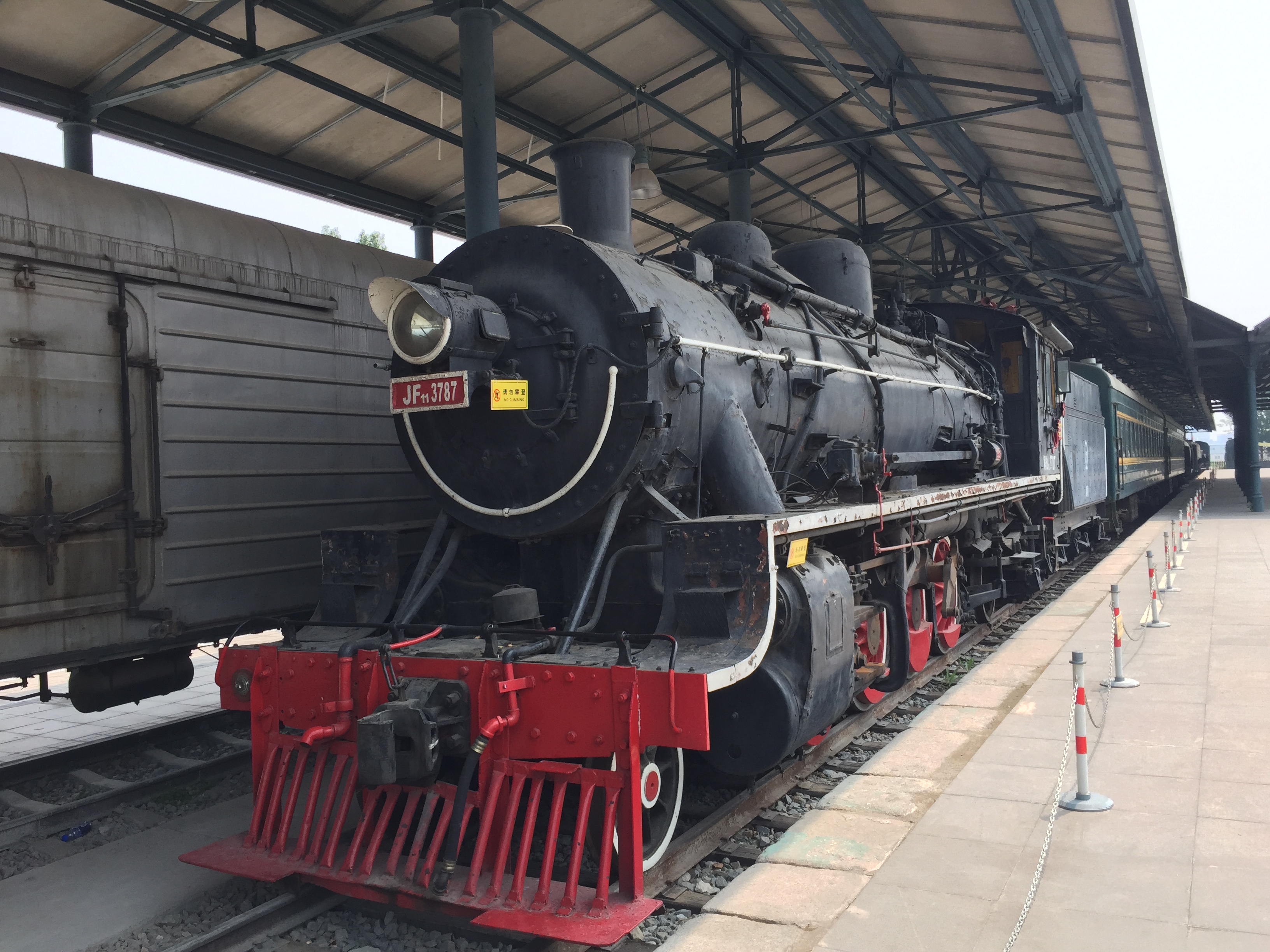
中国铁道博物馆外的解放11型3787号蒸汽机车
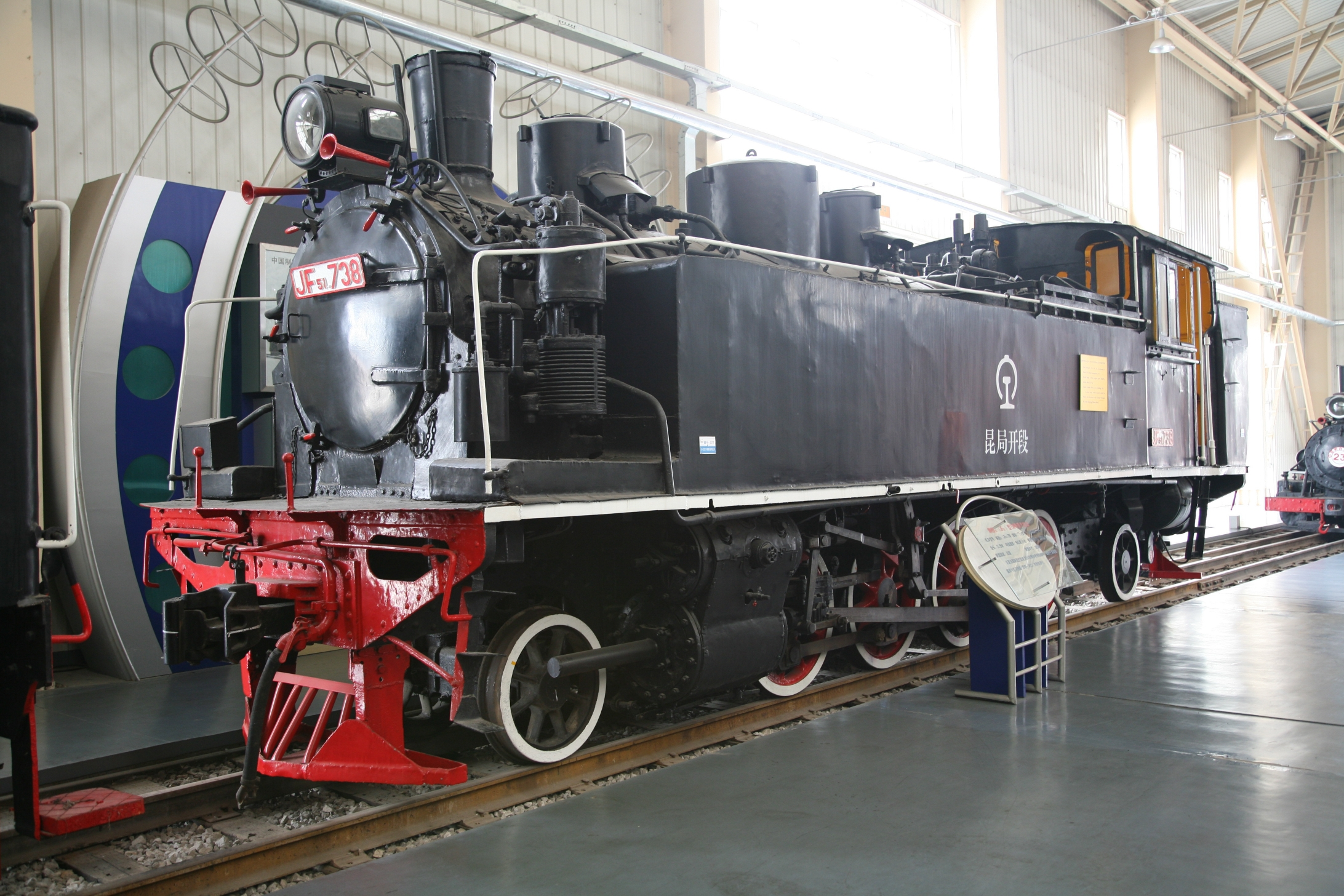
中国铁道博物馆外的解放51型738号蒸汽机车
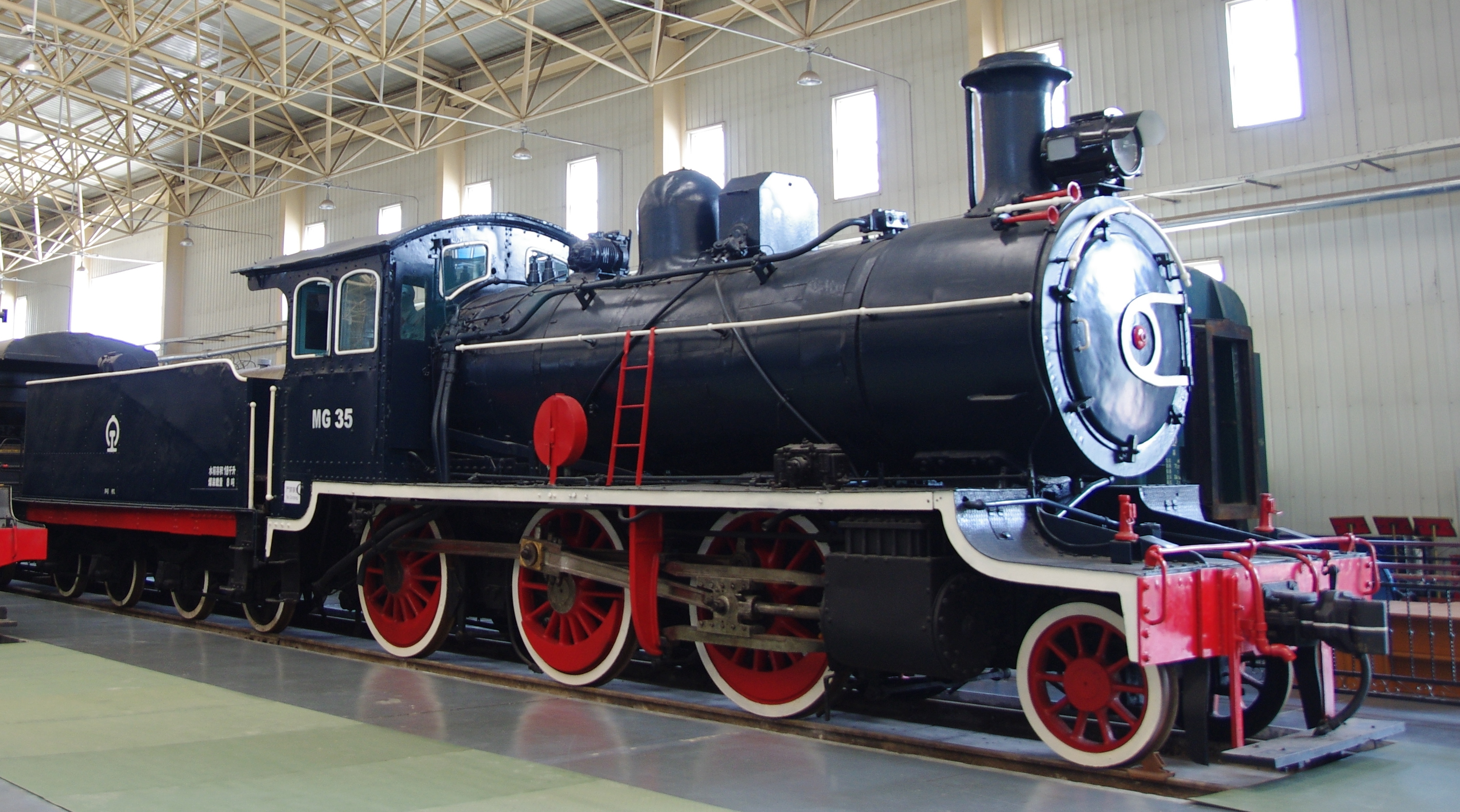
中国铁道博物馆外的MG-35号蒸汽机车
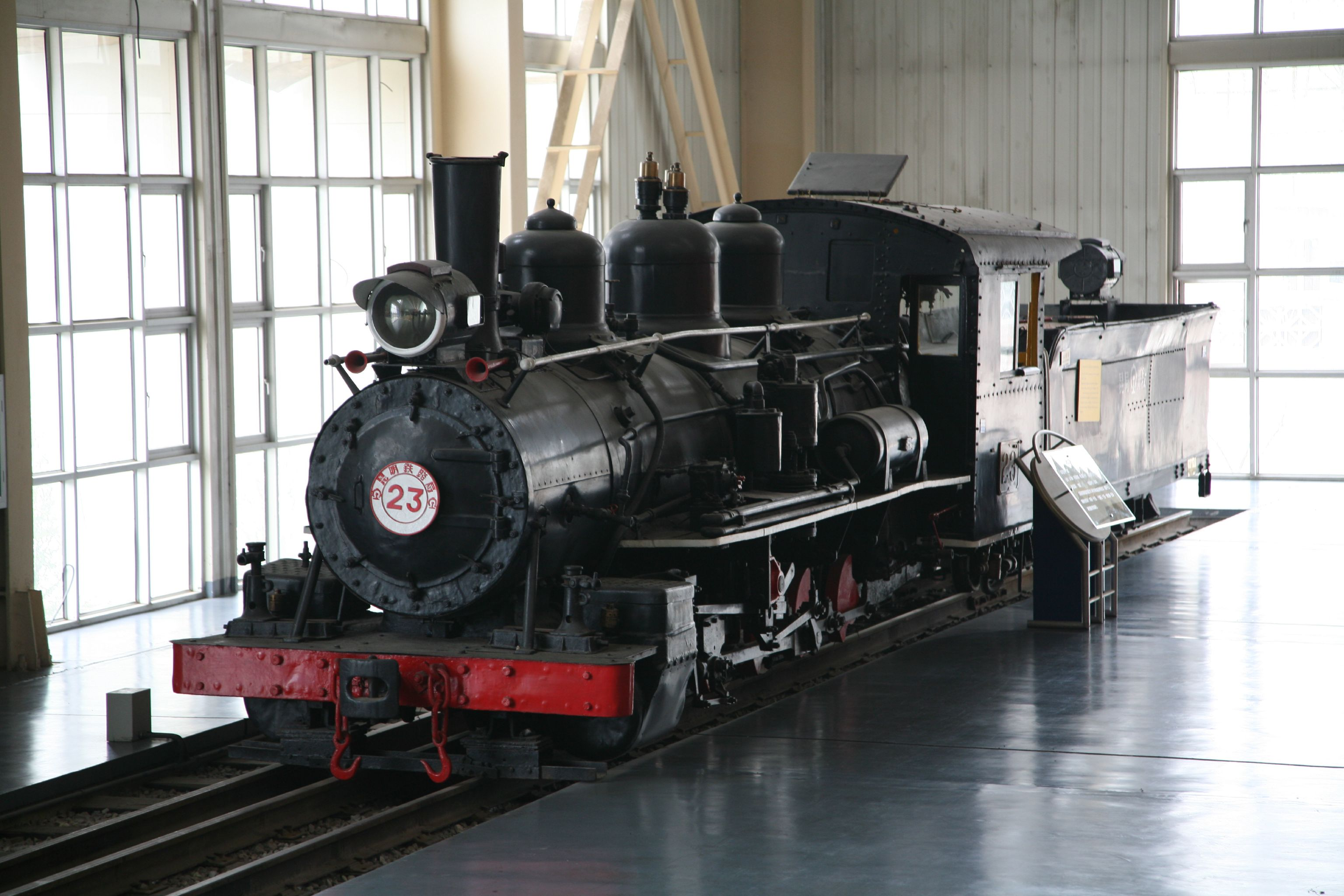
中国铁道博物馆外的SN型23号蒸汽机车
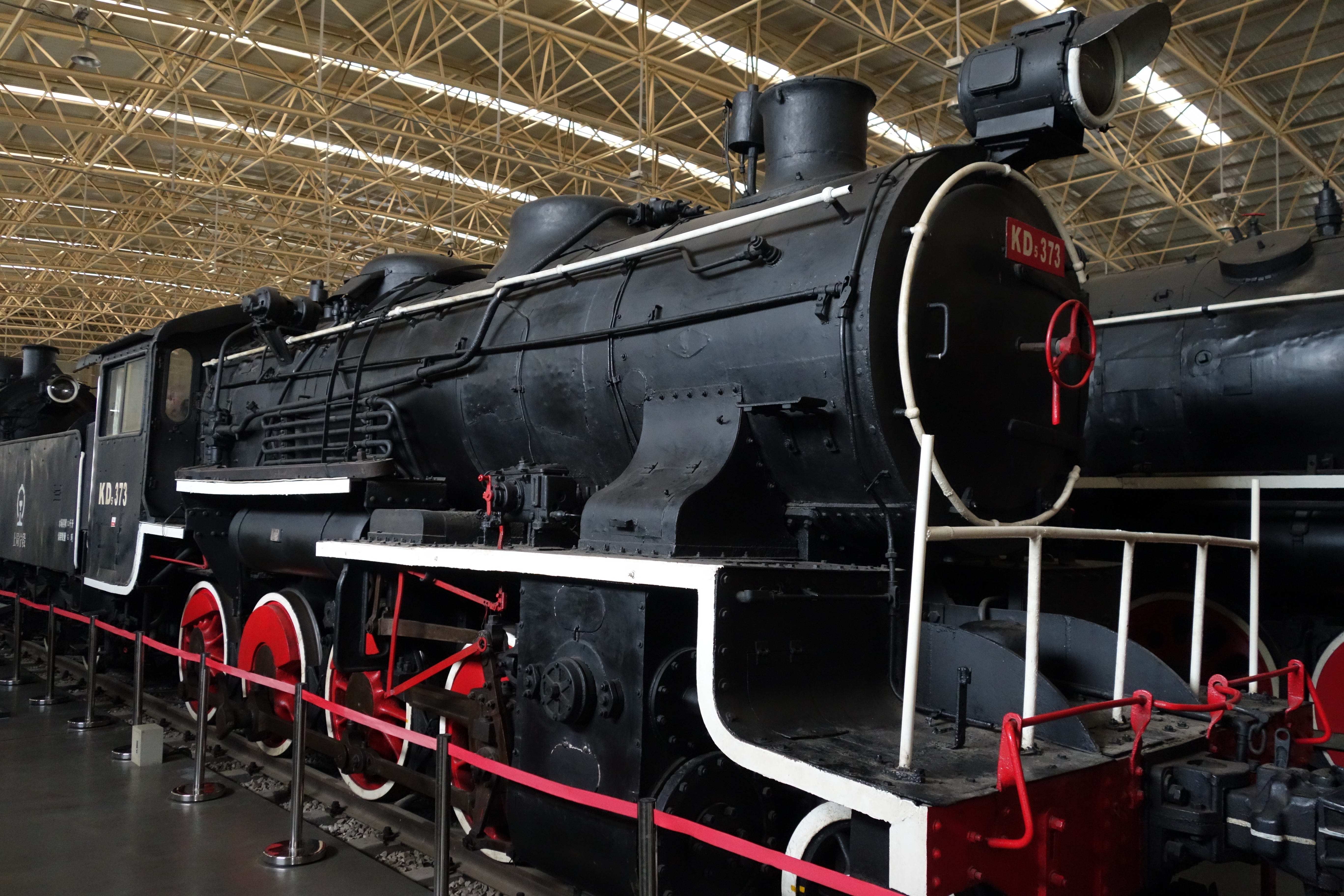
中国铁道博物馆外的KD5型373号蒸汽机车
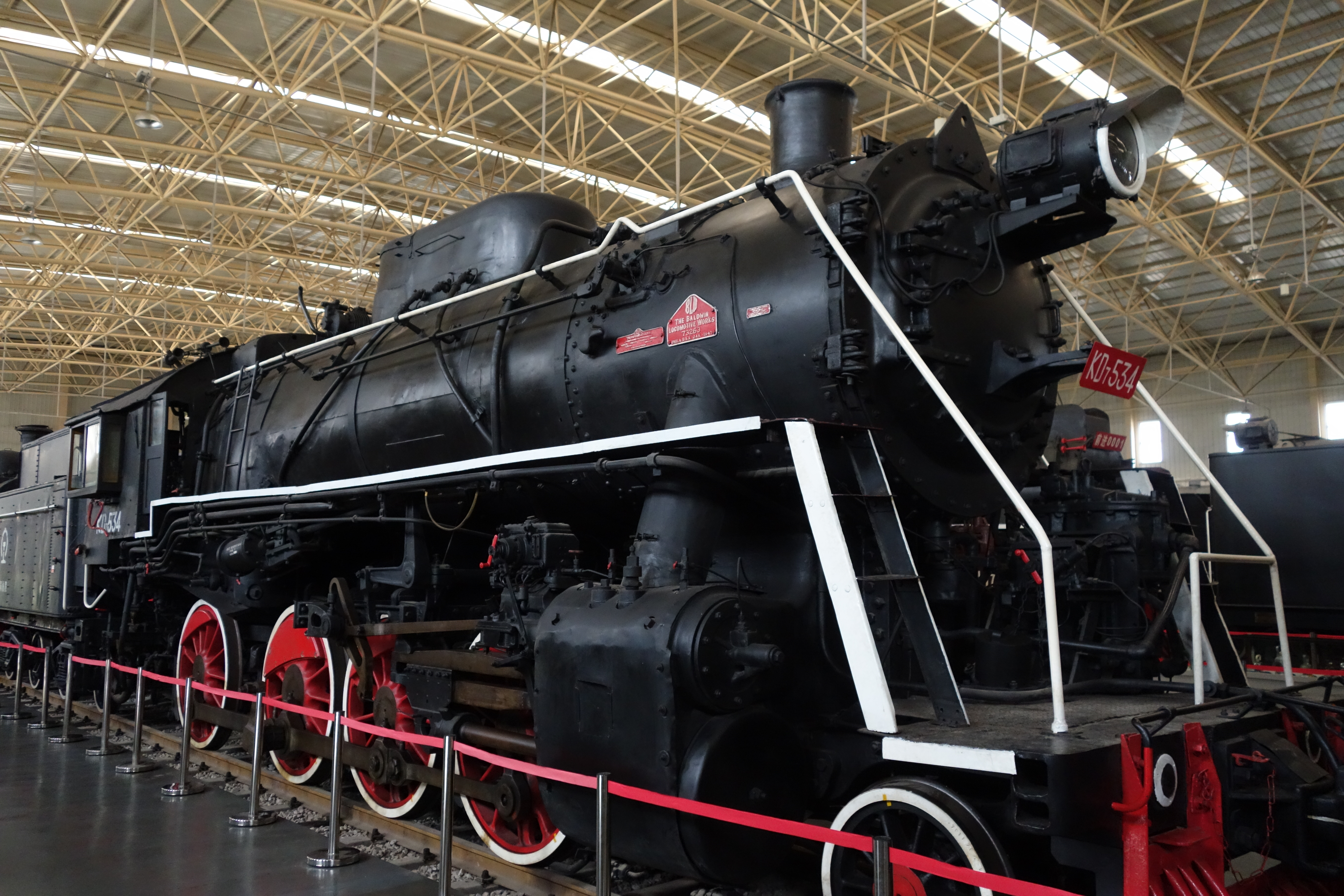
中国铁道博物馆外的KD7型534号蒸汽机车
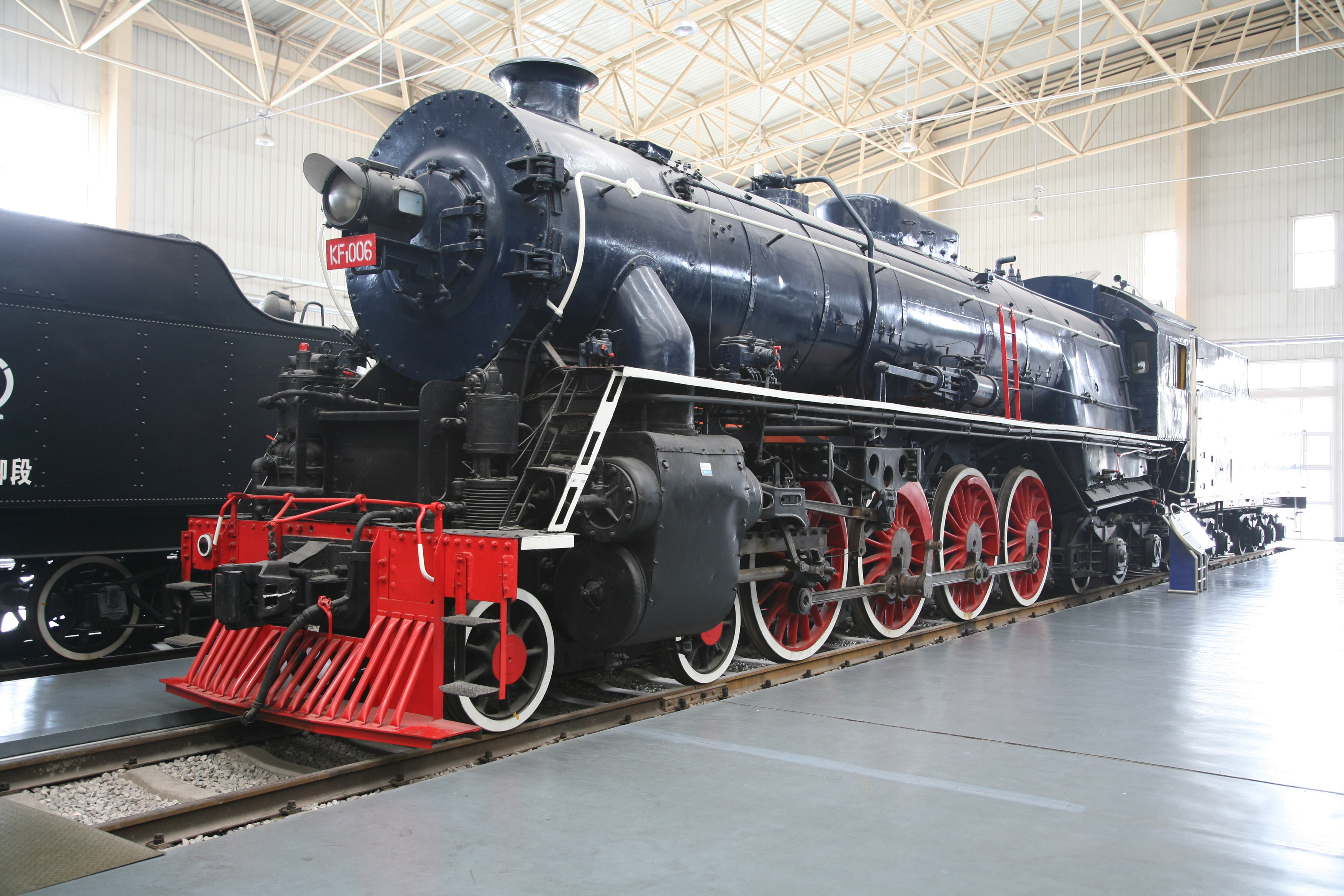
中国铁道博物馆外的KF1型006号蒸汽机车
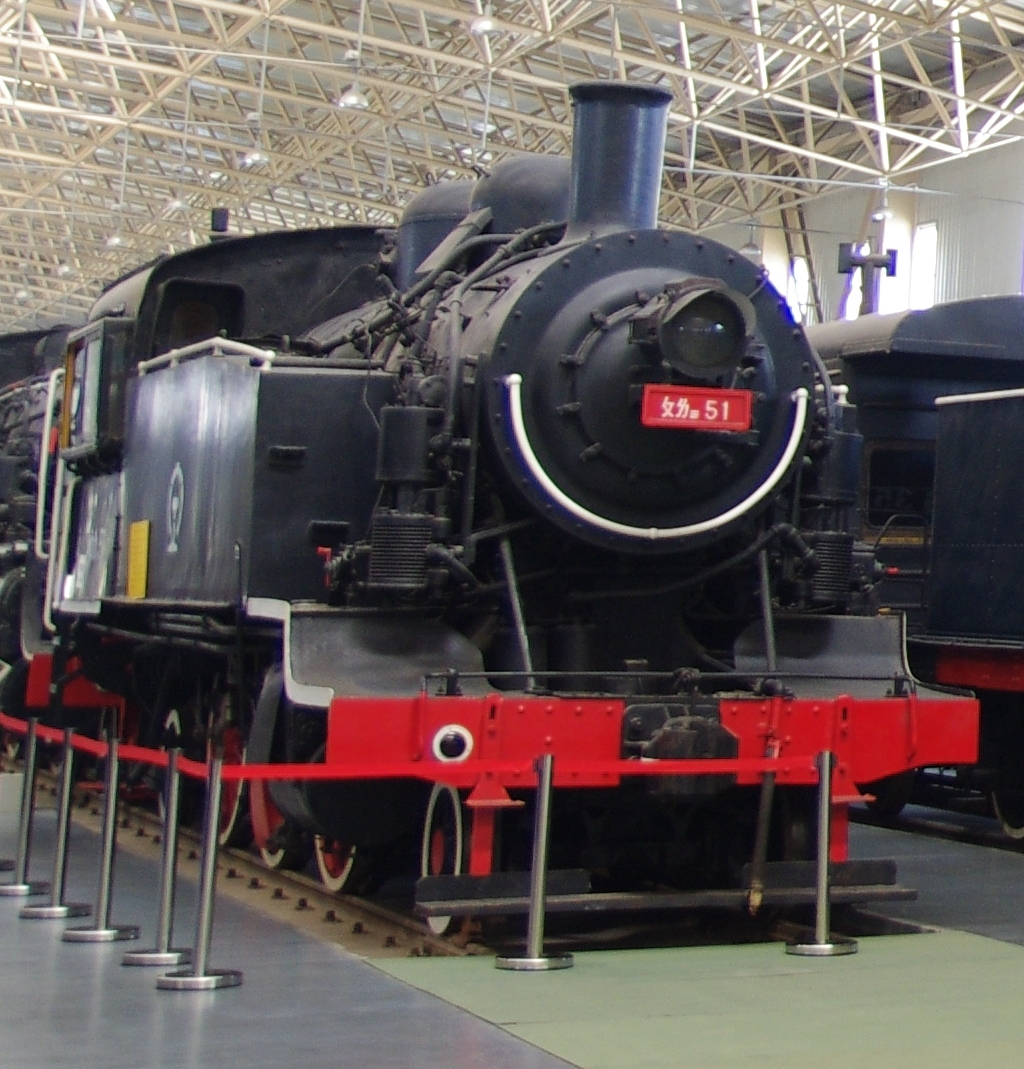
中国铁道博物馆内的PL3型51号机车
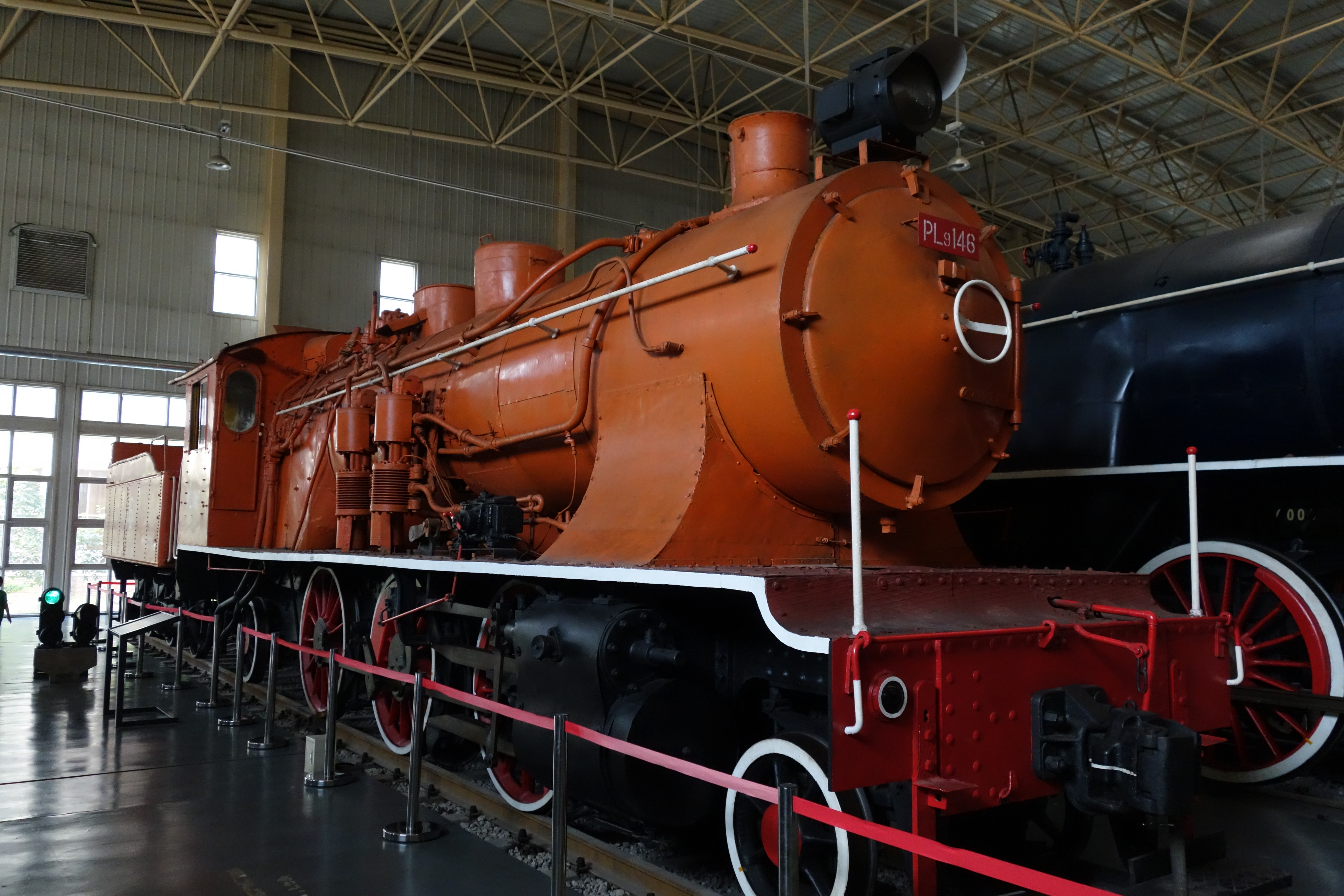
中国铁道博物馆内的PL9型146号机车
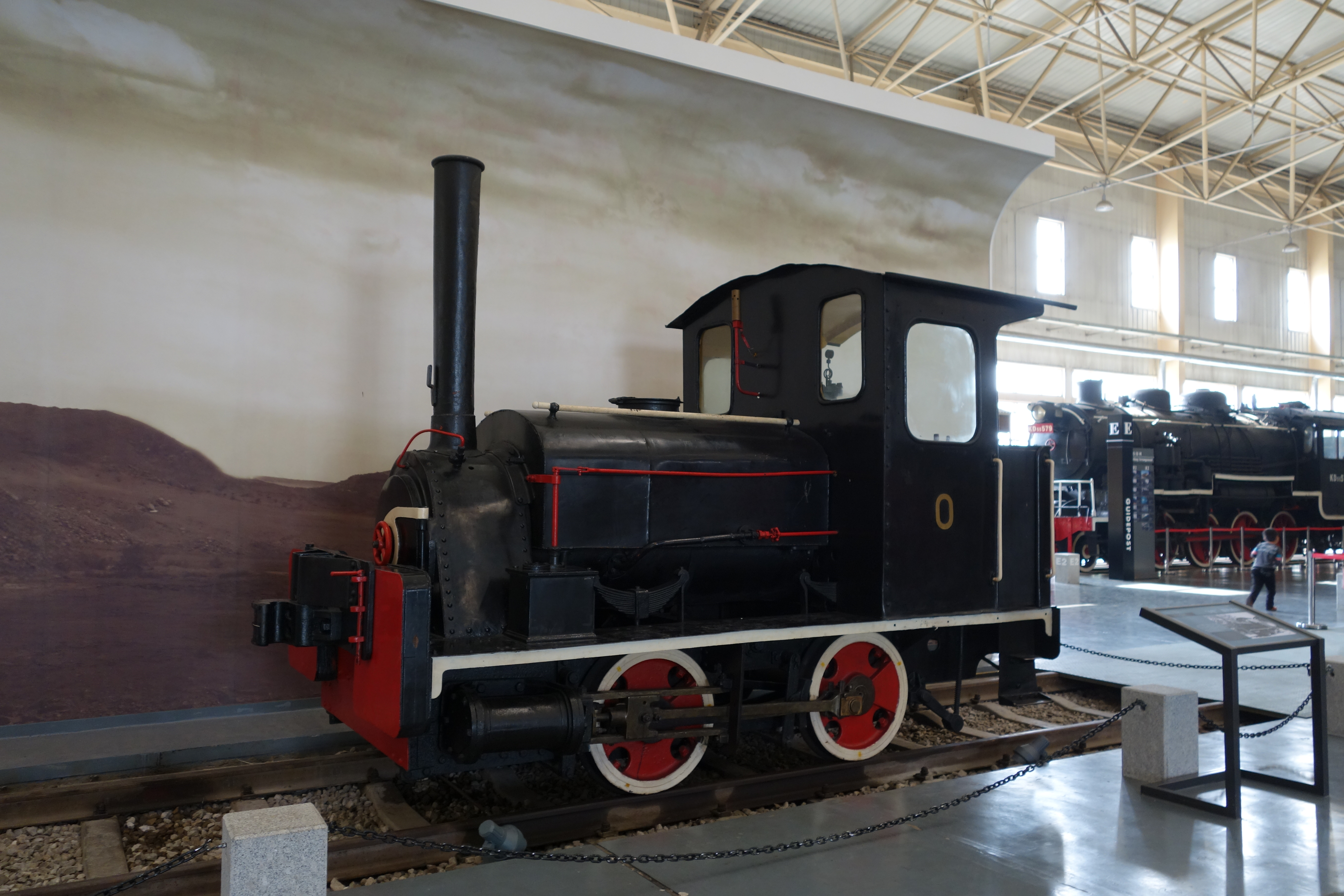
中国铁道博物馆内的0号机车

### 内燃机车
| 型号      | 编号 | 生产厂家                                     | 入馆前配属                              | 入馆时间   | 备注   |
| --------- | ---- | -------------------------------------------- | --------------------------------------- | ---------- | ------ |
| 北京型    | 3003 | 北京二七机车车辆工厂，1970年                 | 京局太段 （北京铁路局太原机务段）       | 2008年     |        |
| 东方红1型 | 4290 | 四方机车车辆工厂，1971年                     | 沈局沈段 （沈阳铁路局沈阳机务段）       | 2009年     |        |
| 东方红2型 | 0008 | 资阳内燃机车厂，1974年                       | 京局庄段 （北京铁路局石家庄机务段）     |            |        |
| 东方红3型 | 0009 | 青岛四方机车车辆工厂，1976年                 | 沈局锦段 （沈阳铁路局锦州机务段）       | 2009年     |        |
| 东方红5型 | 0001 | 资阳内燃机车厂，1976年                       | 京局天段 （北京铁路局天津北机务段）     |            |        |
| 东风1型   | 301  | 大连机车车辆工厂，1966年12月                 | 哈局伊段 （哈尔滨铁路局伊图里河机务段） | 2002年     |        |
| 东风4型   | 0001 | 大连机车车辆工厂，1973年                     | 京局汾段 （北京铁路局临汾机务段）       |            |        |
| 东风4C型  | 4001 | 大连机车车辆工厂，1985年                     | 沈局锦段 （沈阳铁路局锦州机务段）       | 2010年9月  | 试验型 |
| 东风4C型  | 4040 | 大连机车车辆工厂，1991年                     | 沈局白段 （沈阳铁路局白城机务段）       | 2012年12月 | 量产型 |
| 东风4DJ型 | 0001 | 大连机车车辆工厂，2000年                     | 京局丰段 （北京铁路局丰台机务段）       | 2010年7月  |        |
| 东风5型   | 0007 | 唐山机车车辆工厂，1977年5月                  | 京局丰段 （北京铁路局丰台机务段）       | 2010年7月  | 抗震型 |
| 东风7D型  | 0001 | 北京二七机车工厂，1995年                     | 宁局柳段 （南宁铁路局柳州机务段）       | 2010年8月  | 山区型 |
| 东风7D型  | 3001 | 北京二七机车工厂，1995年                     | 柳局柳段 （柳州铁路局柳州机务段）       | 2010年8月  | 防寒型 |
| 东风7J型  | 0001 | 北京二七机车厂，2003年                       | 京局京段 （北京铁路局北京机务段）       | 2010年7月  |        |
| 东风8型   | 0001 | 戚墅堰机车车辆工厂，1984年                   | 武局南段 （武汉铁路局武昌南机务段）     | 2010年8月  | 试验型 |
| NY5型     | 0003 | 西德亨舍尔公司，1967年                       | 京局京段 （北京铁路局北京机务段）       | 2003年9月  |        |
| NY6型     | 0007 | 西德亨舍尔公司，1972年                       | 铁道部专运处                            | 2009年     |        |
| NY6型     | 0009 | 西德亨舍尔公司，1972年                       | 铁道部专运处                            | 2009年     |        |
| ND3型     | 0001 | 罗马尼亚克拉约瓦电力机车设备公司，1984年     | 上局合段 （上海铁路局合肥机务段）       |            |        |
| ND4型     | 15   | 法国阿尔斯通公司，1973年                     | 京局丰段 （北京铁路局丰台机务段）       | 2013年1月  |        |
| ND5型     | 0049 | 美国通用电气公司宾夕法尼亚州伊利工厂，1984年 | 沈局苏段 （沈阳铁路局苏家屯机务段）     | 2012年12月 | Ⅰ型车  |
| ND5型     | 0422 | 美国通用电气公司宾夕法尼亚州伊利工厂，1986年 | 沈局苏段 （沈阳铁路局苏家屯机务段）     | 2012年12月 | Ⅱ型车  |

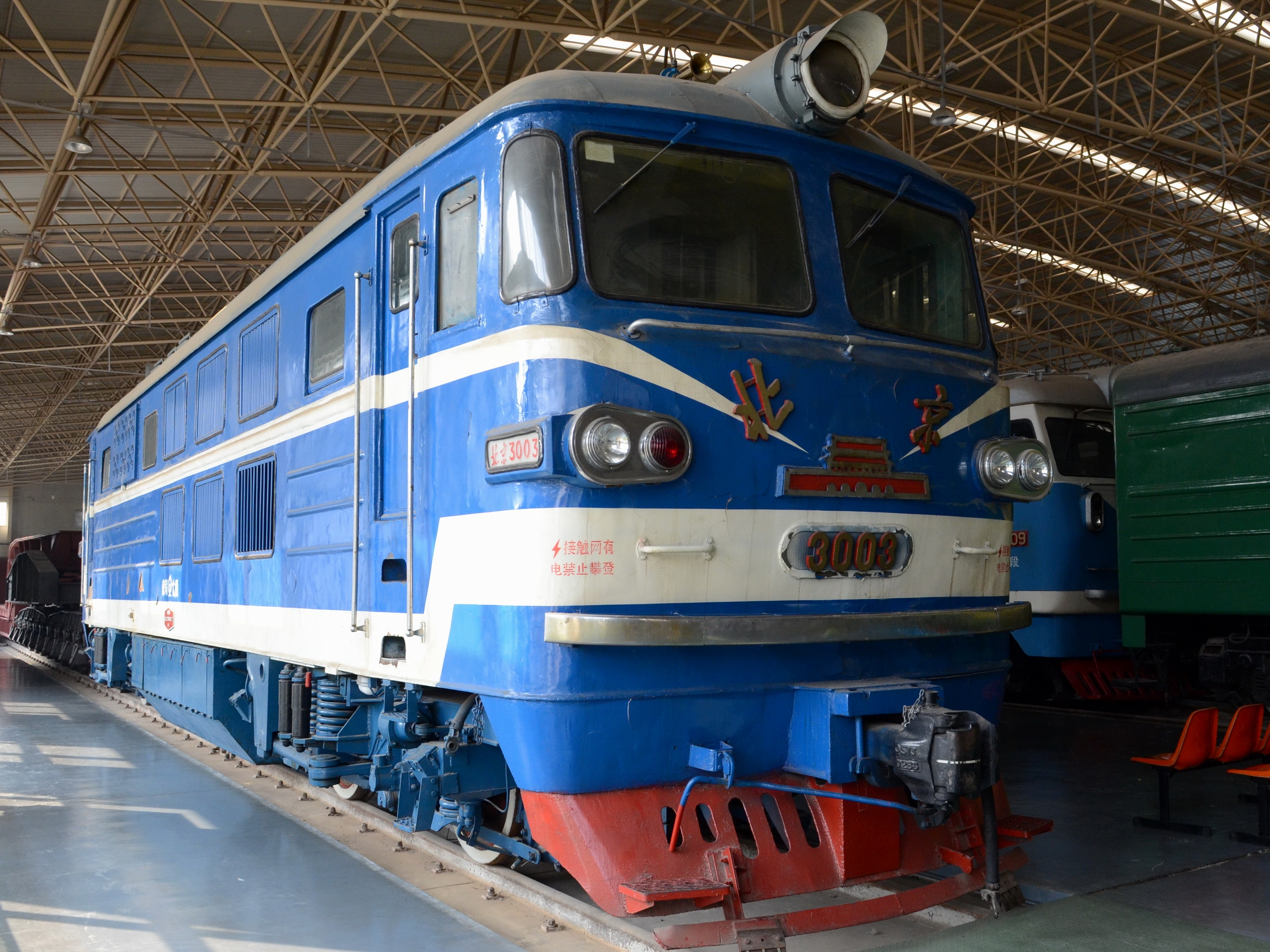
中国铁道博物馆內的北京型3003号机车
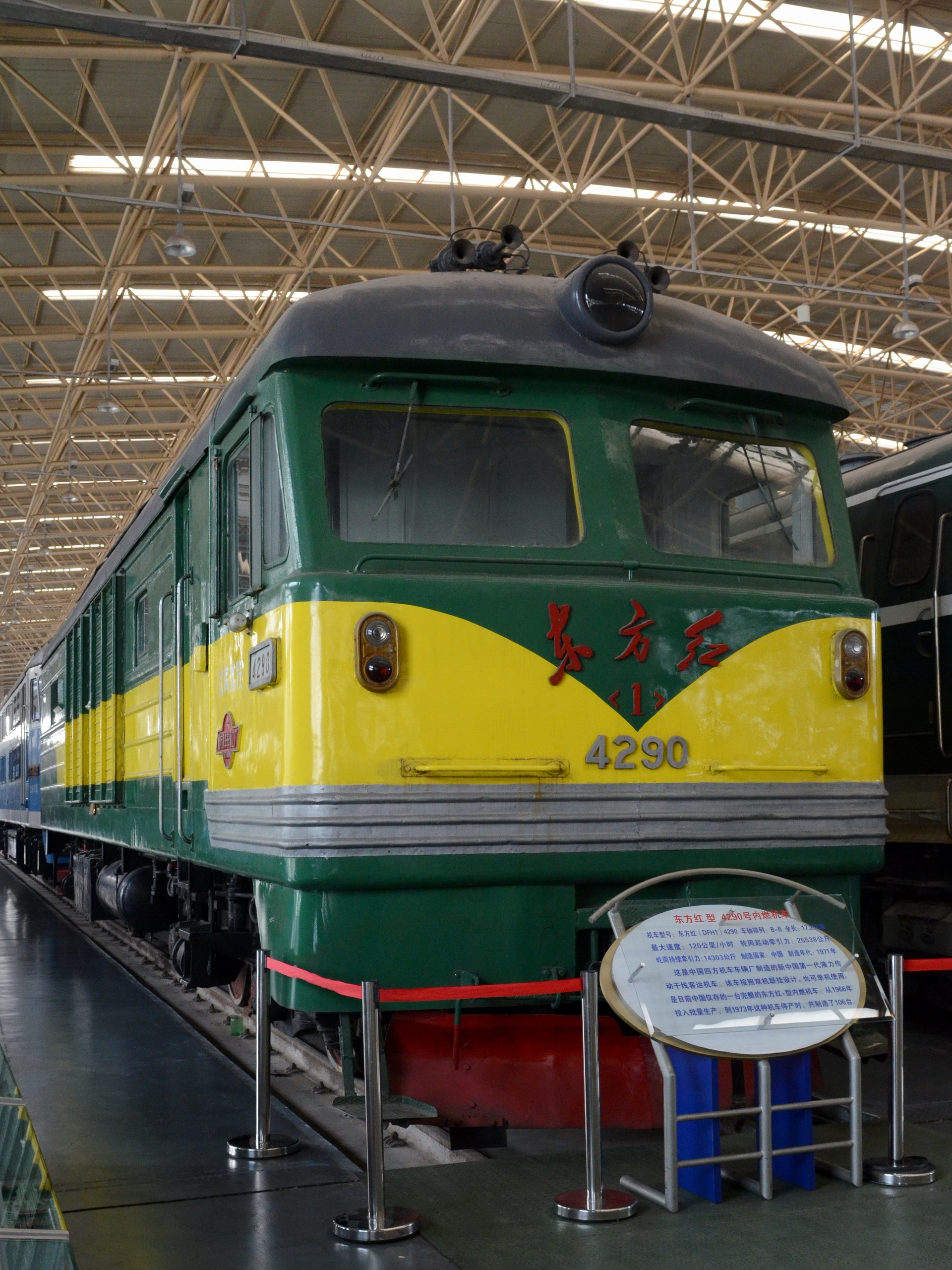
目前中国仅存的一台完整的东方红1型4290号车
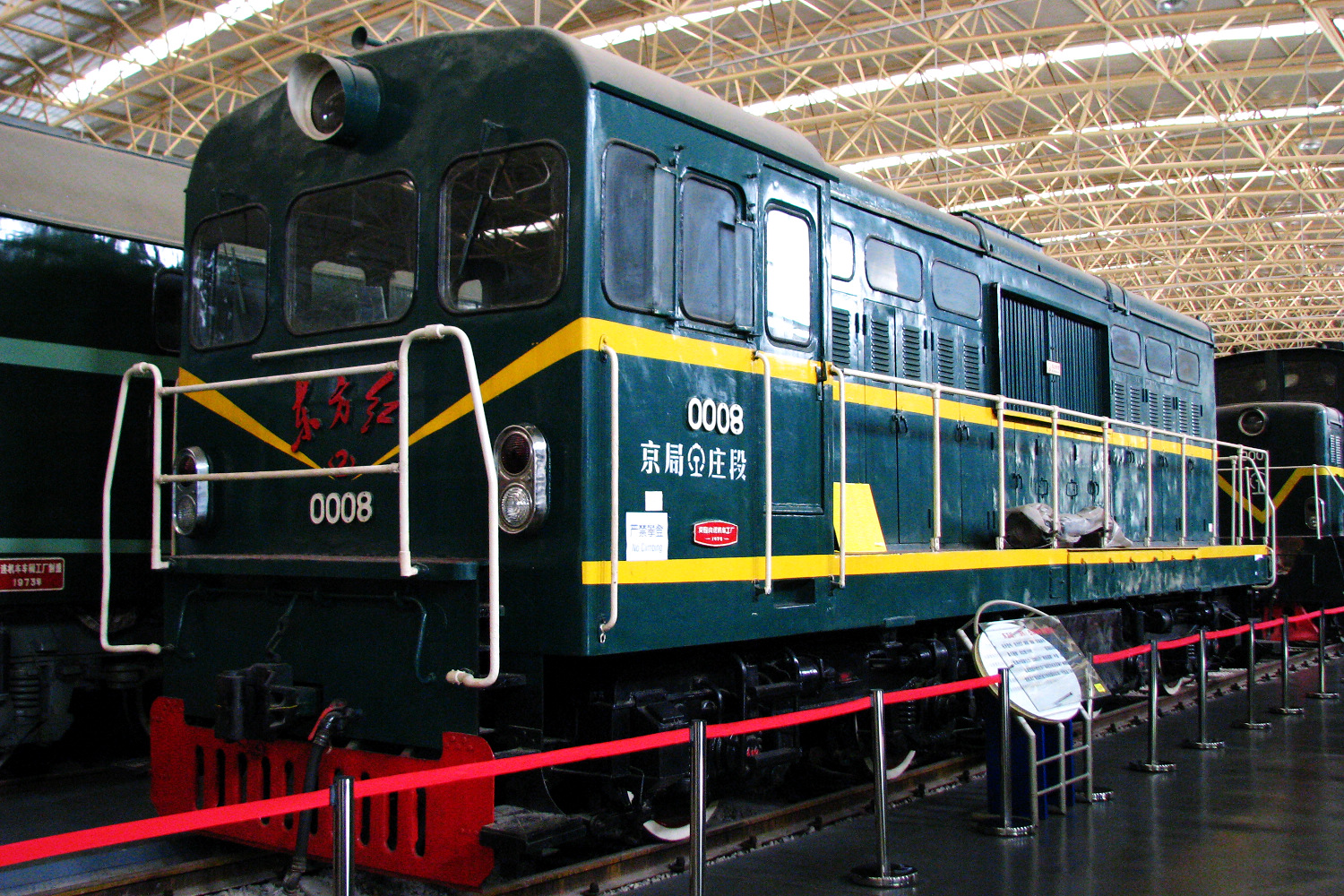
中国铁道博物馆內的东方红2型0008号机车
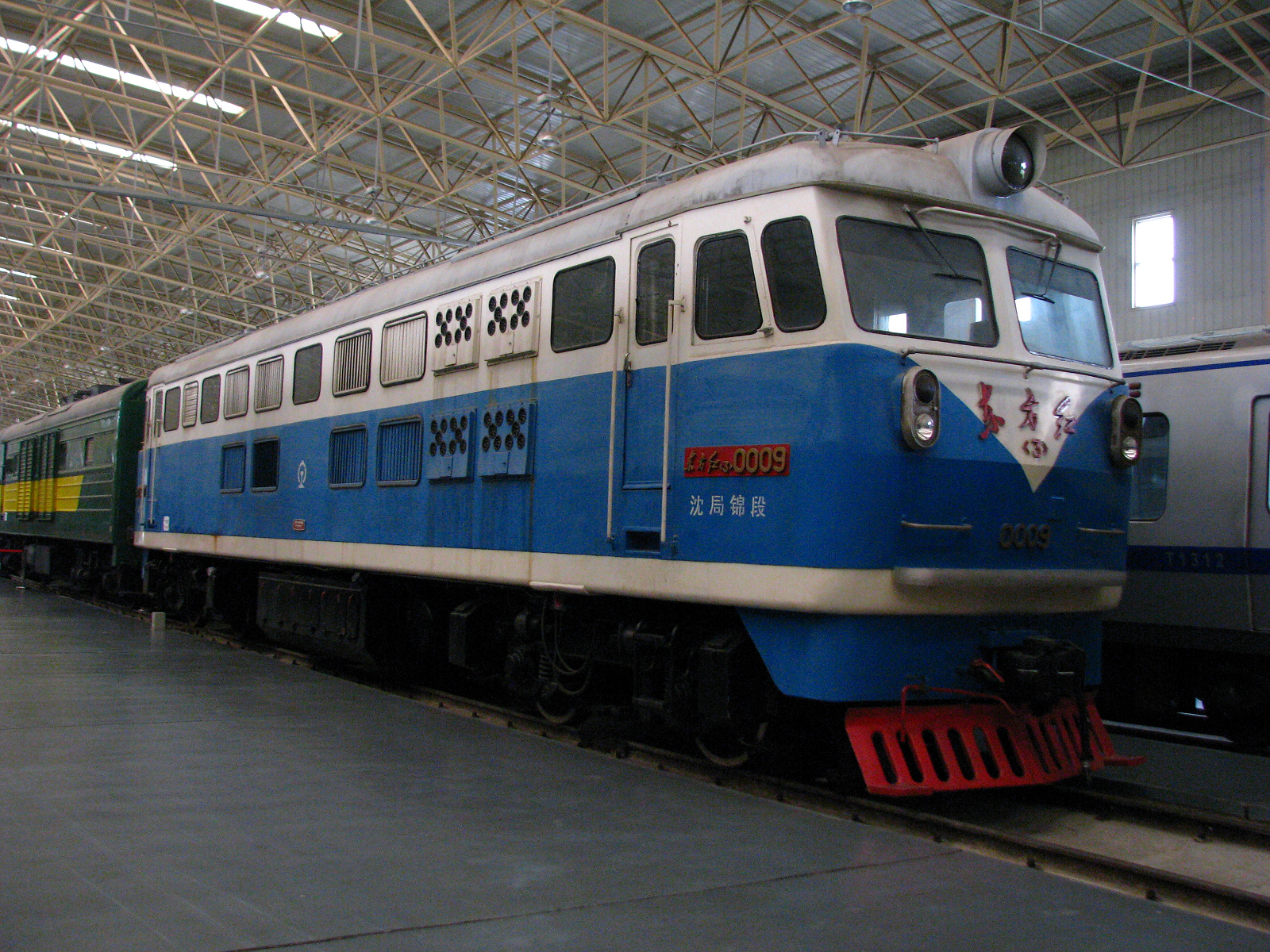
中国铁道博物馆內的东方红3型0009号机车
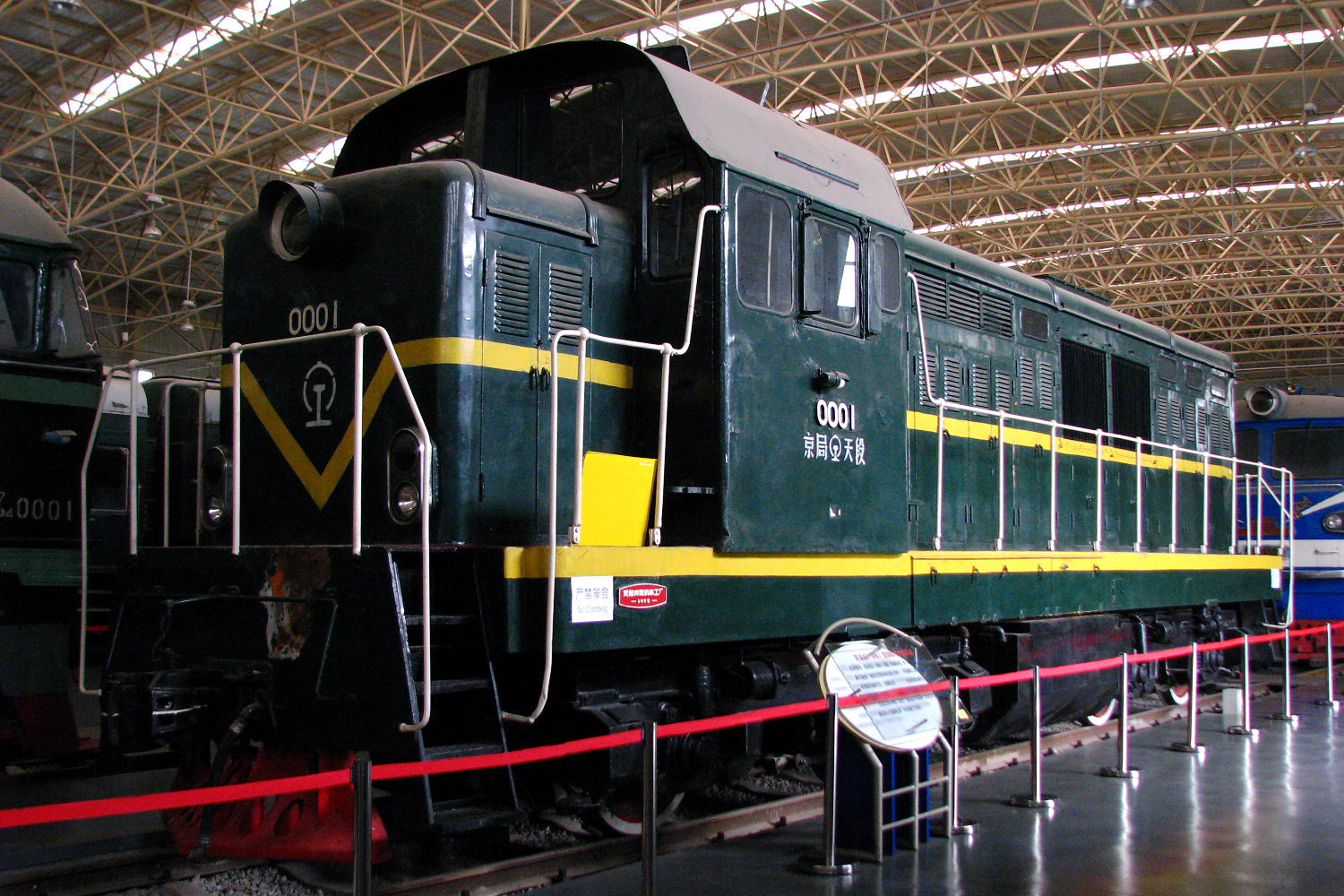
中国铁道博物馆内的东方红5型0001号机车
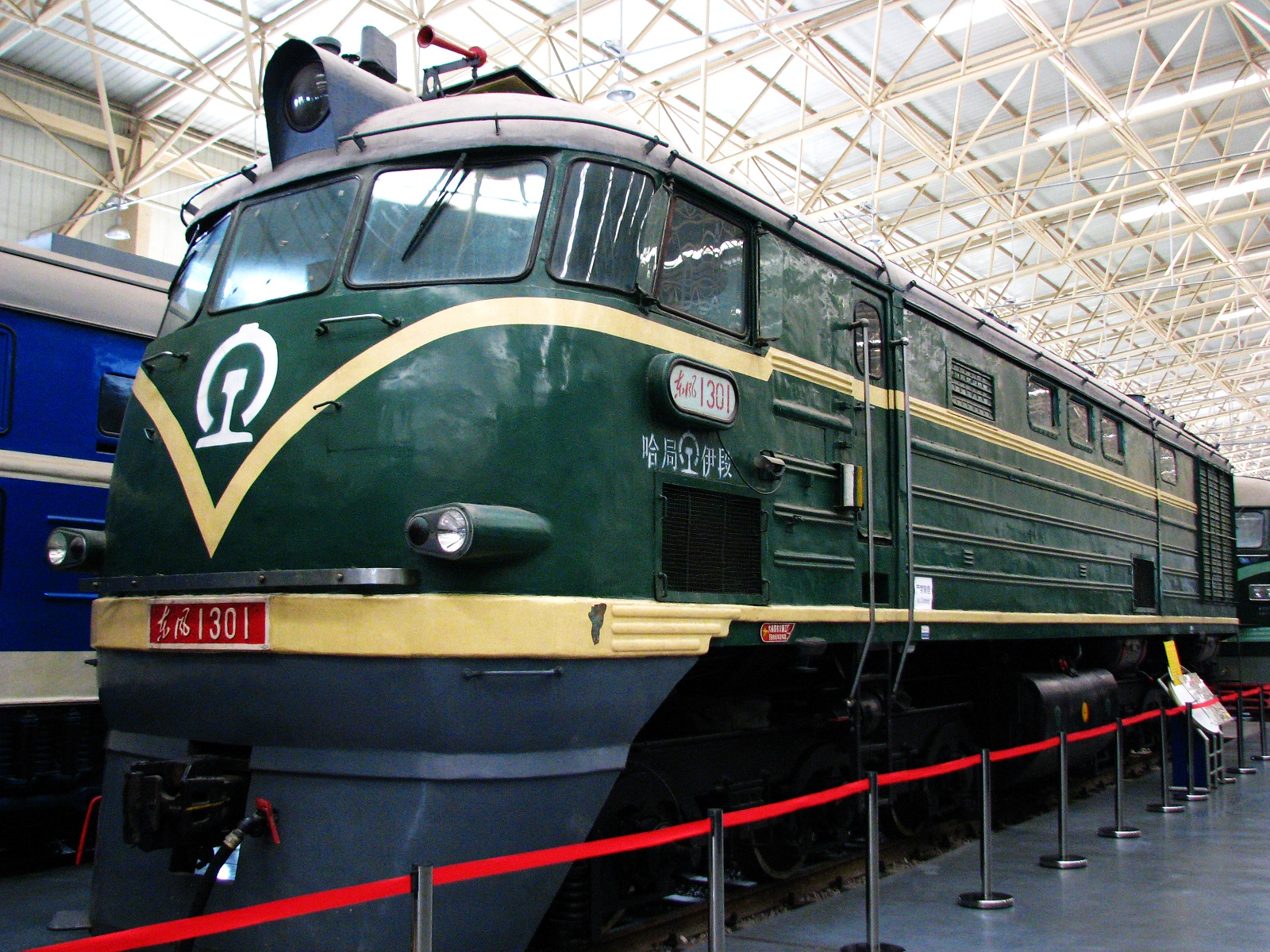
中国铁道博物馆内的东风型1301号机车
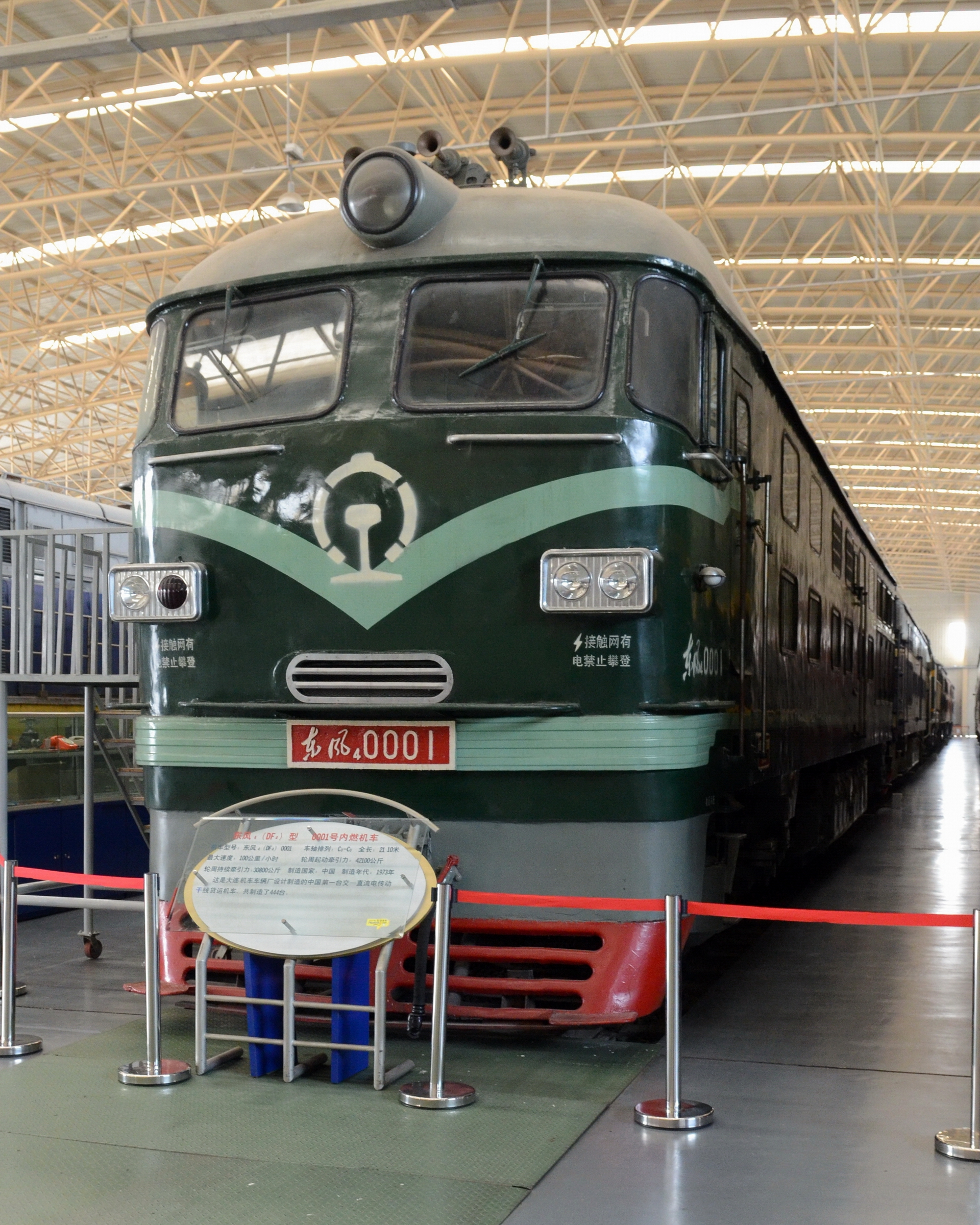
中国铁道博物馆內的东风4型0001号机车
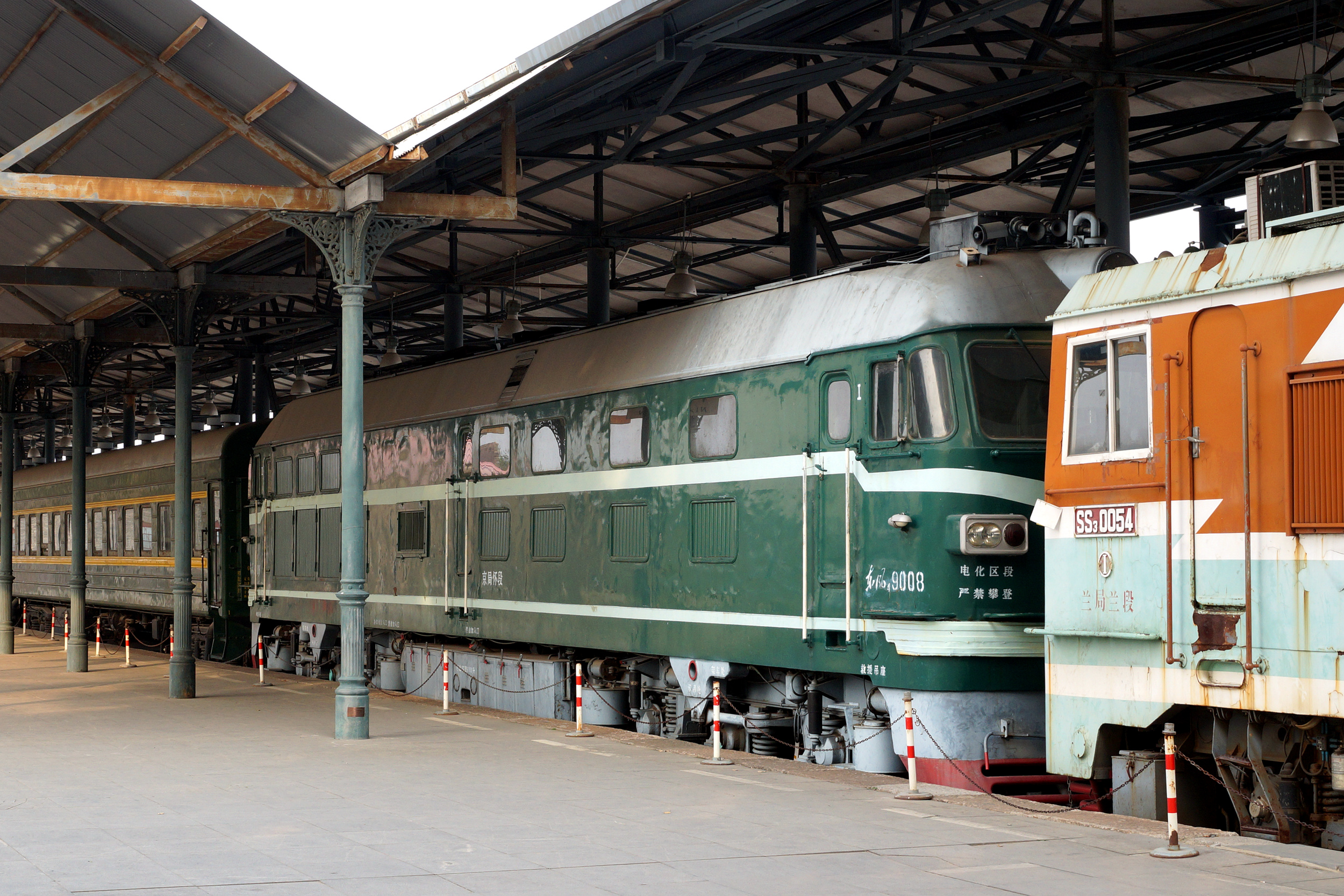
中国铁道博物馆外的东风4B型9008号机车
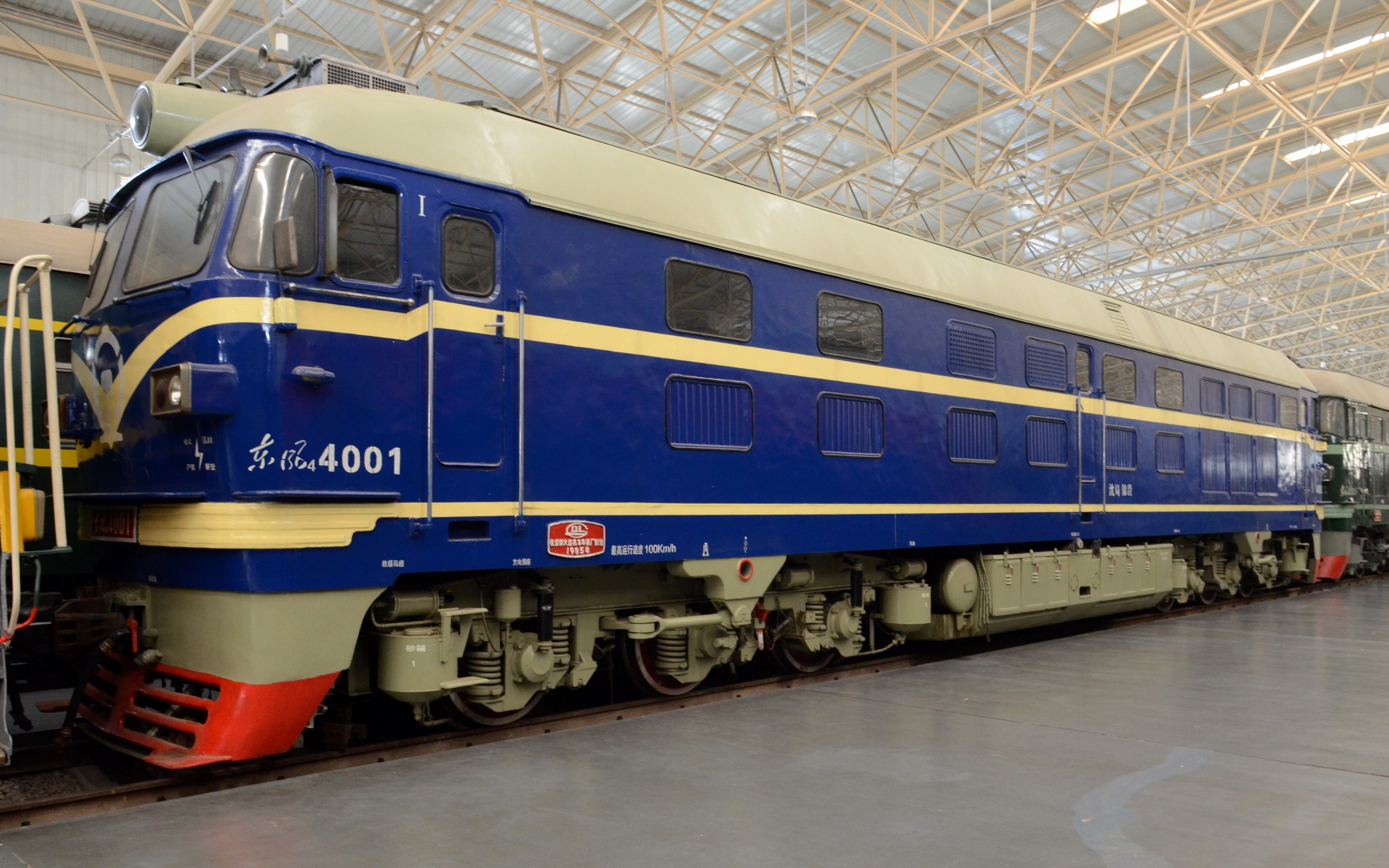
中国铁道博物馆内的东风4C型4001号机车
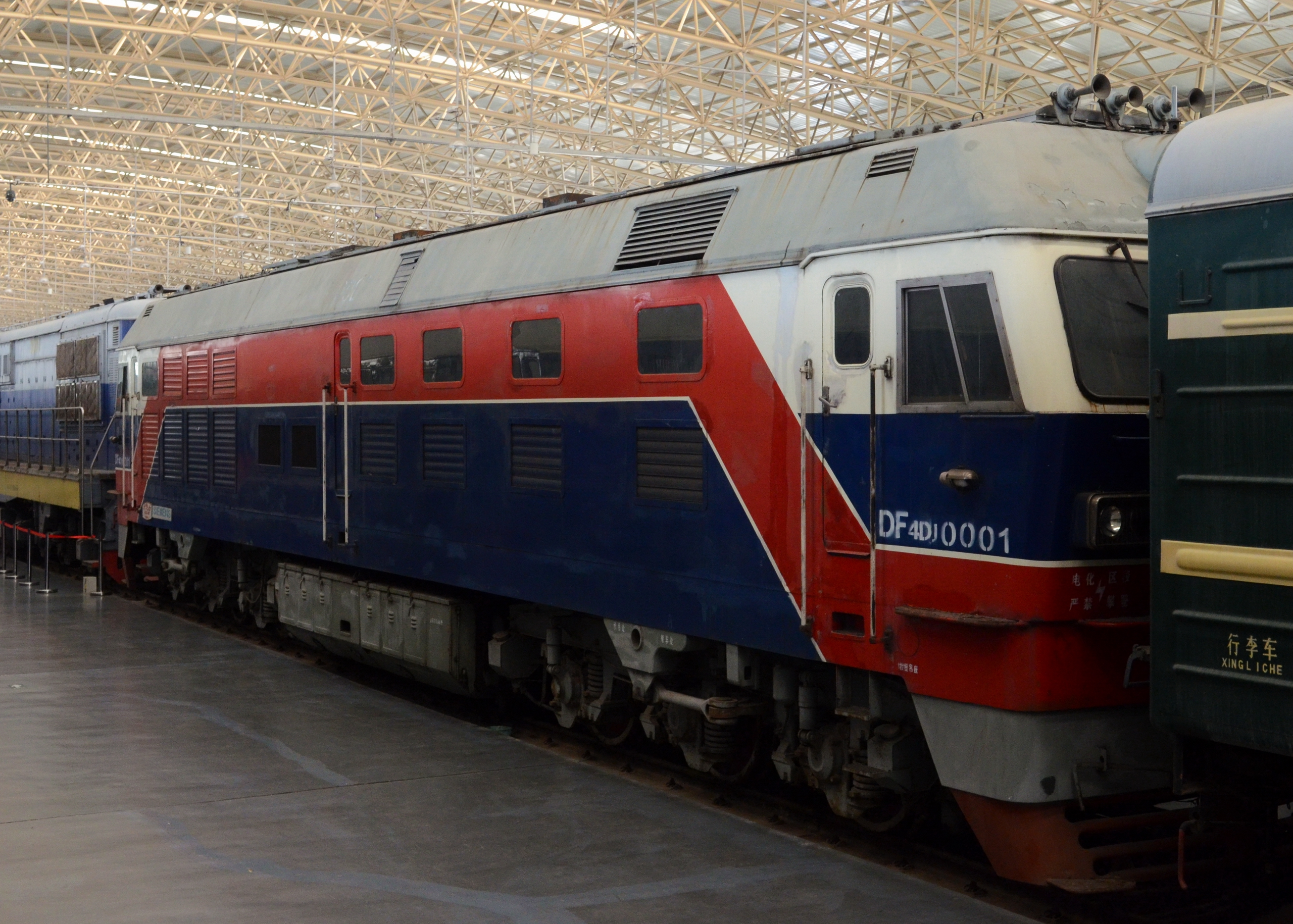
中国铁道博物馆内的东风4DJ型0001号机车
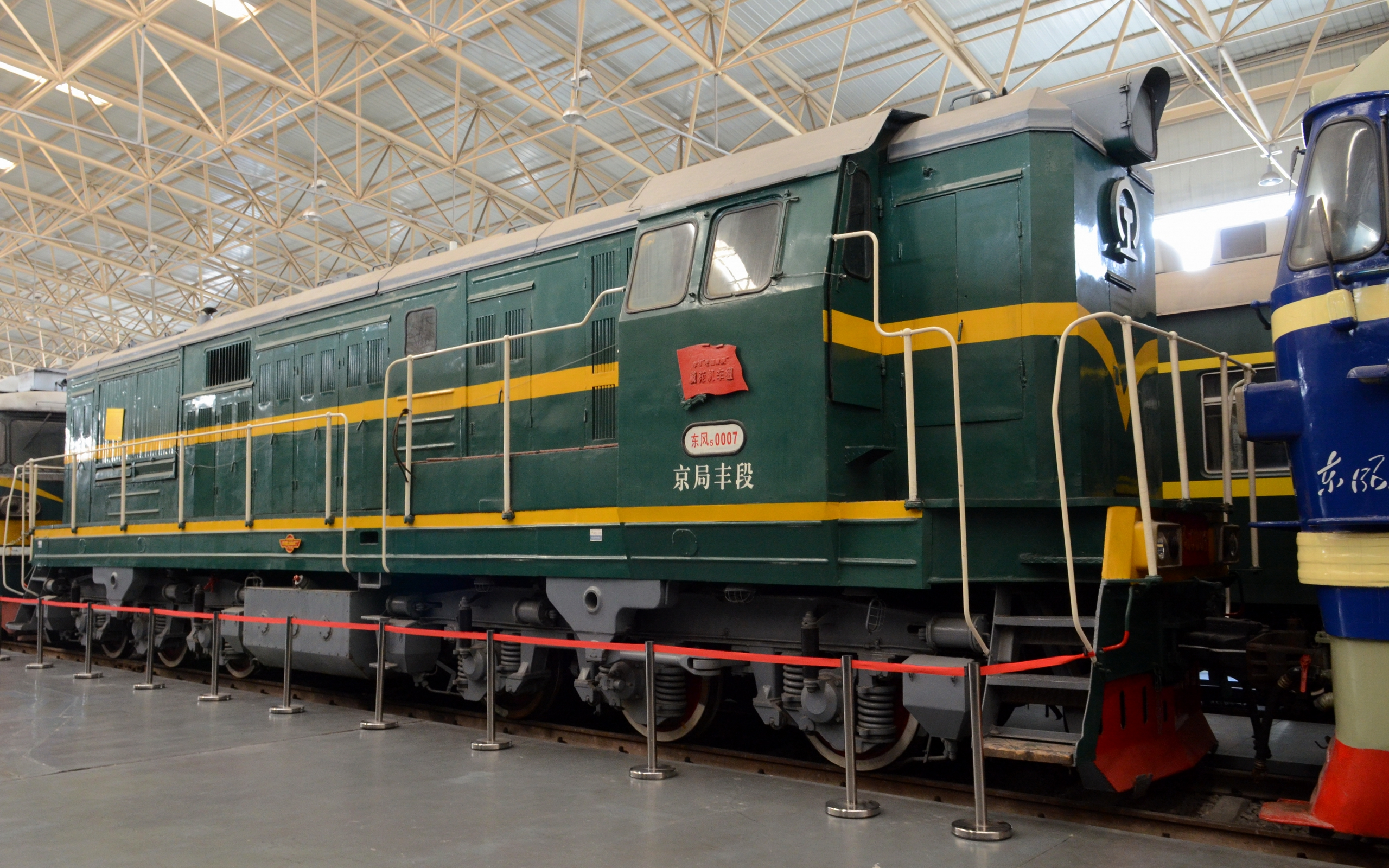
中国铁道博物馆内的唐山厂制造的东风5型机车
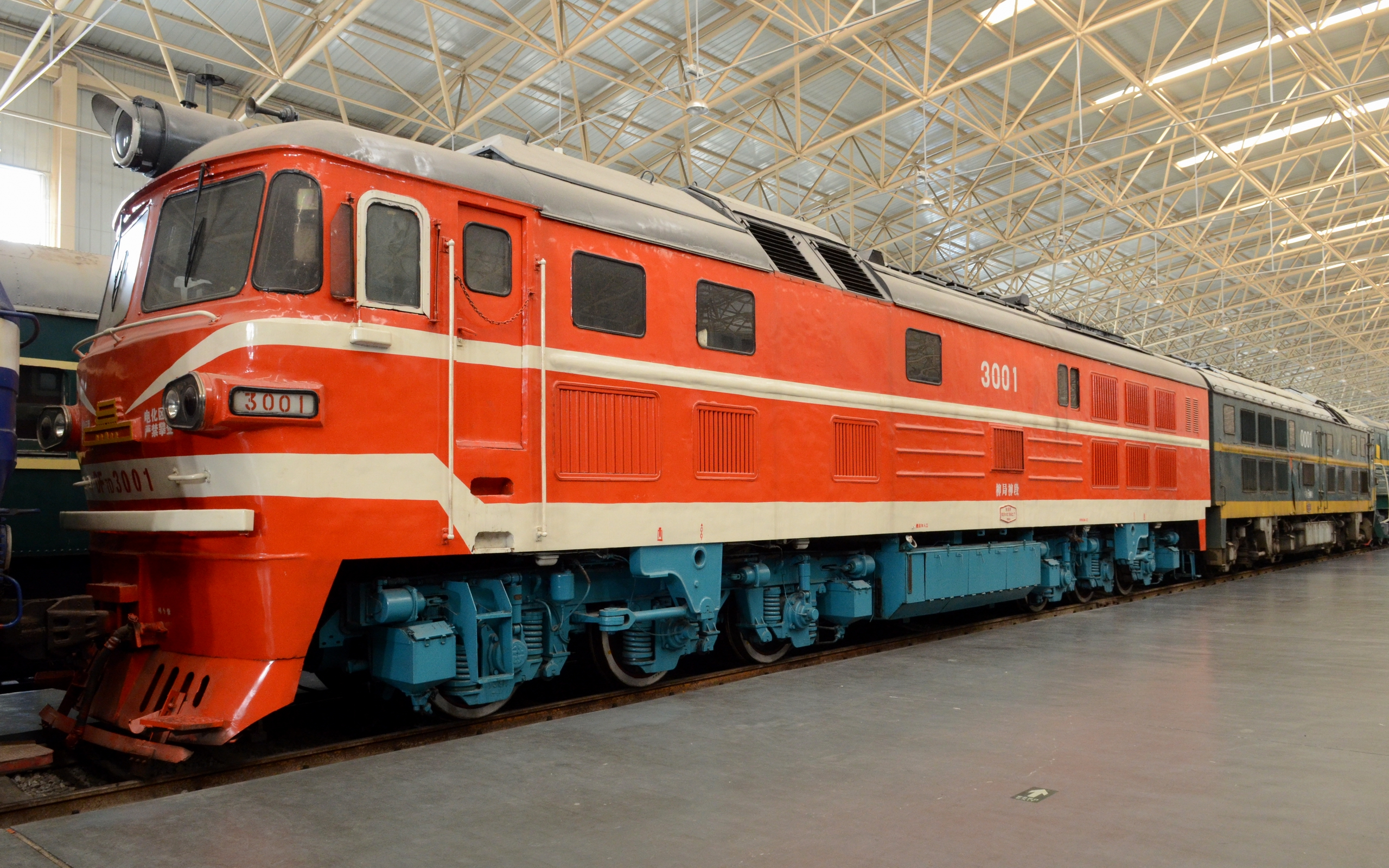
中国铁道博物馆内的防寒型东风7D型3001号机车
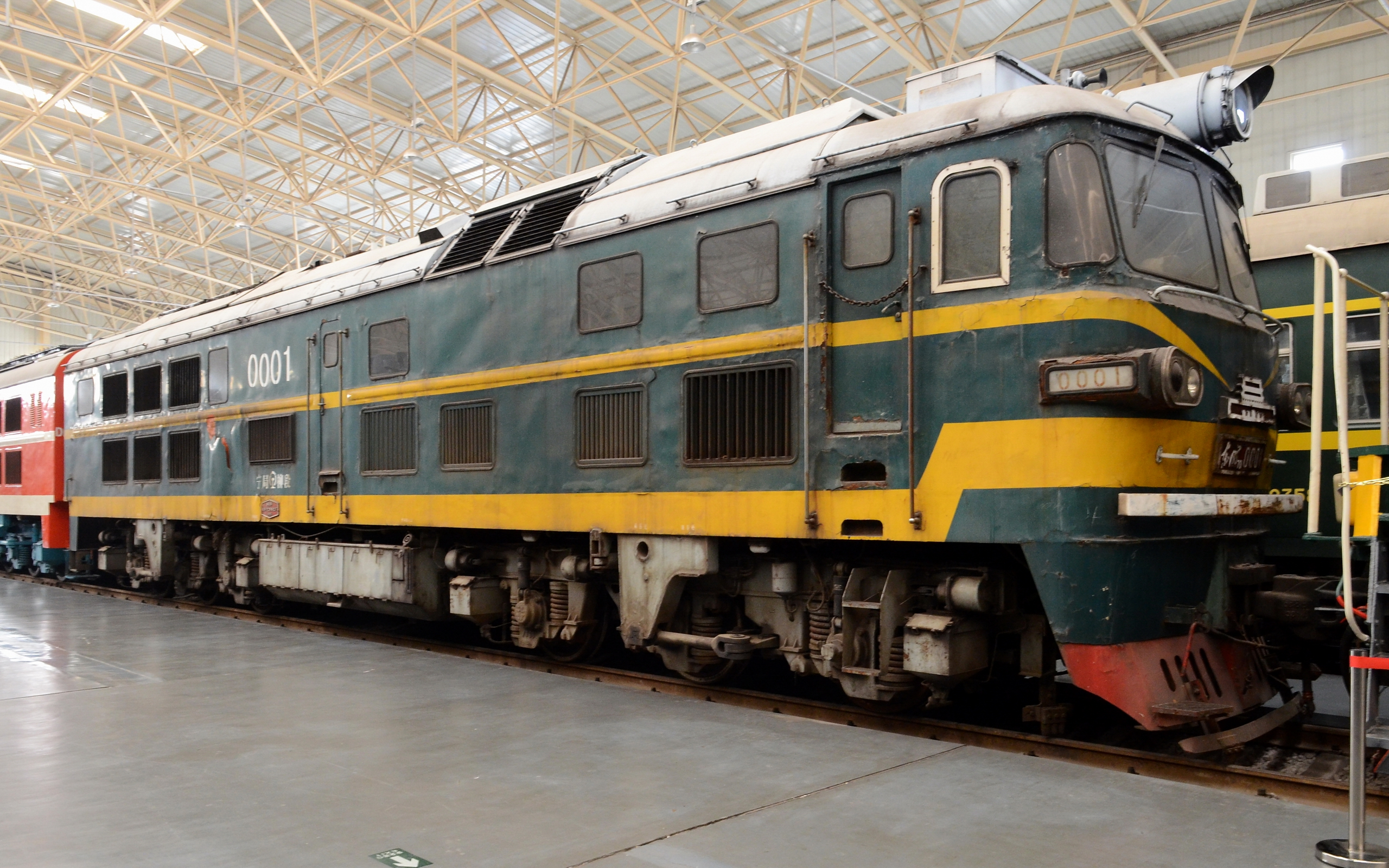
中国铁道博物馆内的山区型东风7D型0001号机车
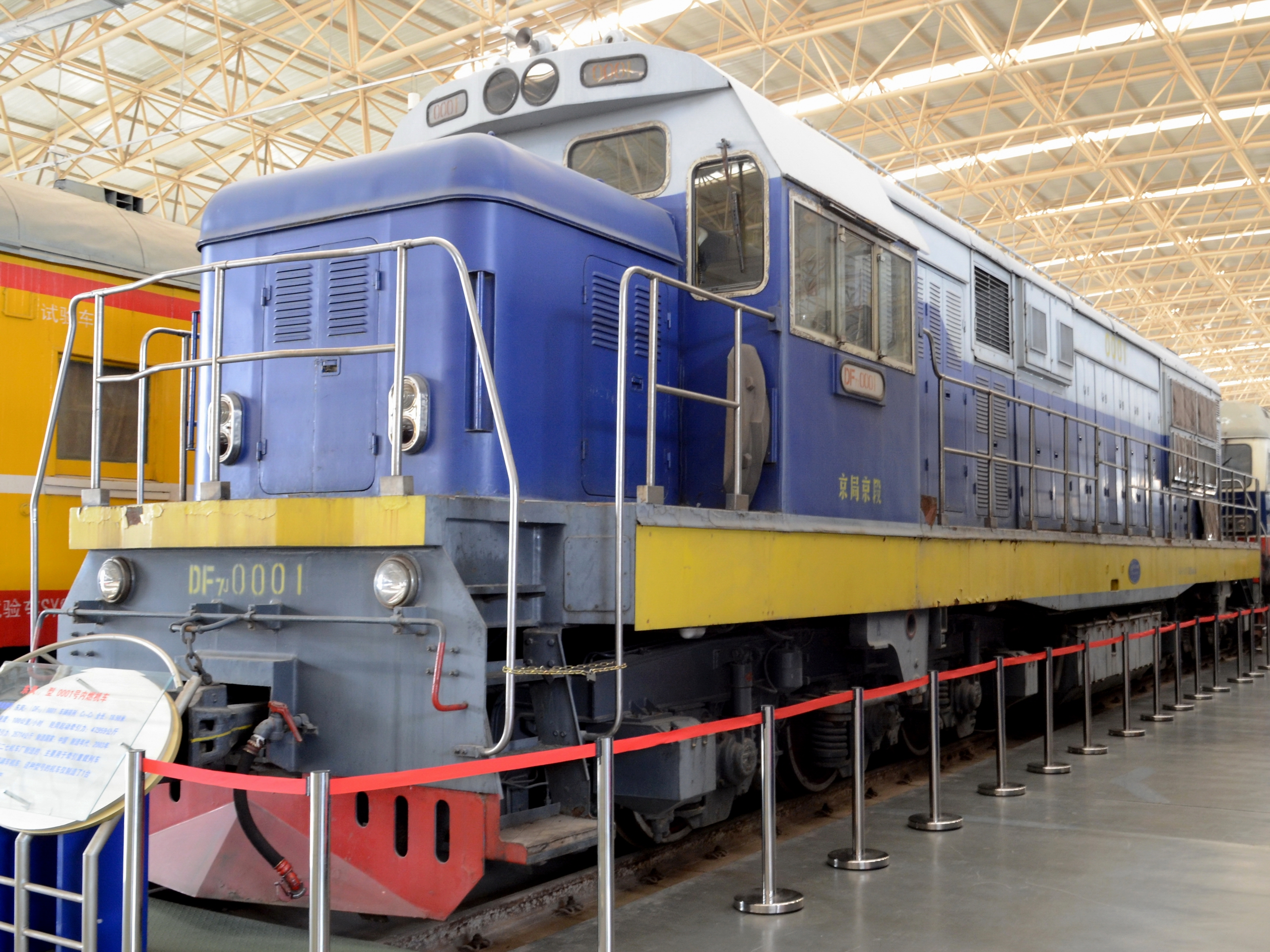
中国铁道博物馆内的东风7J型0001号机车
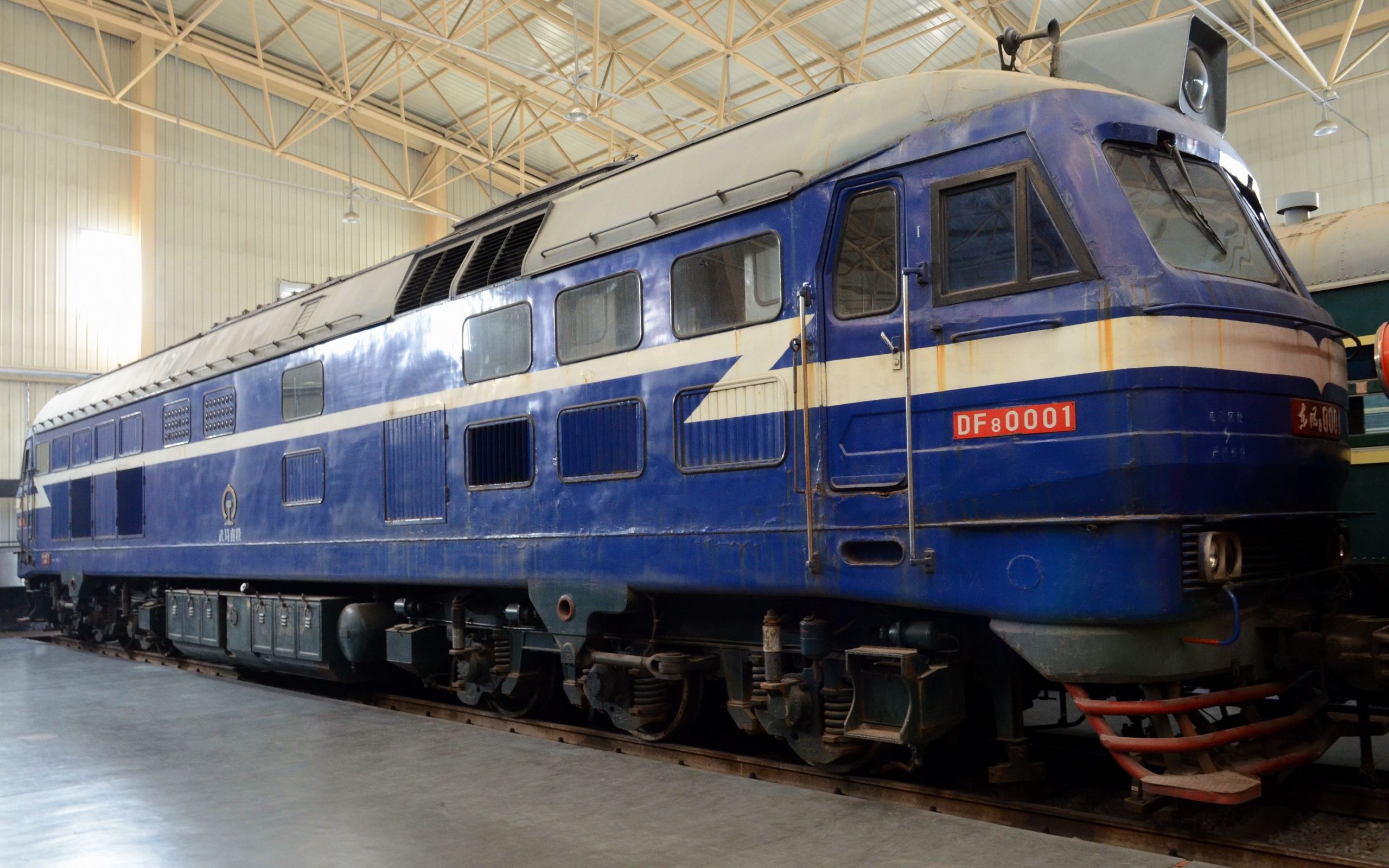
中国铁道博物馆内的山区型东风8型0001号机车
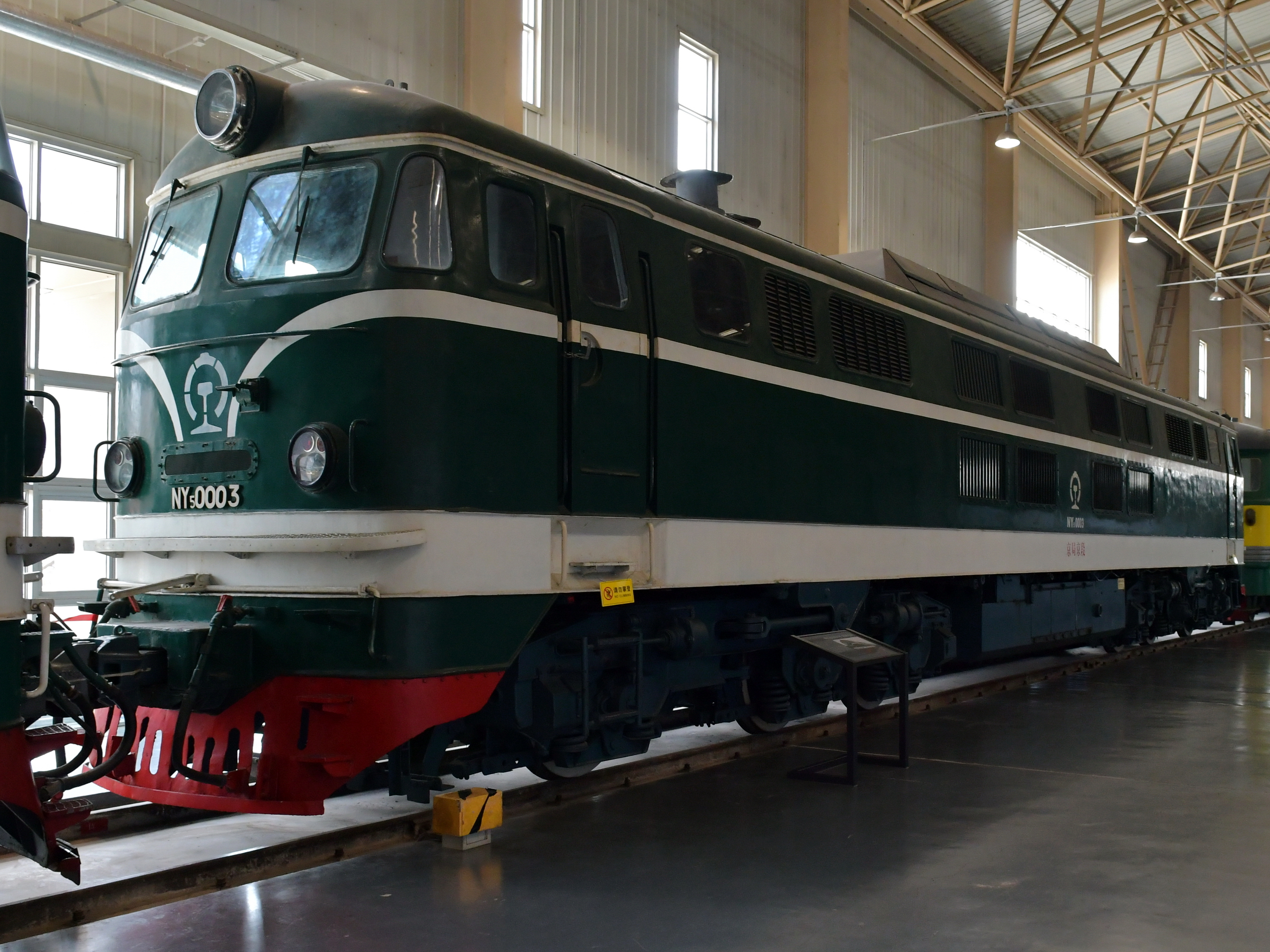
中国铁道博物馆内的NY5型0003号机车
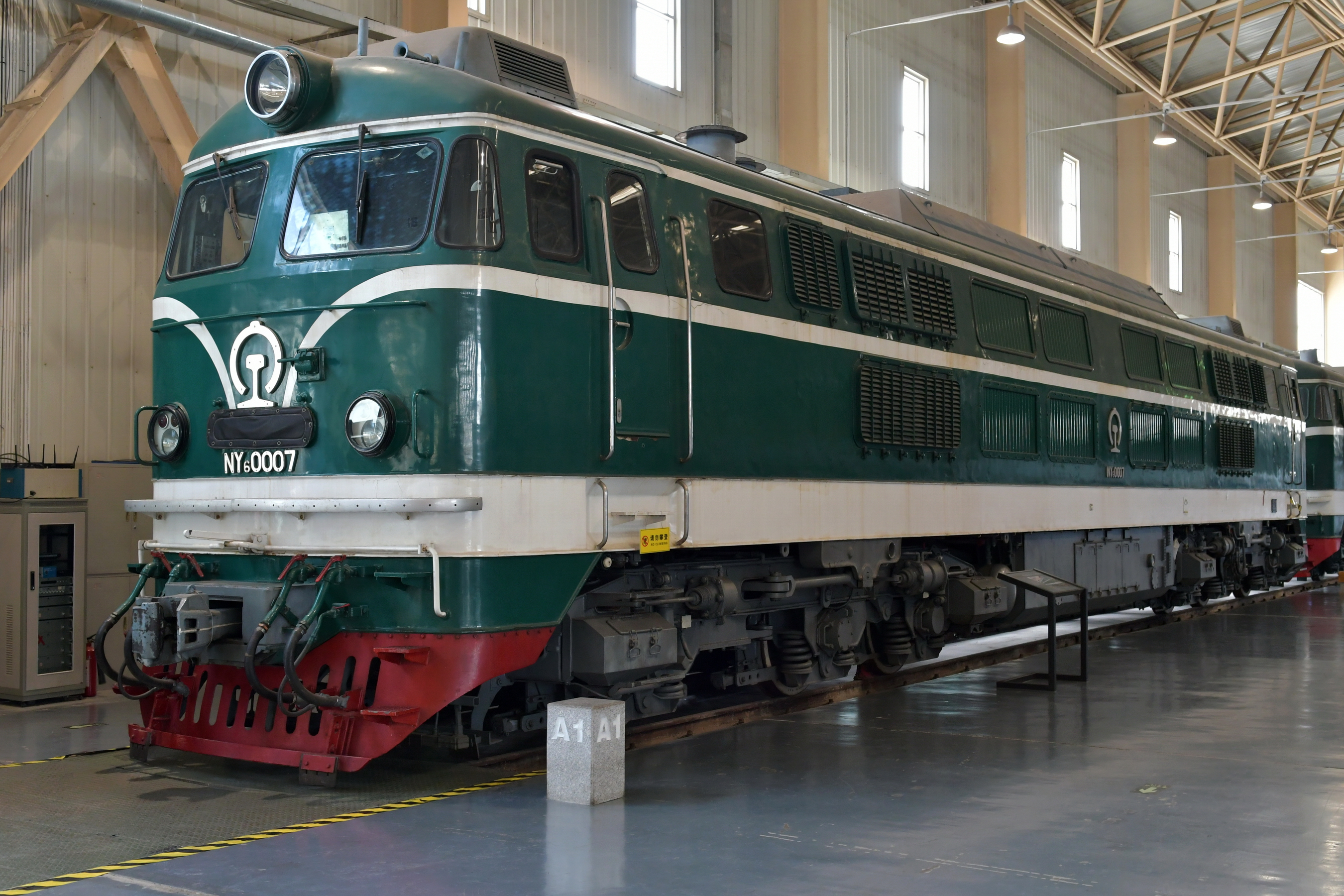
中国铁道博物馆内的NY6型0007号机车
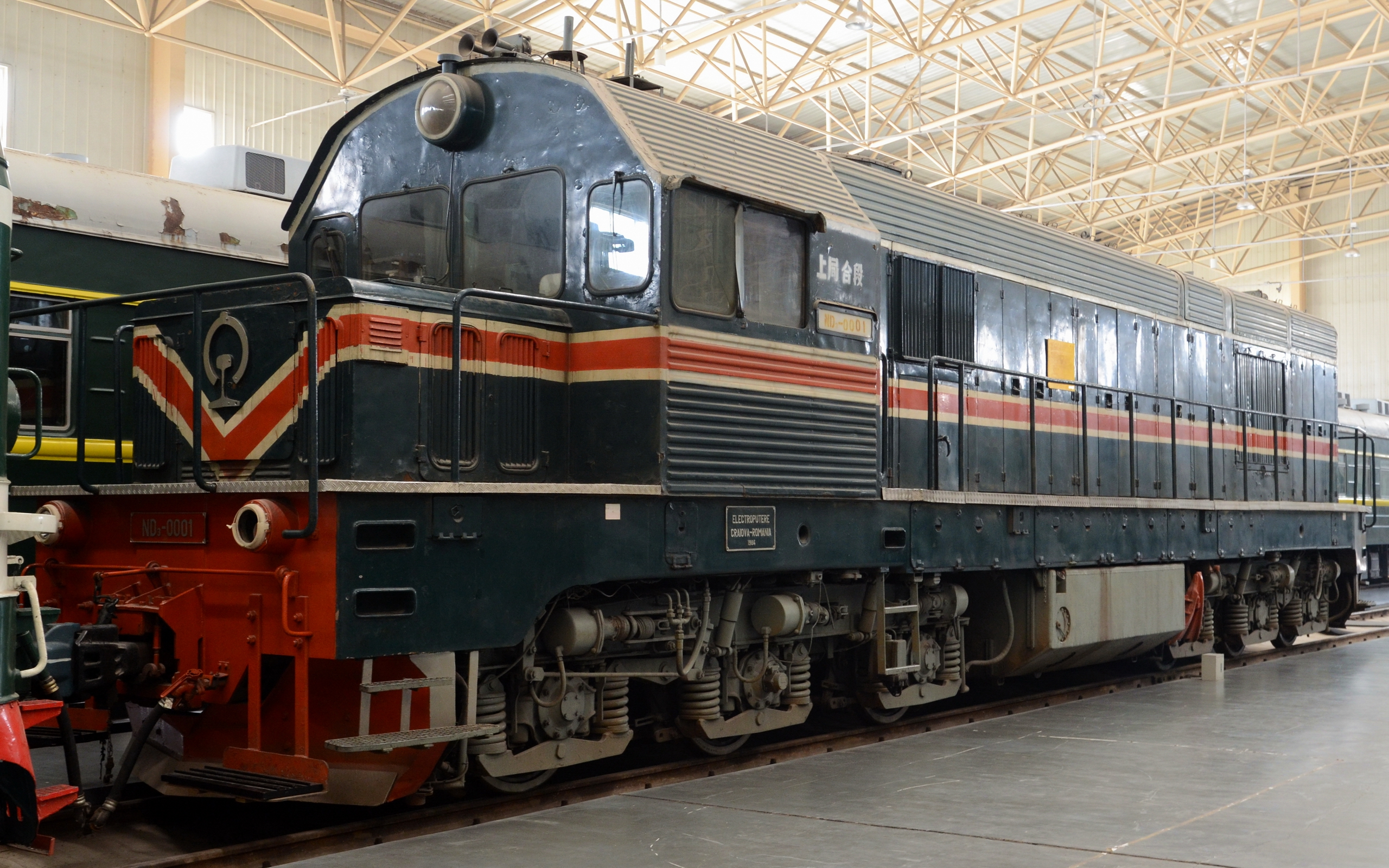
中国铁道博物馆内的ND3型0001号机车
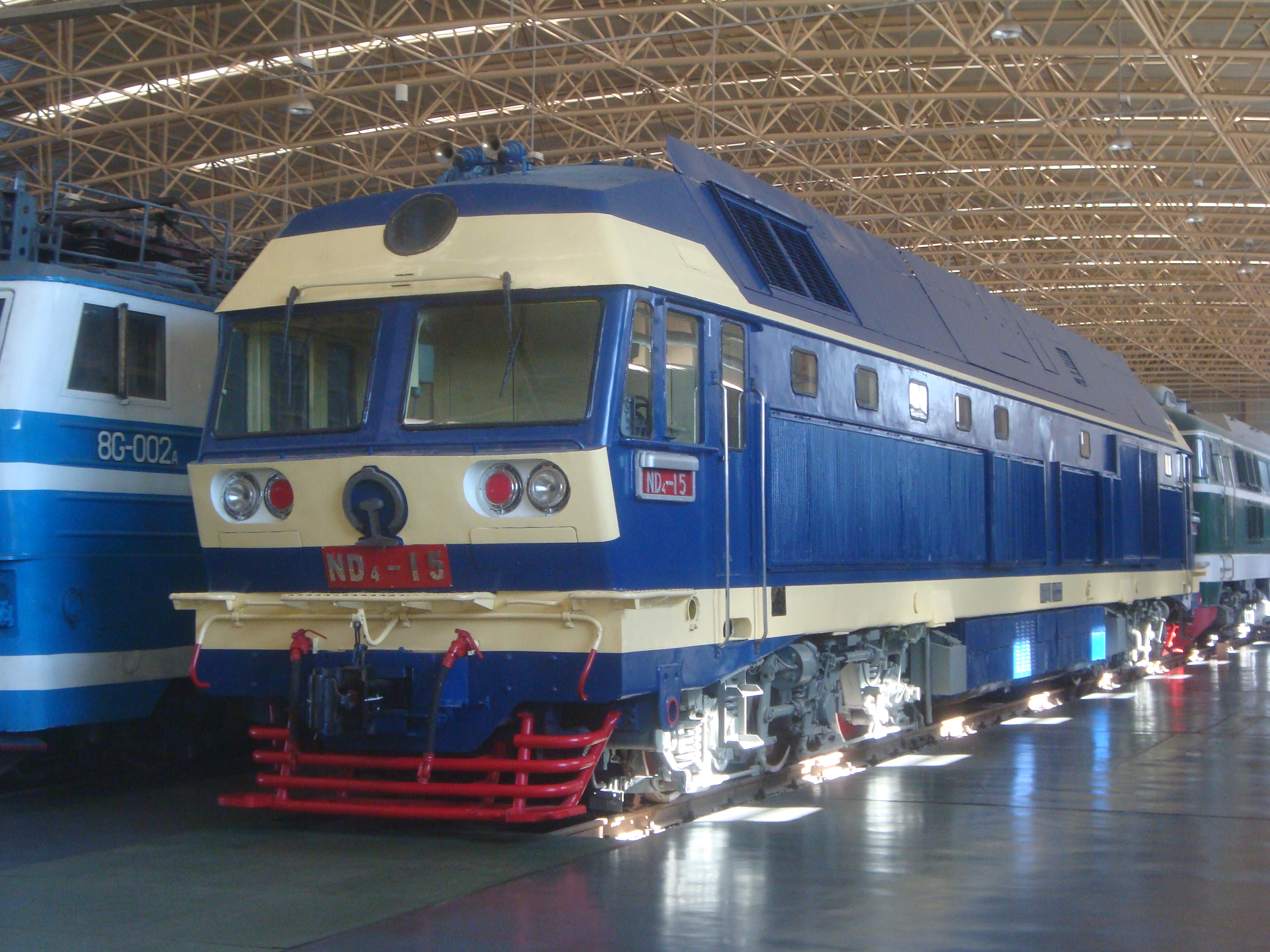
中国铁道博物馆内的ND4型15号机车
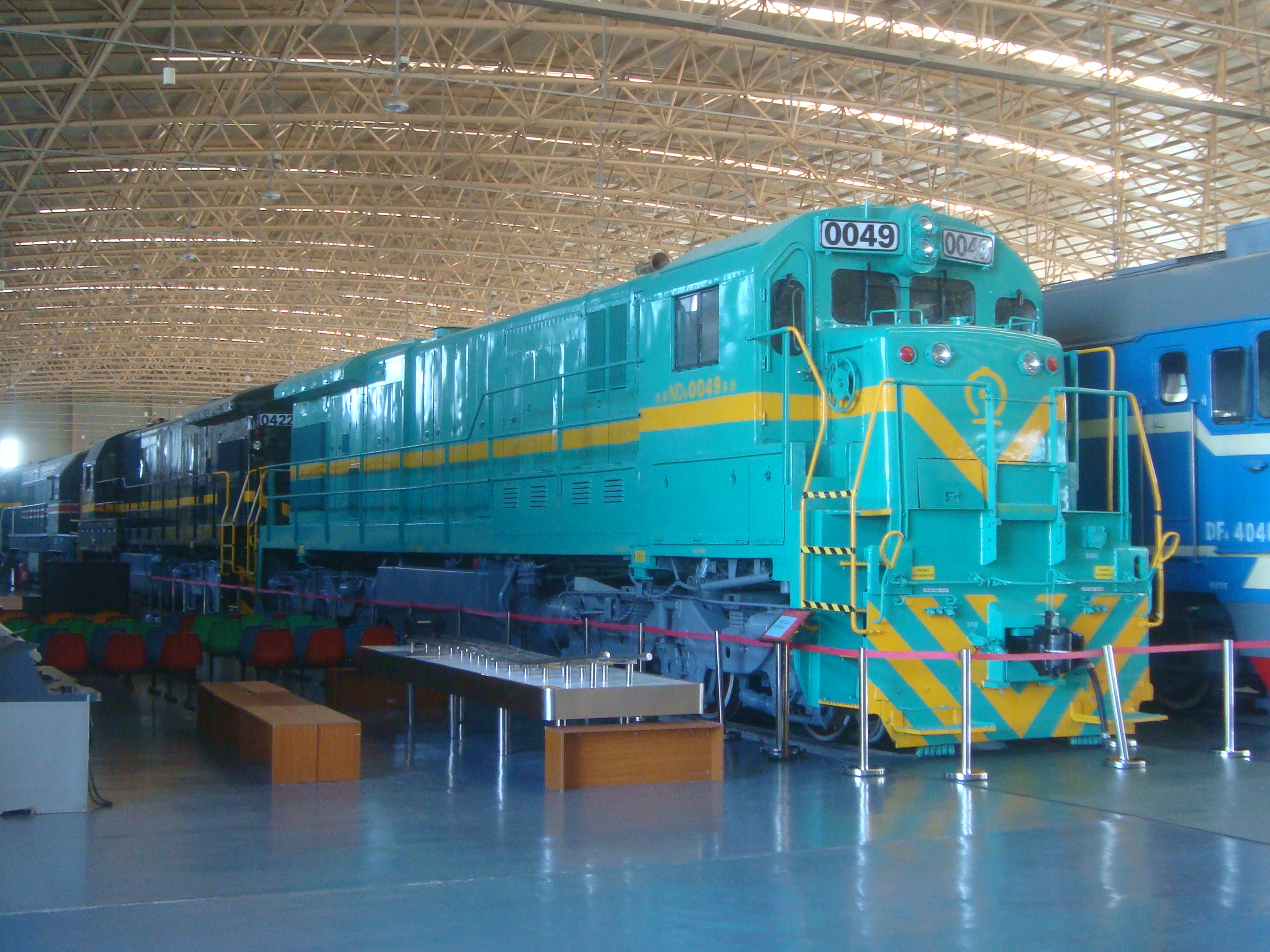
中国铁道博物馆内的ND5型0049与0422号机车

### 电力机车
| 型号    | 编号    | 生产厂家                             | 入馆前配属                              | 入馆时间   | 备注                                                                            |
| ------- | ------- | ------------------------------------ | --------------------------------------- | ---------- | ------------------------------------------------------------------------------- |
| 韶山1型 | 008     | 株洲电力机车工厂，1969年             | 成局贵段 （成都铁路局贵阳机务段）       | 2003年     | 首台量产型的韶山1型电力机车                                                     |
| 韶山3型 | 0001    | 田心机车车辆工厂，1979年             | 呼局包段 （呼和浩特铁路局包头西机务段） | 2012年12月 | 后期按韶山3型4000系标准进行改造                                                 |
| 韶山5型 | 0001    | 株洲电力机车工厂，1990年，           | 郑局郑段 （郑州铁路局郑州机务段）       | 2008年1月  |                                                                                 |
| 韶山6型 | 0002    | 株洲电力机车工厂，1991年，           | 郑局乡段 （郑州铁路局新乡机务段）       | 2014年     |                                                                                 |
| 6K型    | 002     | 日本川崎重工业三菱电机，1987年       | 郑局洛段 （郑州铁路局洛阳机务段）       | 2014年     | 原002号机车在发生事故（页面存档备份，存于）后报废， 后车号与009号机车进行互换。 |
| 8K型    | 008 A/B | 法国五十赫兹集团，1987年             | 京局丰段 （北京铁路局丰台机务段）       | 2012年12月 |                                                                                 |
| 8G型    | 002 A/B | 苏联诺沃切尔卡斯克电力机车厂，1987年 | 太局侯段 （太原铁路局侯马机务段）       | 2012年12月 |                                                                                 |

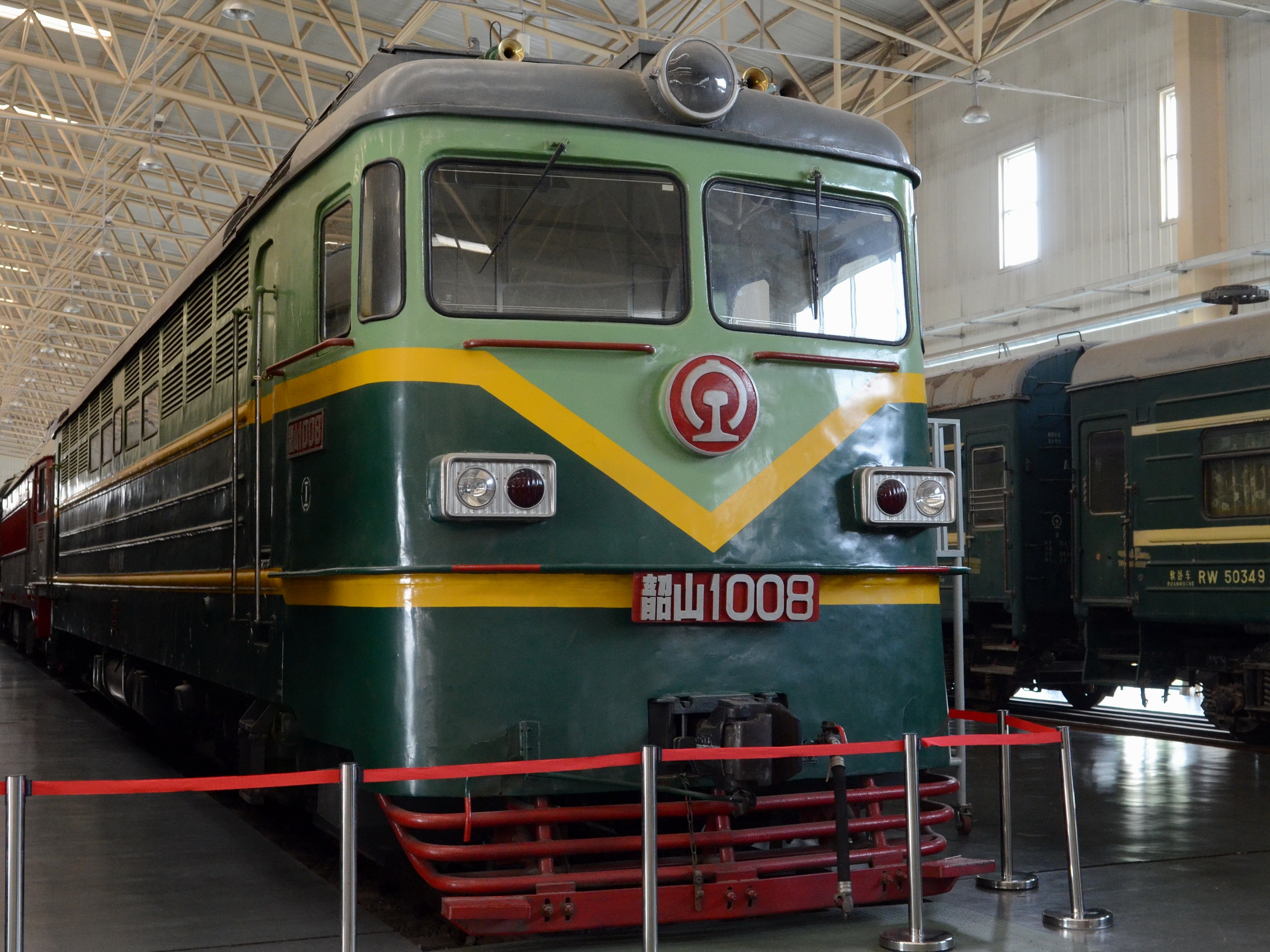
中国铁道博物馆內的韶山1型008号电力机车
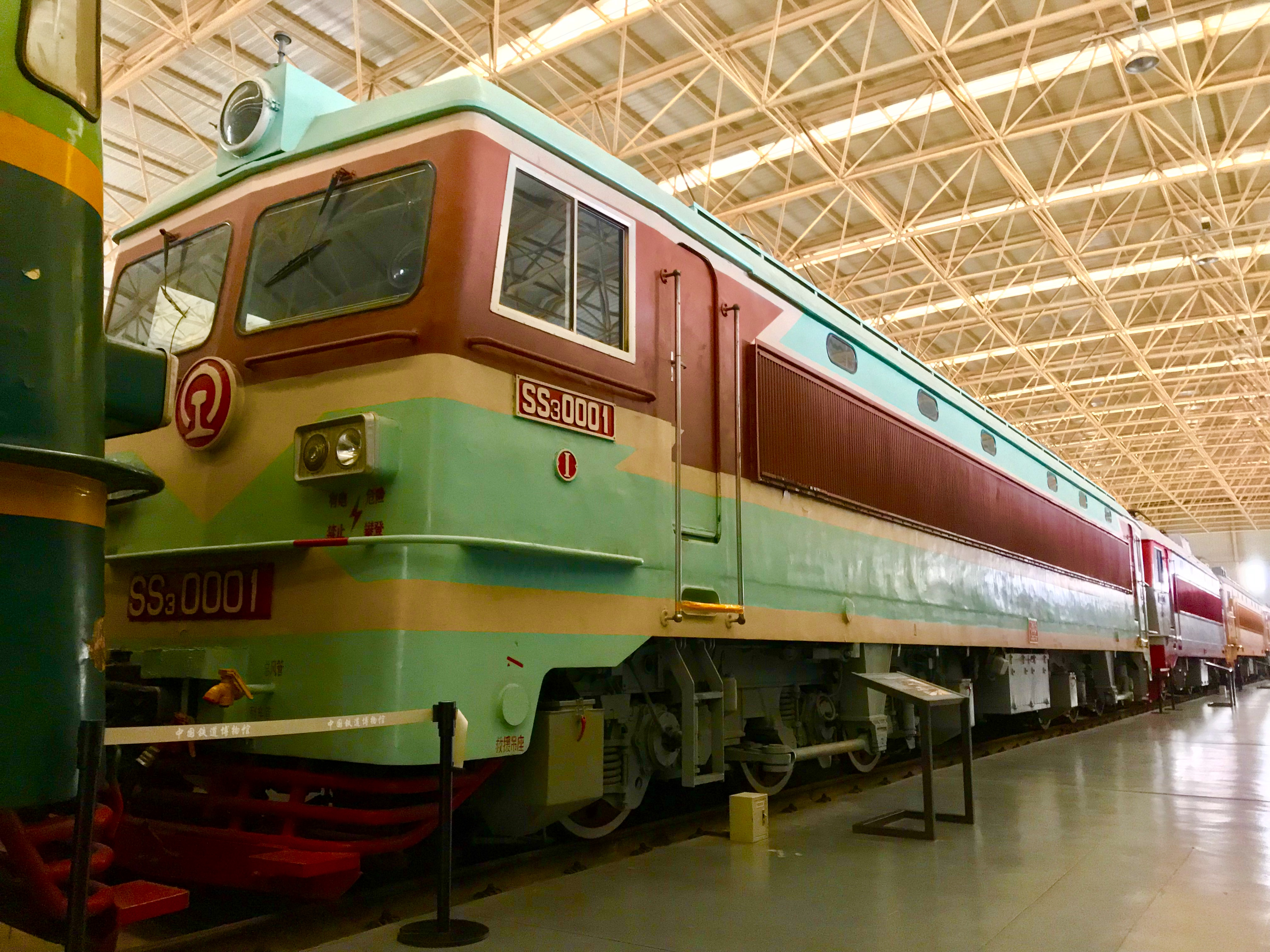
中国铁道博物馆内的韶山3型0001号电力机车
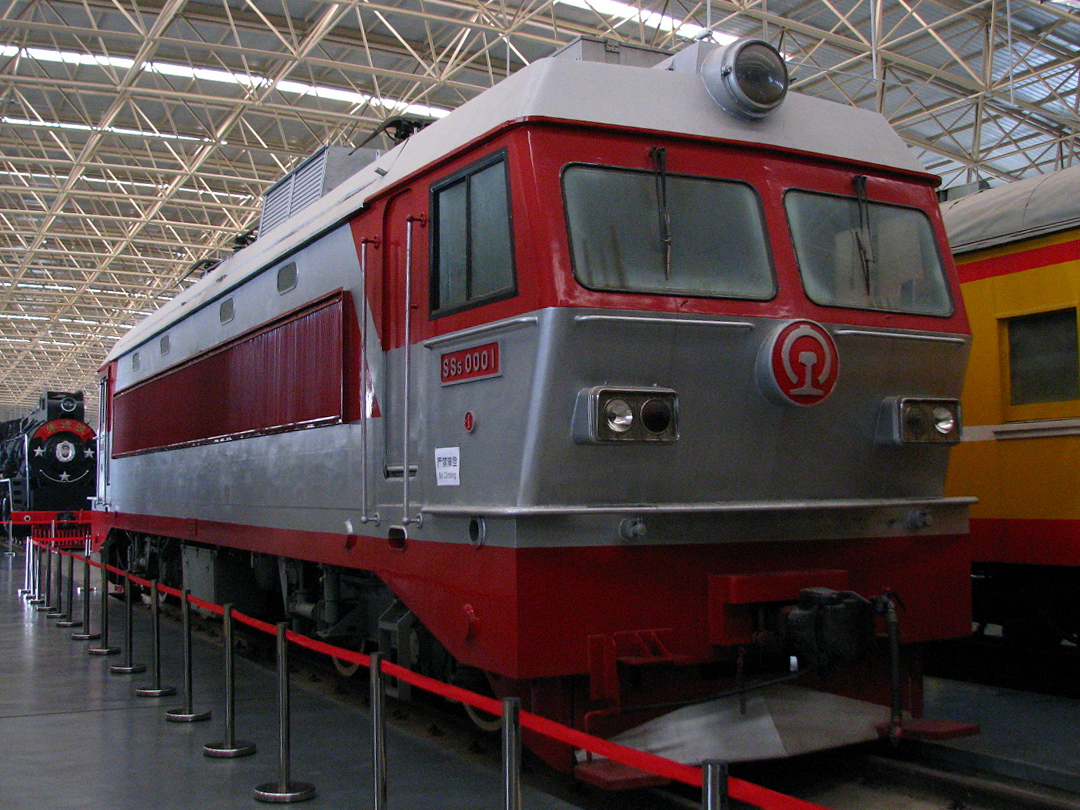
中国铁道博物馆內的韶山5型0001号电力机车
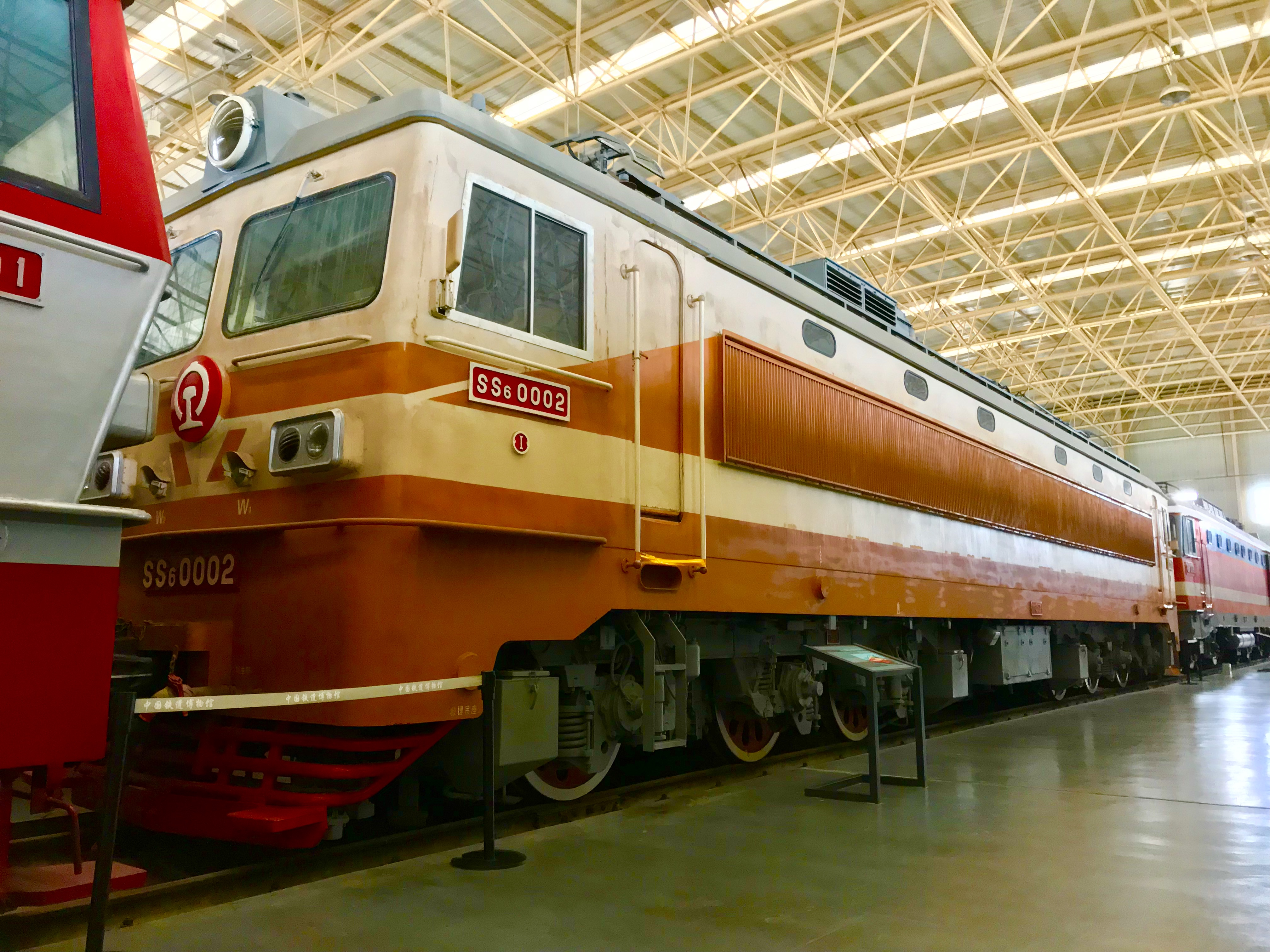
中国铁道博物馆的韶山6型0002号电力机车
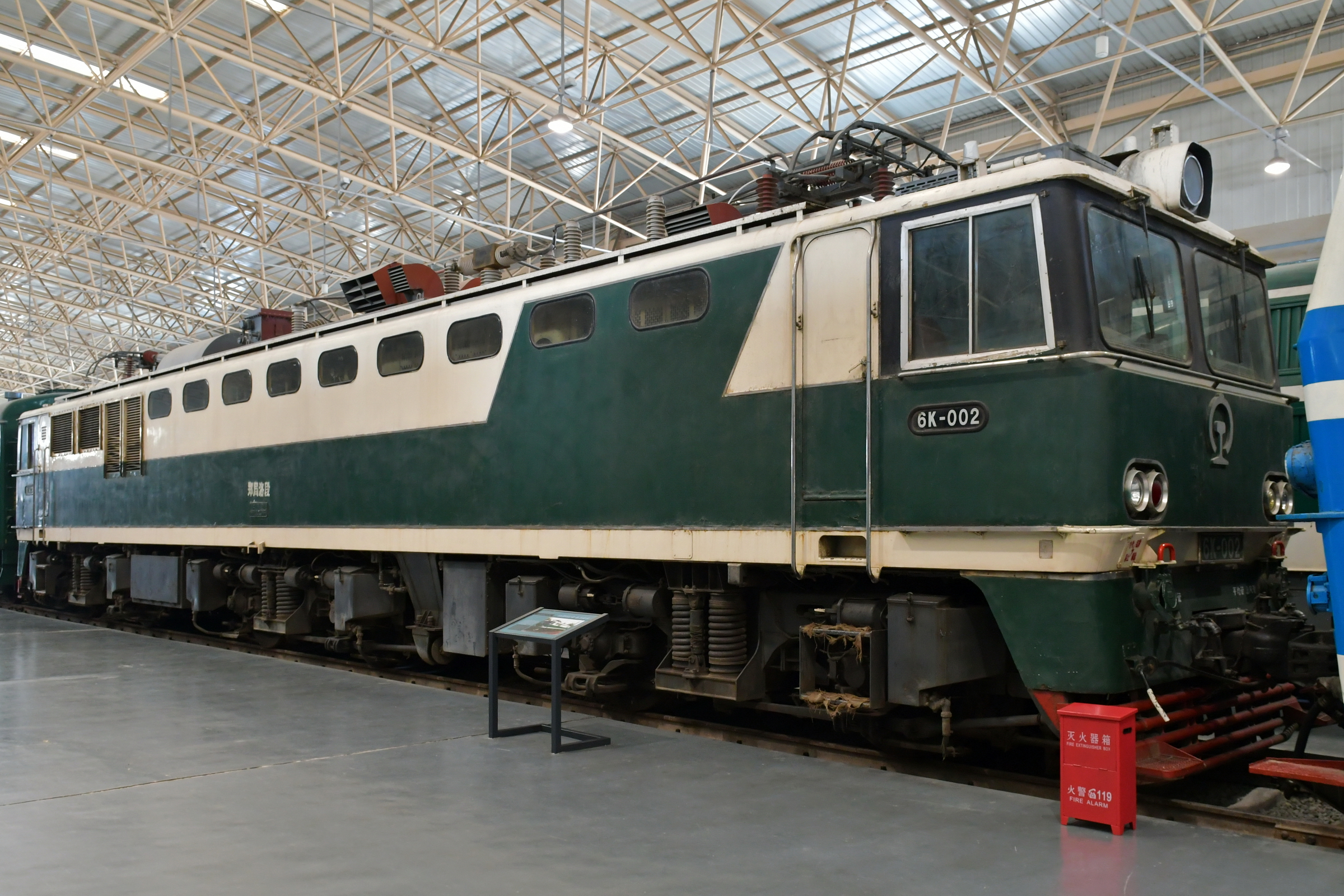
中国铁道博物馆内的6K型002号电力机车
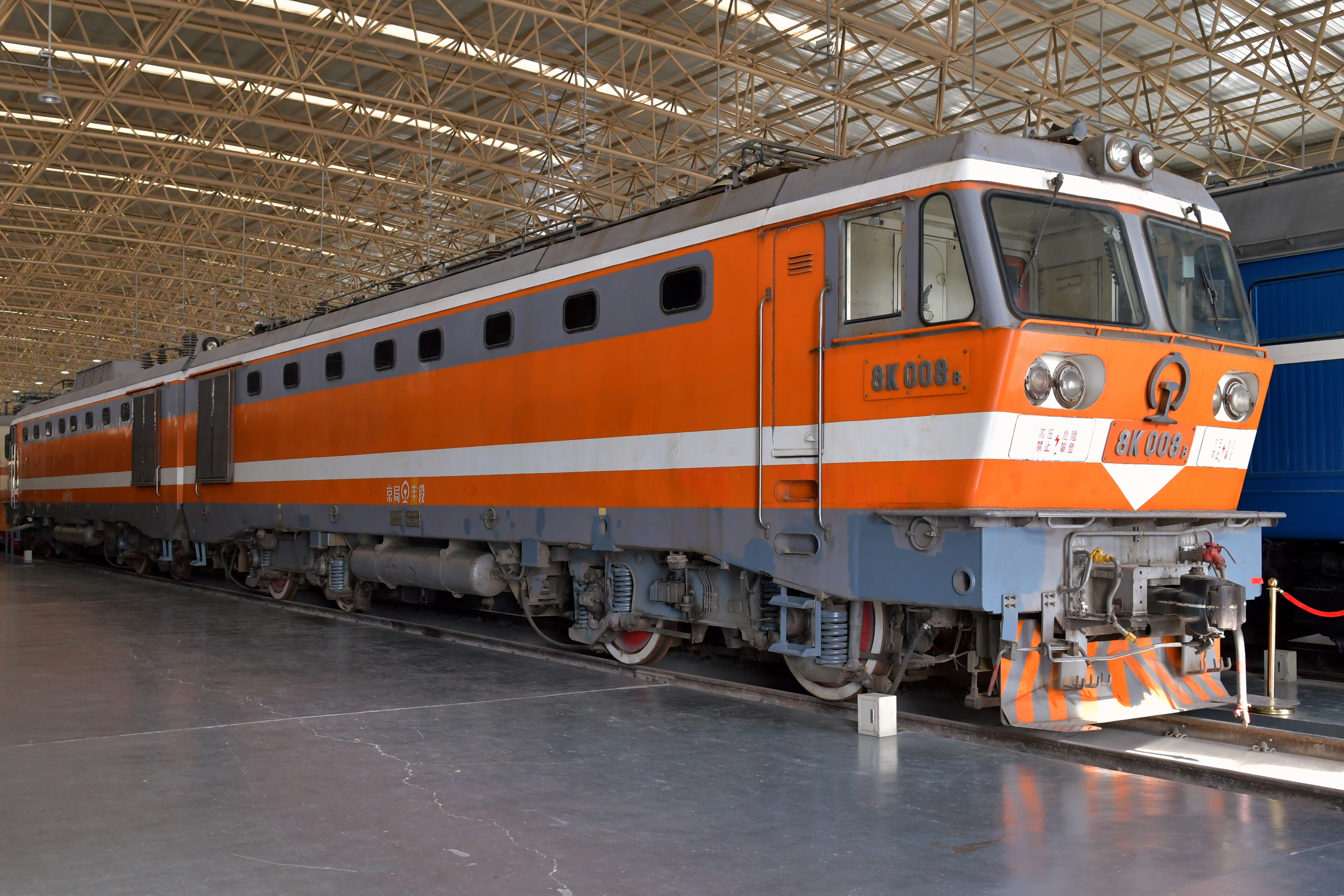
中国铁道博物馆内的8K型008号电力机车
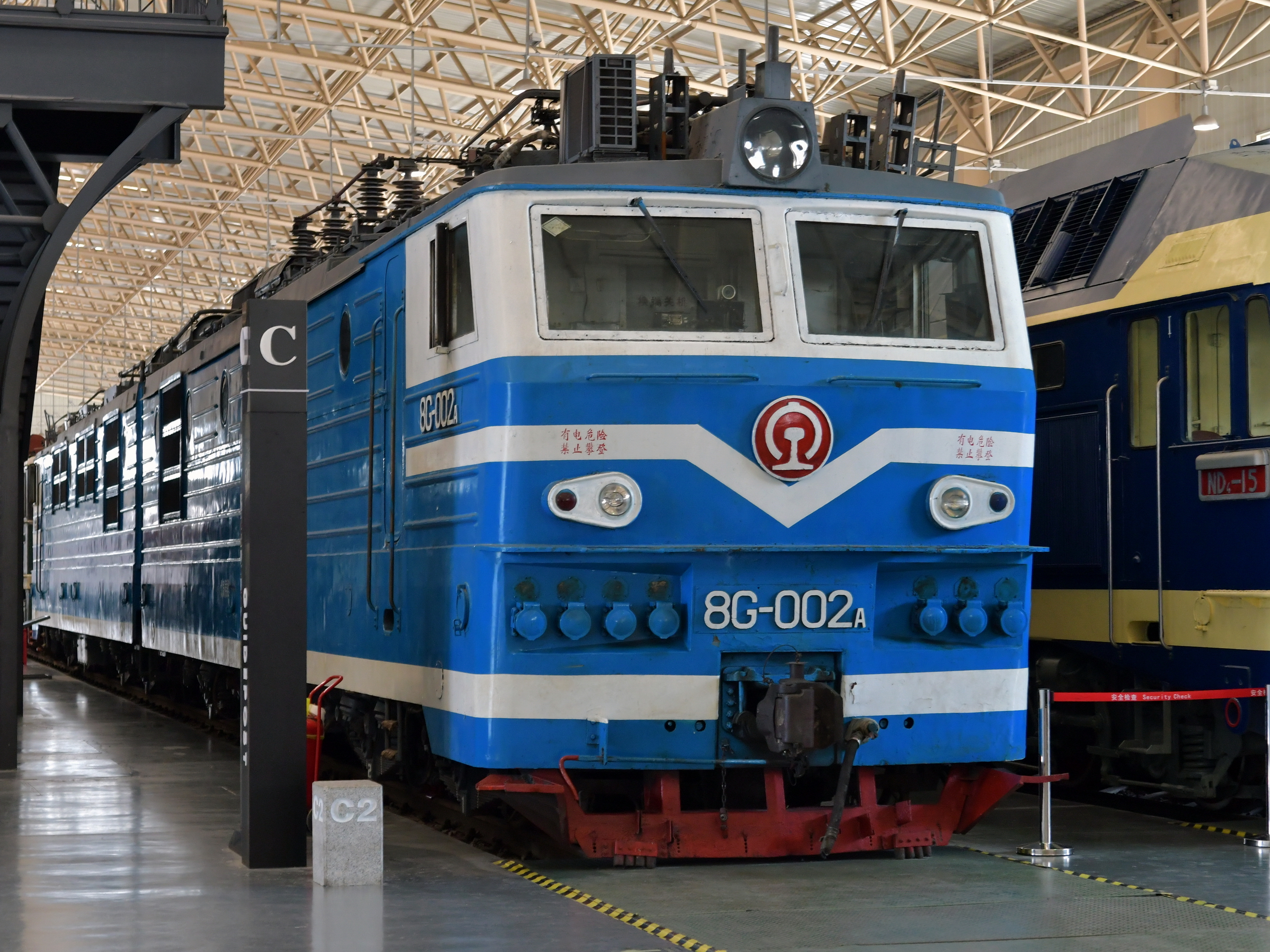
中国铁道博物馆内的8G型002号电力机车

### 动车组
- DJJ2中华之星（大同电力机车、长春轨道客车、四方机车车辆厂，2002年制造，沈局沈段）

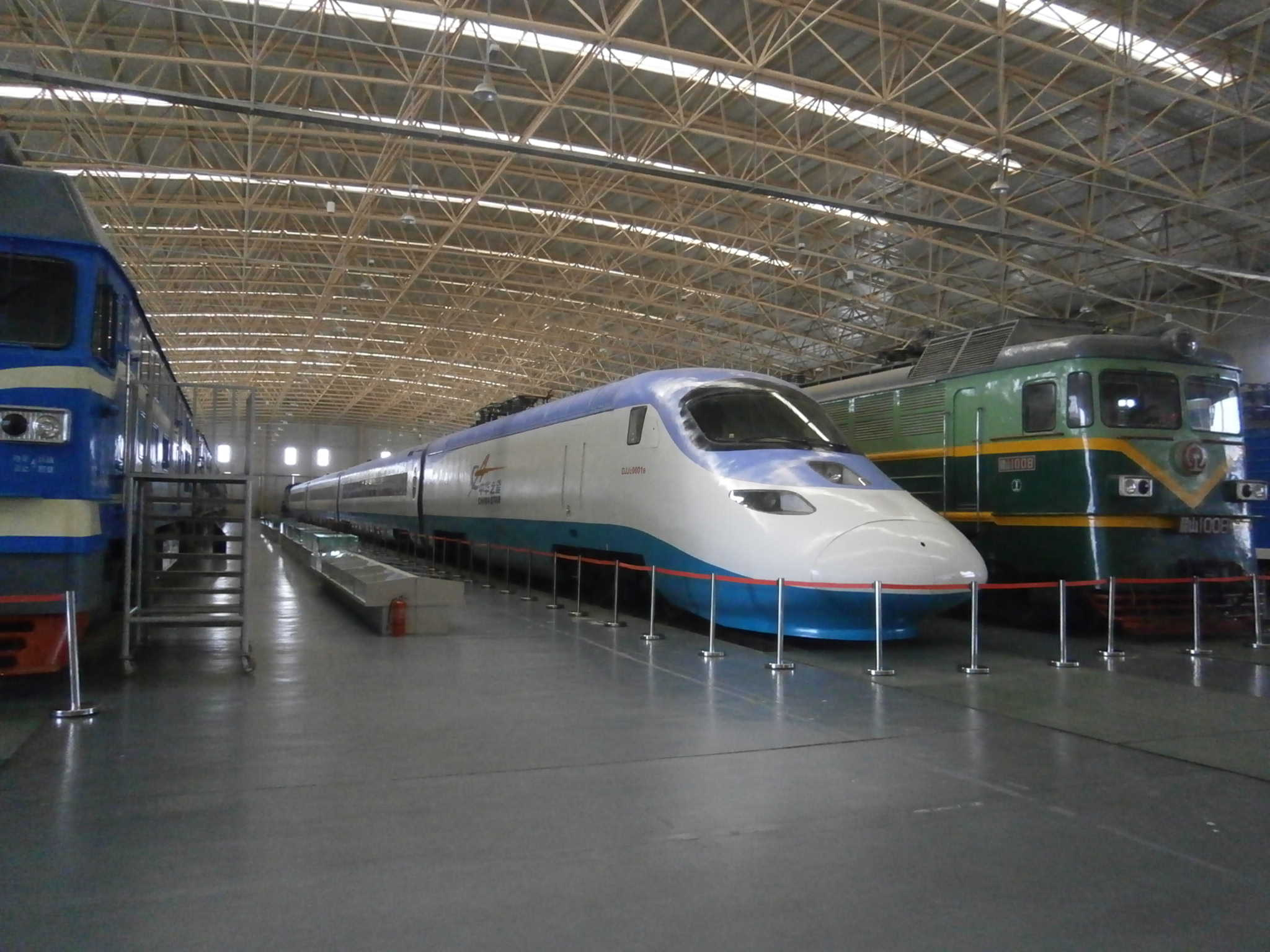
中国铁道博物馆内的DJJ2型电力动车组

### 其它车辆
馆内也收藏由铁道部专运处下放的公务车、中国铁路18型客车、19型客车、21型客车、22型客车、各种货车、特种运输车辆、DK16和BD1等轨道车辆。

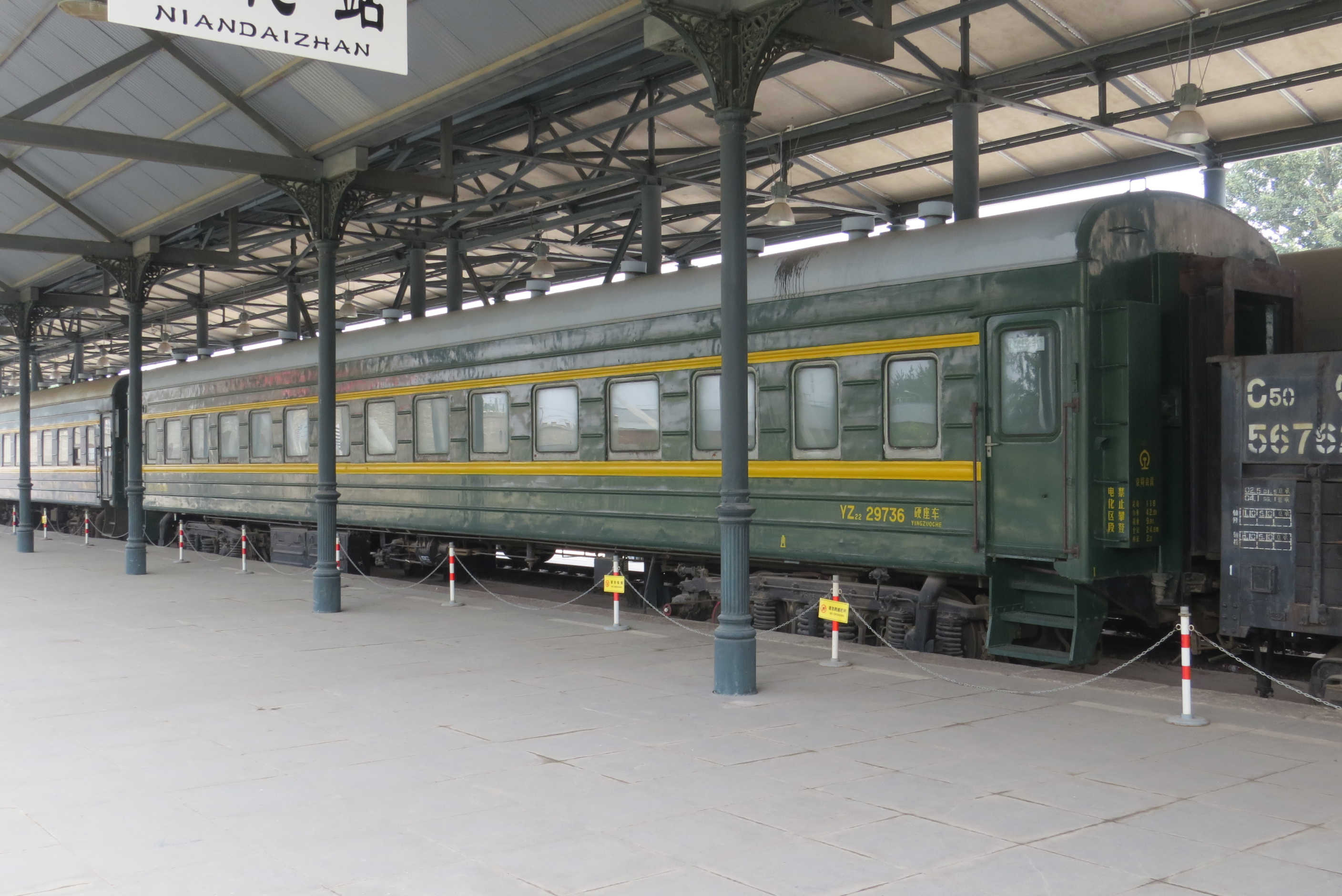
铁博影视基地内的YZ22型硬座车
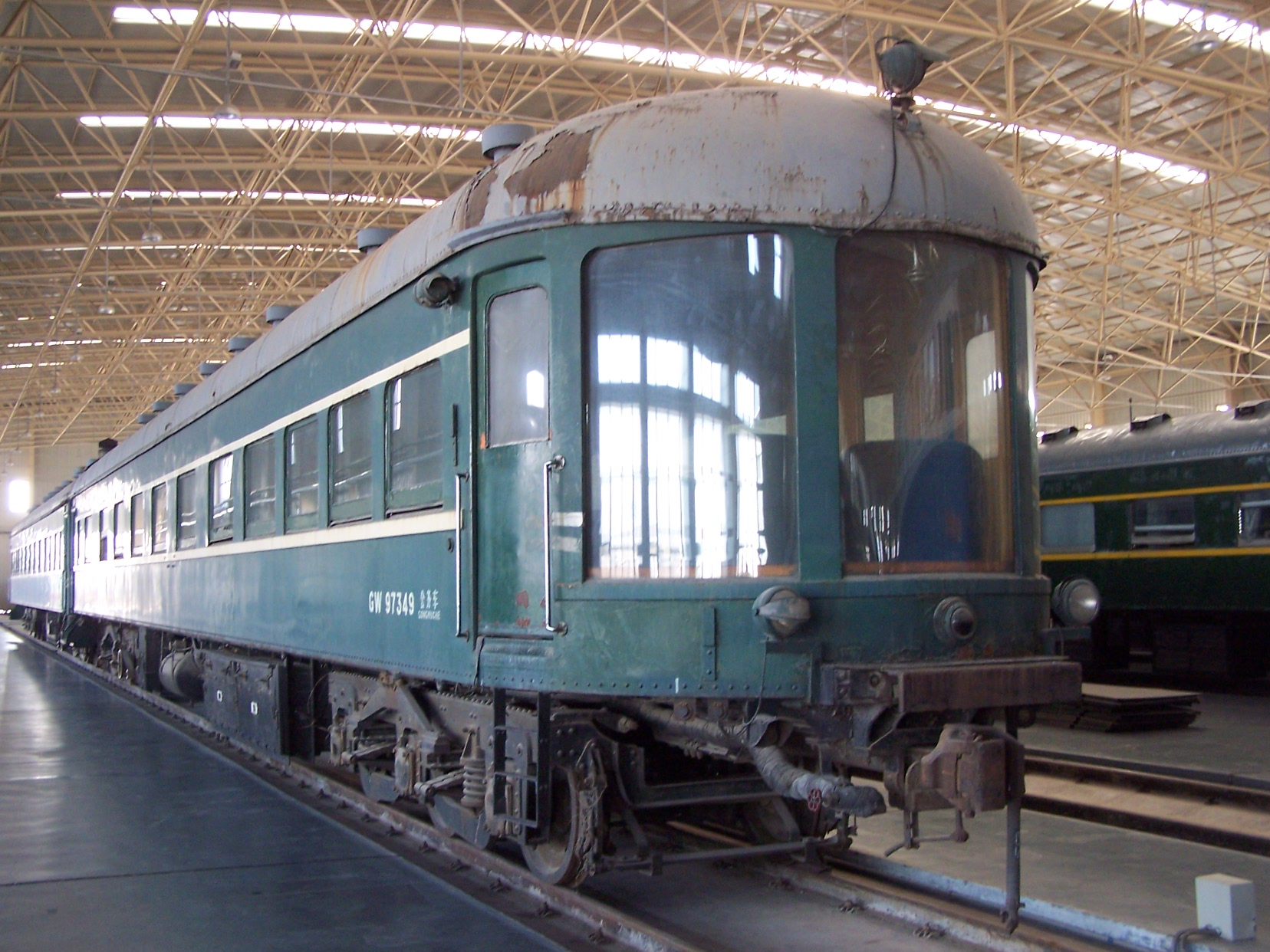
南满铁路“大陆”号特快列车的展望车，后改为中国铁道部部长吕正操的专用车厢
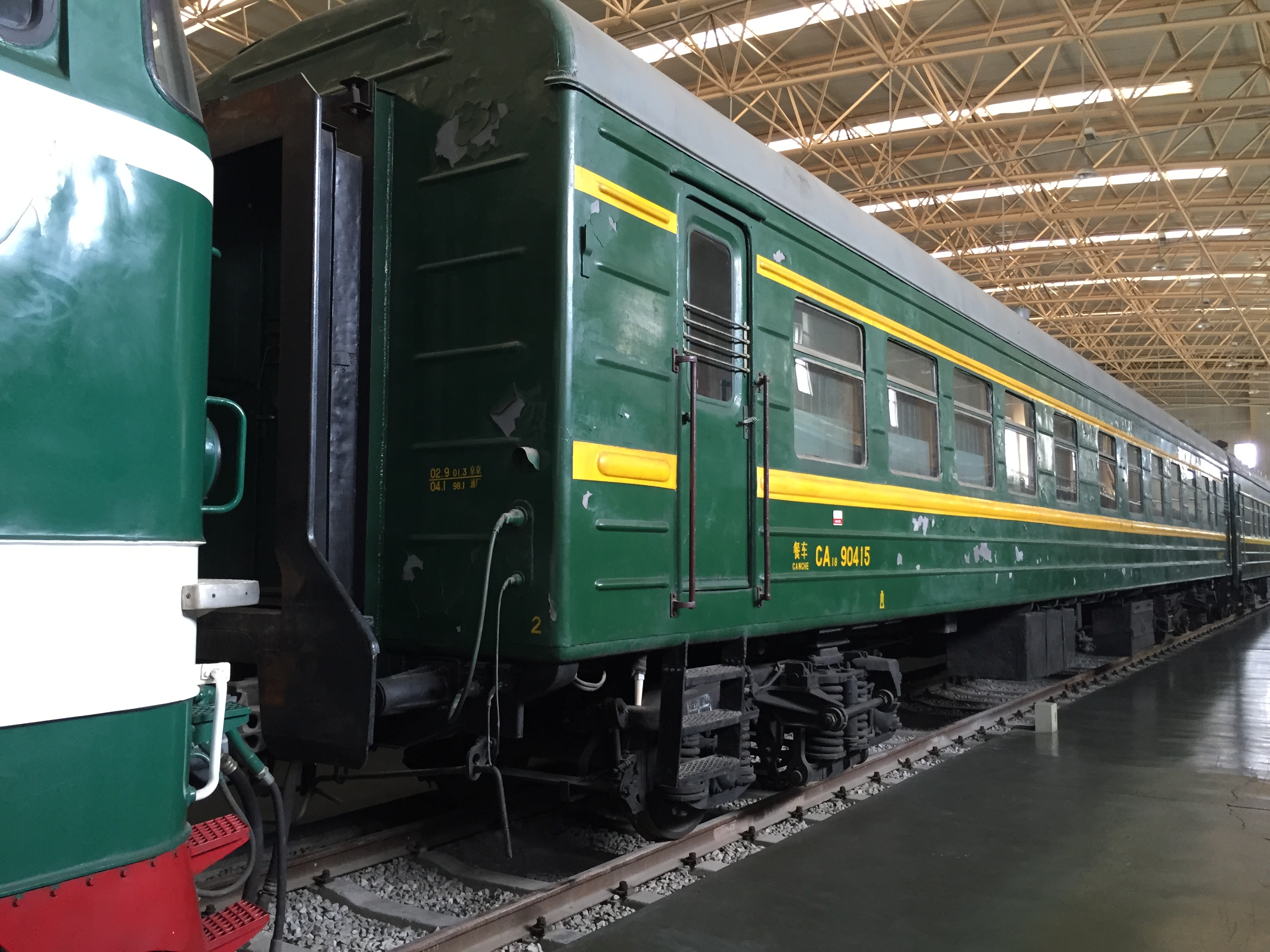
中国铁道博物馆内的一辆早期型的CA18餐车
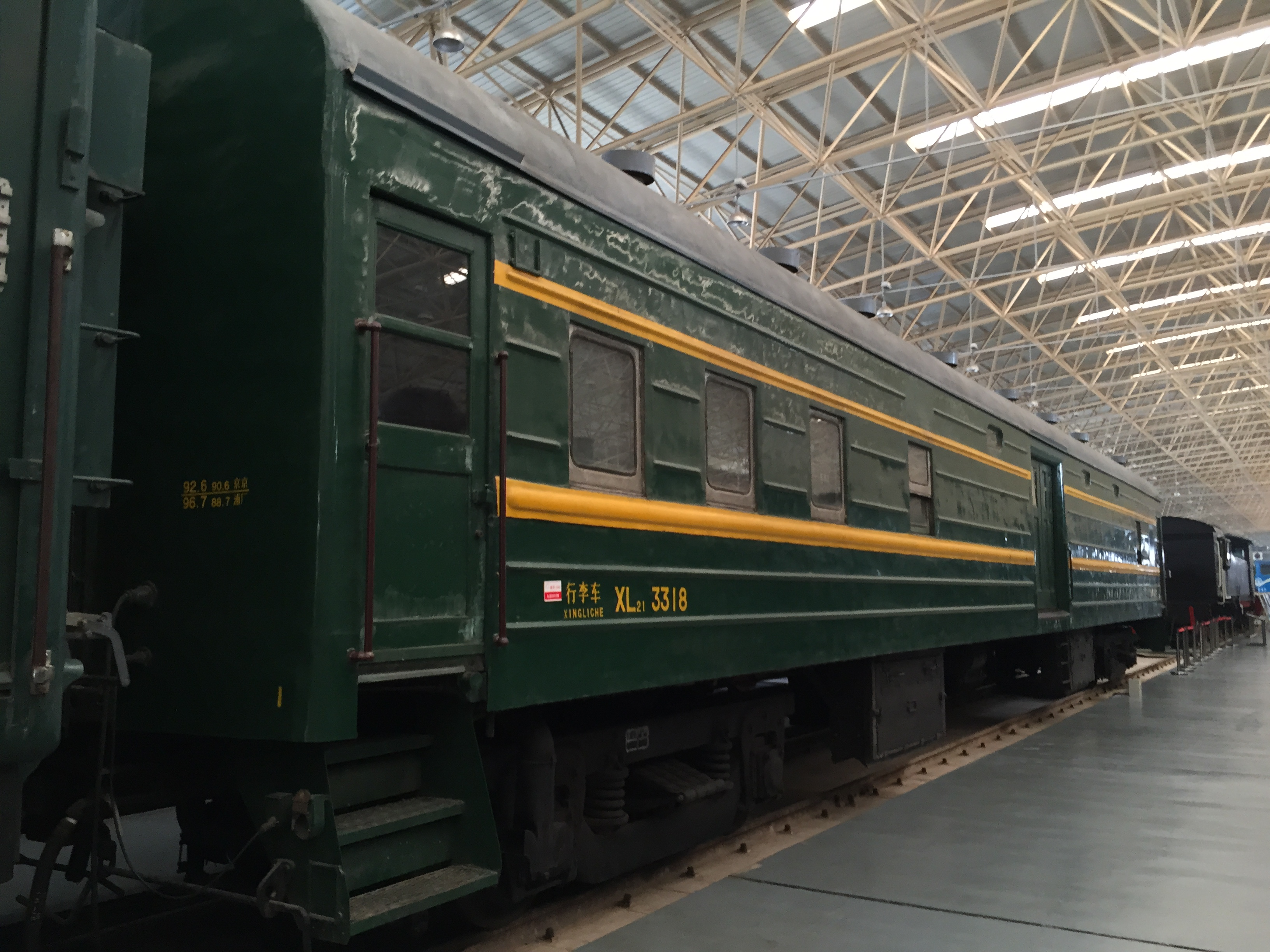
中国铁道博物馆內的 XL21行李车
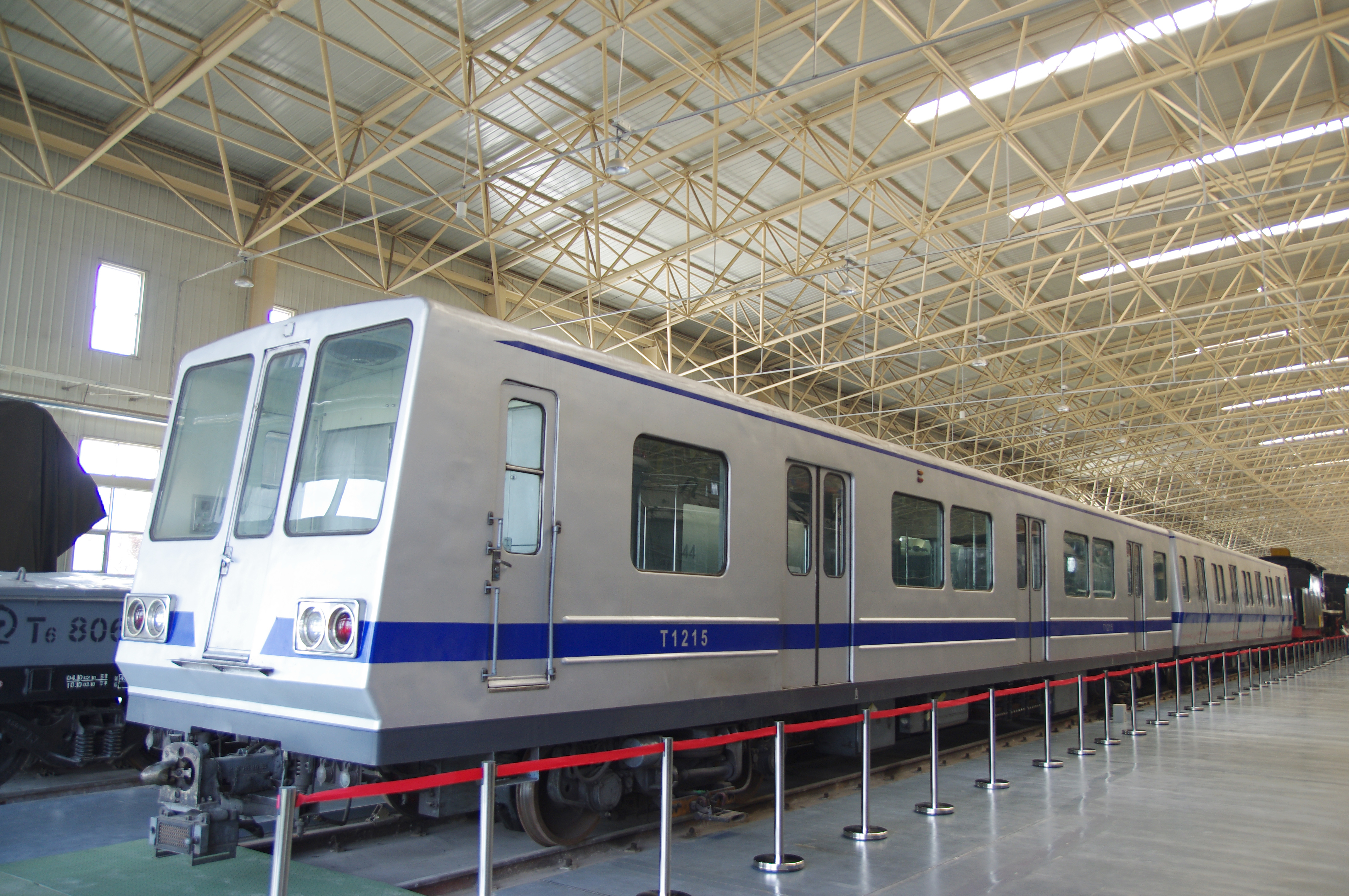
中国铁道博物馆內的DK16列车
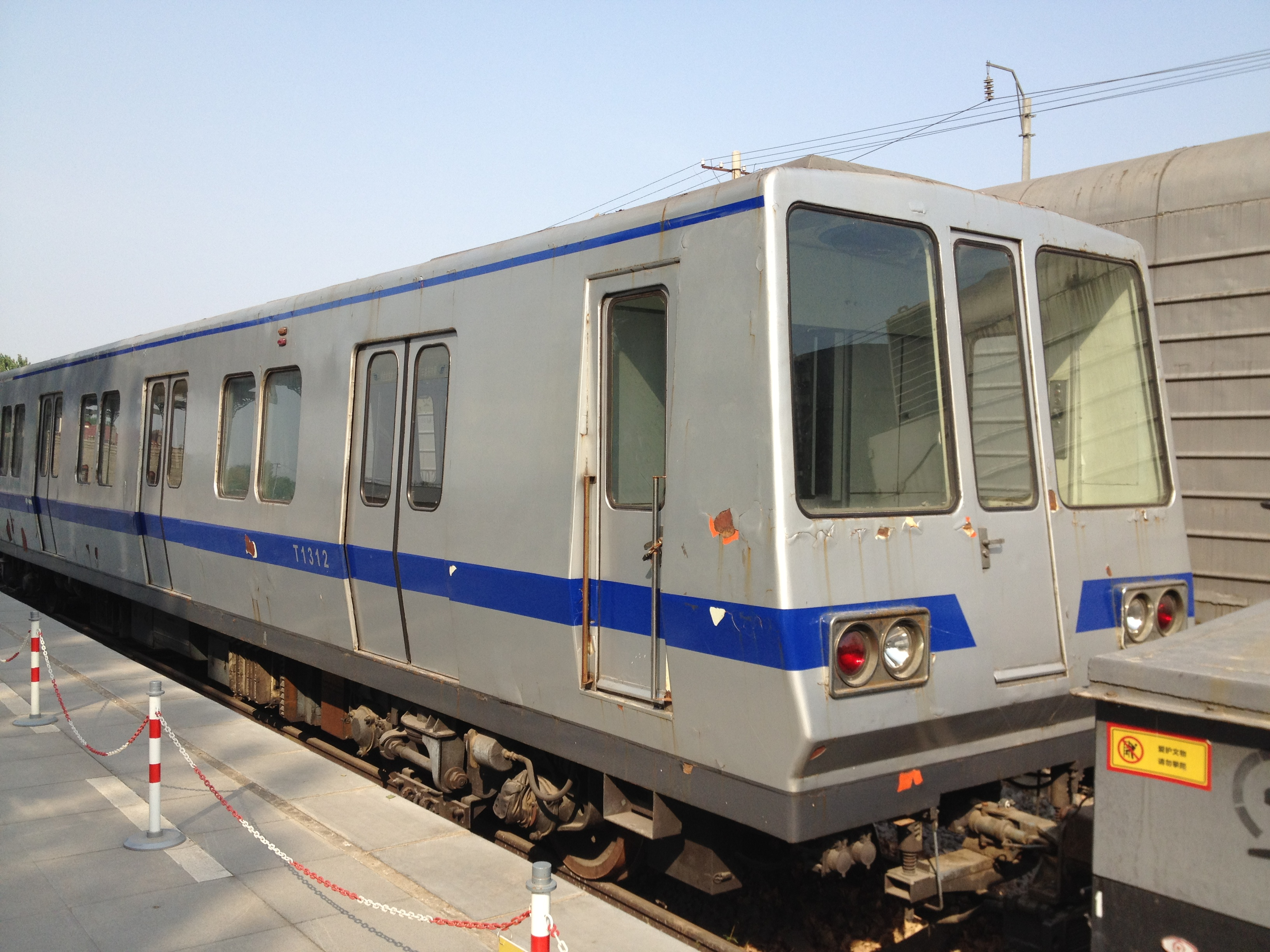
中国铁道博物馆內的BD1列车